# タトラT3
タトラT3（Tatra T3）は、かつてチェコスロバキア（現：チェコ）のタトラ国営会社（→ČKDタトラ）によって製造された路面電車車両（タトラカー）。経済相互援助会議（コメコン）の意向に基づく旧東側諸国の路面電車における標準型車両として、付随車のタトラB3と合わせて14,000両以上の大量生産が実施された事で知られる。

## 開発までの経緯
1951年から生産が始まったタトラT1を皮切りに、チェコスロバキア（現：チェコ）の首都・プラハのスミーホフに工場を有していたタトラ国営会社（→ČKDタトラ）はアメリカ合衆国で開発された高性能路面電車車両のPCCカーの技術を用いた、後年に「タトラカー」と呼ばれる一連の路面電車向け車両の開発・生産を行っていた。その中で2世代目にあたるタトラT2は1954年に試作車が作られた後、1957年から量産が開始されたが、重量の重さなど複数の問題が浮上し、より多くの路面電車路線へ導入するために更なる改良が必要となった。そこで、この問題を解消するべく3世代目となるタトラカーの開発が始まり、1960年に最初の試作車が完成した。これがタトラT3である。

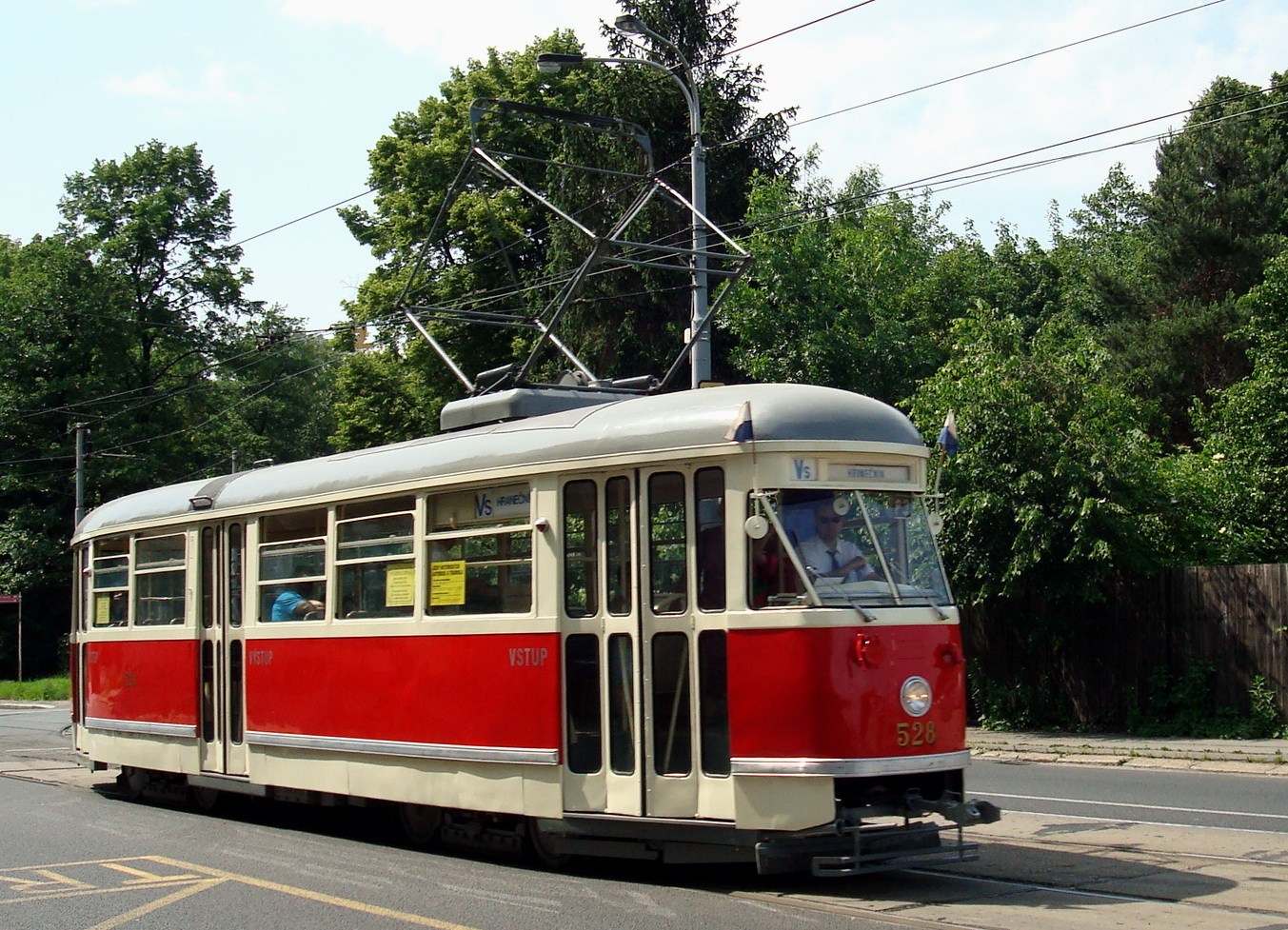
最初のタトラカーとなったタトラT1（チェコ：オストラヴァ）
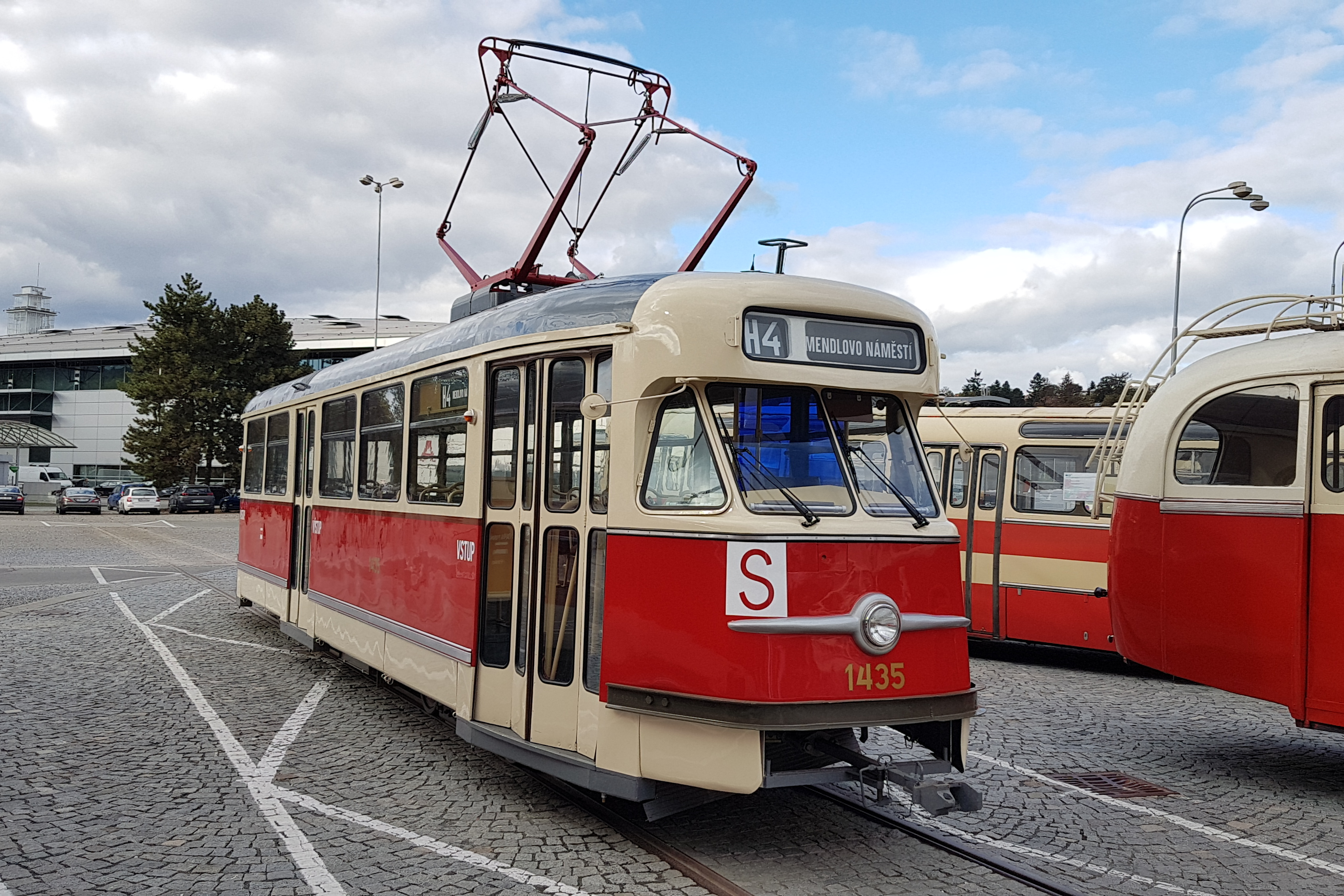
タトラT2は重量面などの問題が指摘された（チェコ：ブルノ）

## 概要

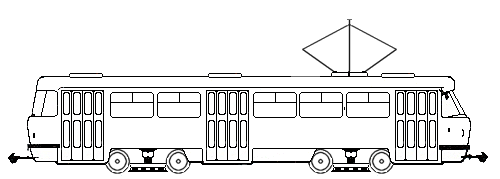
側面図（タトラT3）

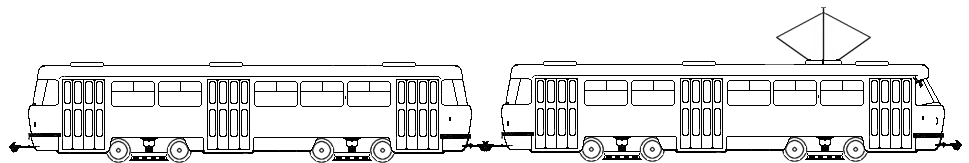
側面図（タトラT3＋タトラB3）

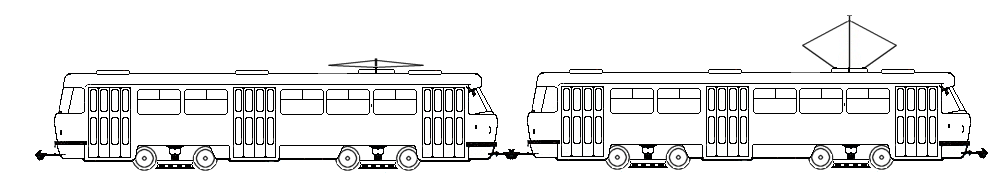
側面図（タトラT3＋タトラT3）

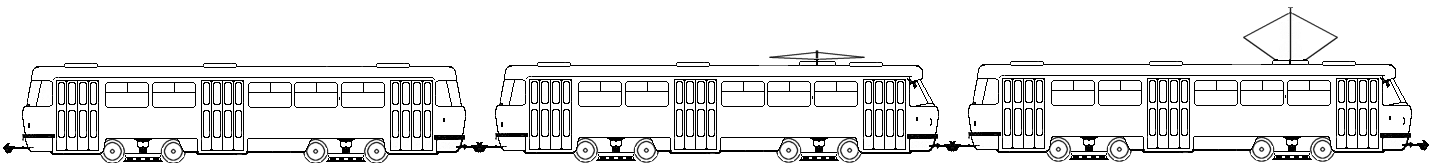
側面図（タトラT3＋タトラT3＋タトラB3）

タトラT3は右側通行に対応したボギー車で、ループ線が存在する路線での運用を前提としている事から運転台は片側のみ存在し、乗降用の両開き式の折り戸も右側面に3箇所、もしくは2箇所（タトラT3SUの一部）設置されている。車体のデザインはインダストリアルデザイナーのフランティシェク・カルダウスが手掛けており、側面まで回り込む運転台窓（パノラミックウィンドウ）を有する流線形の前面下部には2つの前照灯が設置されている。この全溶接式の構造を用いた車体のうち、前方や後方には不燃性のグラスファイバーが用いられており、タトラT2と比較しての軽量化が図られている。車内には機器の冷却に使われ温められた空気や電気ヒーターを用いる暖房が搭載されている他、夏季には開閉可能な窓や換気扇を用いた換気が行われる。
各車両に2基設置されているボギー台車は全て動力台車で、出力40 kwの主電動機（TE022）が縦方向に配置され、カルダン軸やハイポイドギアを介して動力が伝達される。また、車輪には中央部に防振ゴムを挟みこむ弾性車輪が用いられている他、1次・2次ばねにゴムばねやコイルばねを使用する事で安定した走行や振動の抑制が図られている。
制御装置はタトラT2に使用されていたTR36形を改良・簡素化した、抵抗制御方式に対応したTR37形が導入されている。合計99の抵抗段数を有するこの装置は「加速器（アクセラレータ）」とも呼ばれており、基本的な構造はタトラカーの基となったPCCカーの制御装置に準拠している。運転台からの速度制御は足踏みペダルによって行われ、加速用のアクセルペダル、減速用のブレーキペダルに加え、初期車にはデッドマン装置の役割を担う安全用ペダルが設置されていた。また、タトラT3は先頭の車両が連結した全車両の制動装置や乗降扉といった機器を一括で操作可能な総括制御に対応しており、営業運転時には最大3両編成まで組む事ができる。
これらの構造の一部は長期にわたる生産の中で変更が加えられており、代表的なものには車掌業務の廃止や信用乗車方式の導入に伴う車掌台の廃止や座席配置の変更、系統番号の案内板のバックライトの導入、座席の構造変更（人工皮革張りの柔らかい座席→ラミネート加工が施された固い座席）、窓の開閉部分の拡大による換気機能の改善、安全用ペダルの削除に伴う安全用スイッチへの設置などが挙げられる。

車内
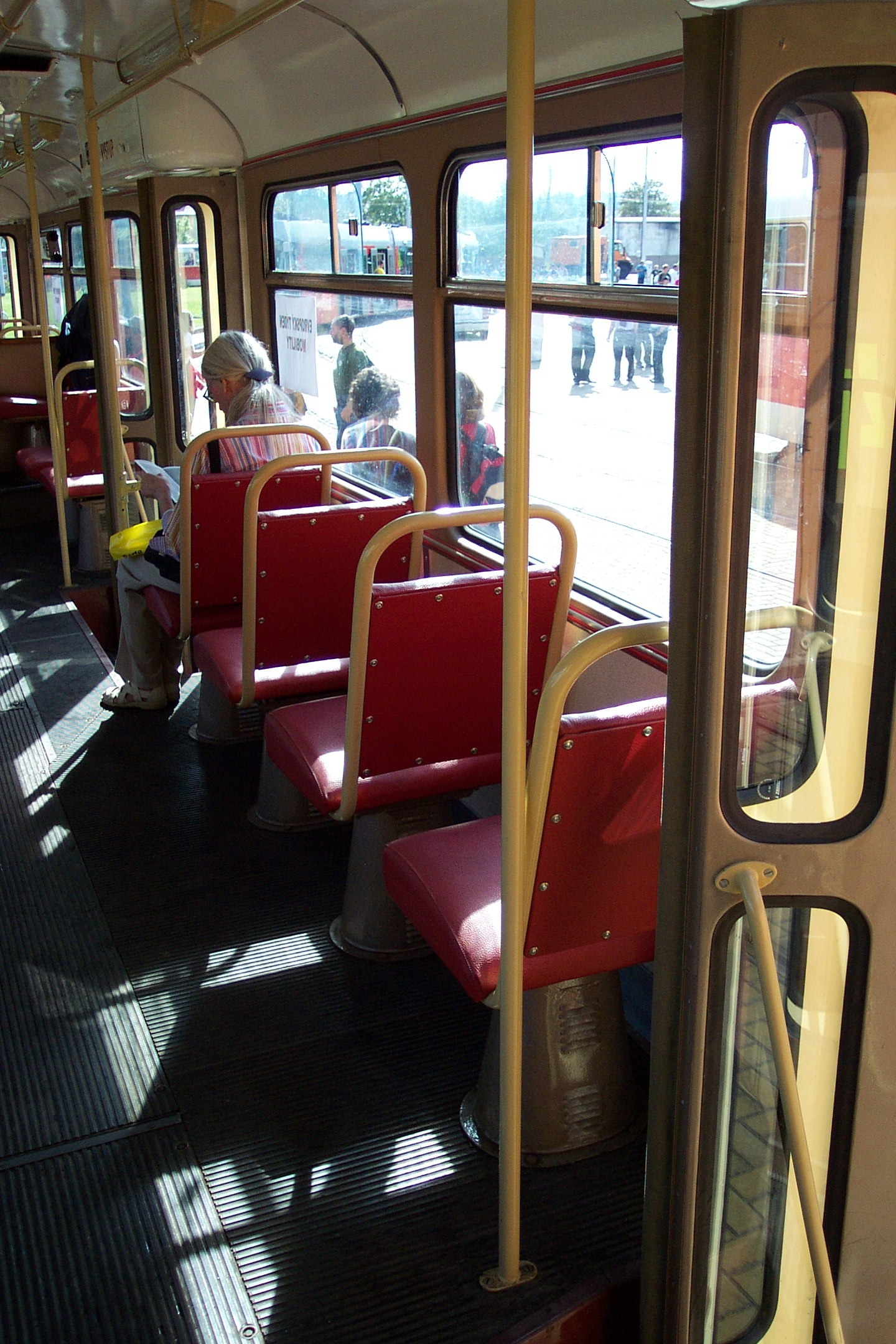
試作車（6102）（チェコ：プラハ）
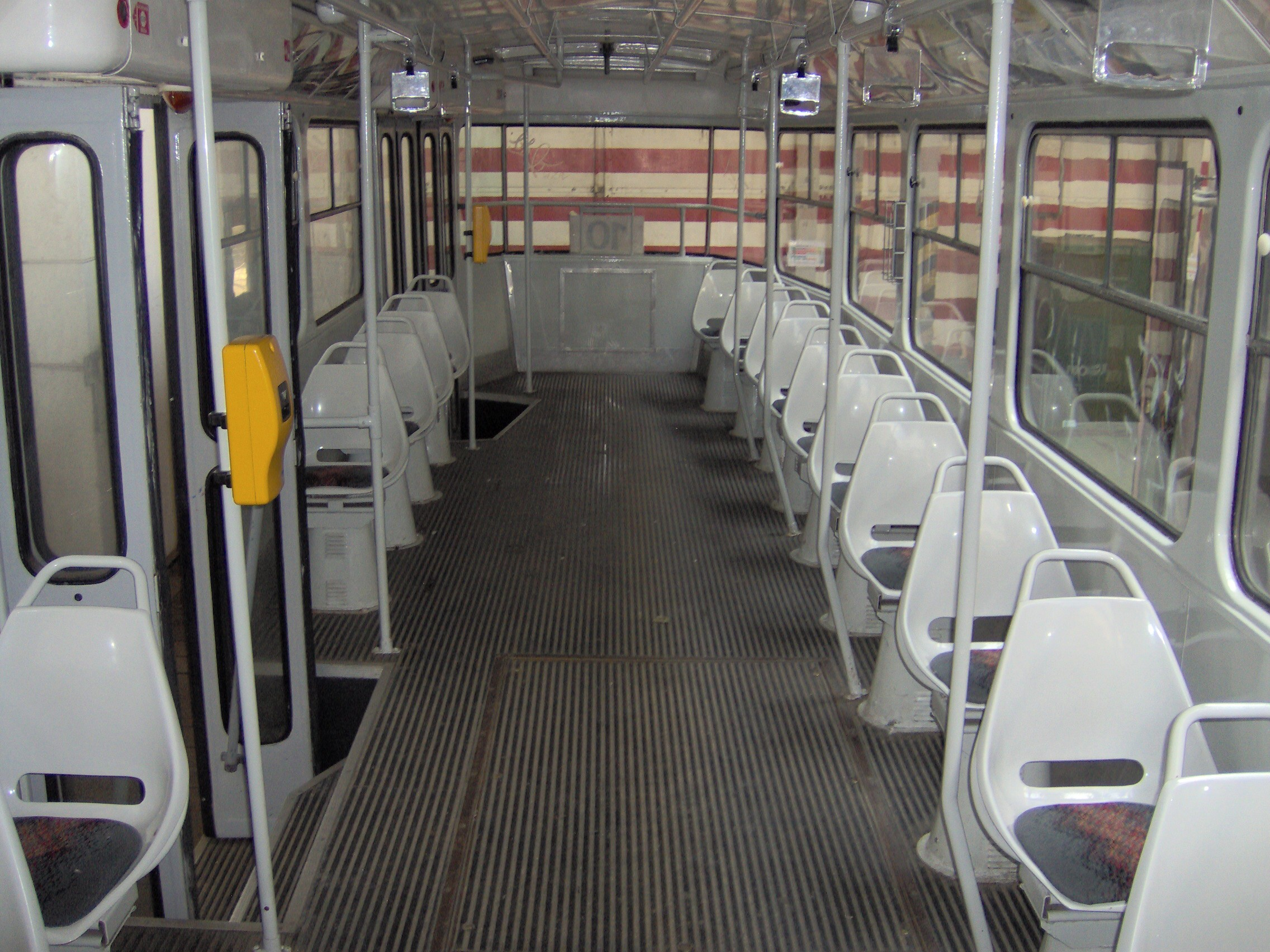
T3（チェコ：ブルノ）
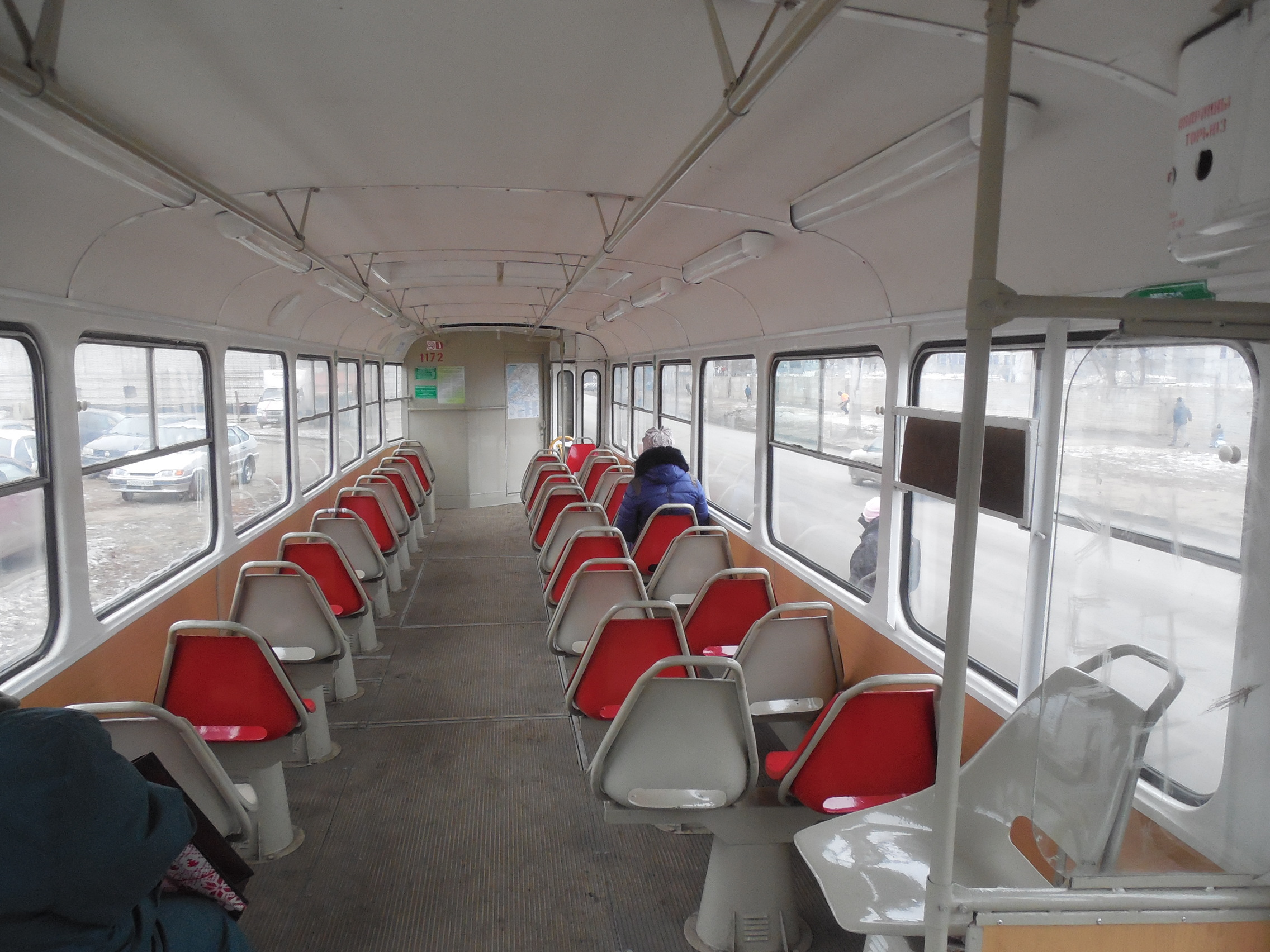
T3SU（ロシア：サマーラ）
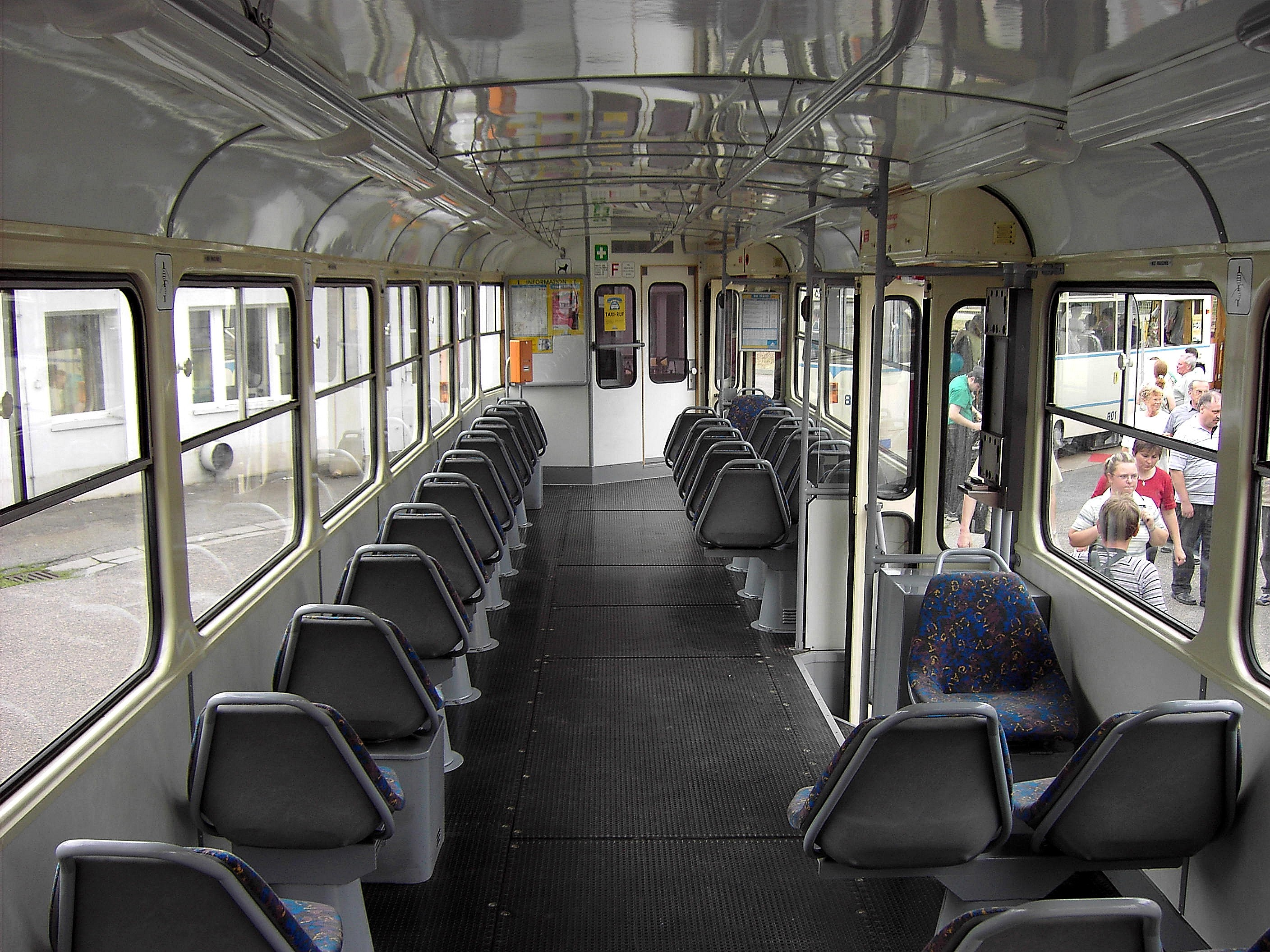
T3D（ドイツ：ケムニッツ）

台車・機器
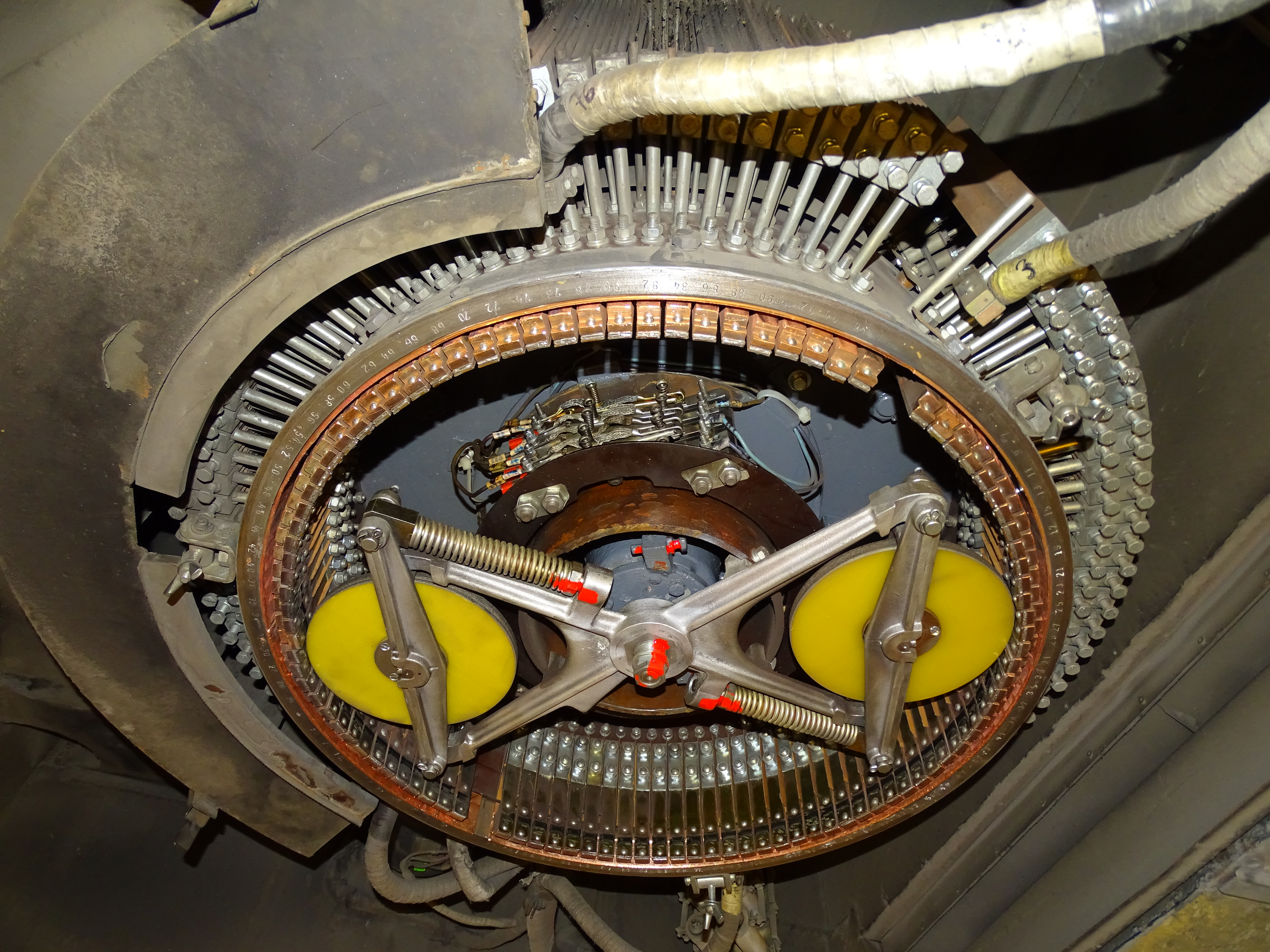
制御装置（TR37形）（チェコ：プラハ）
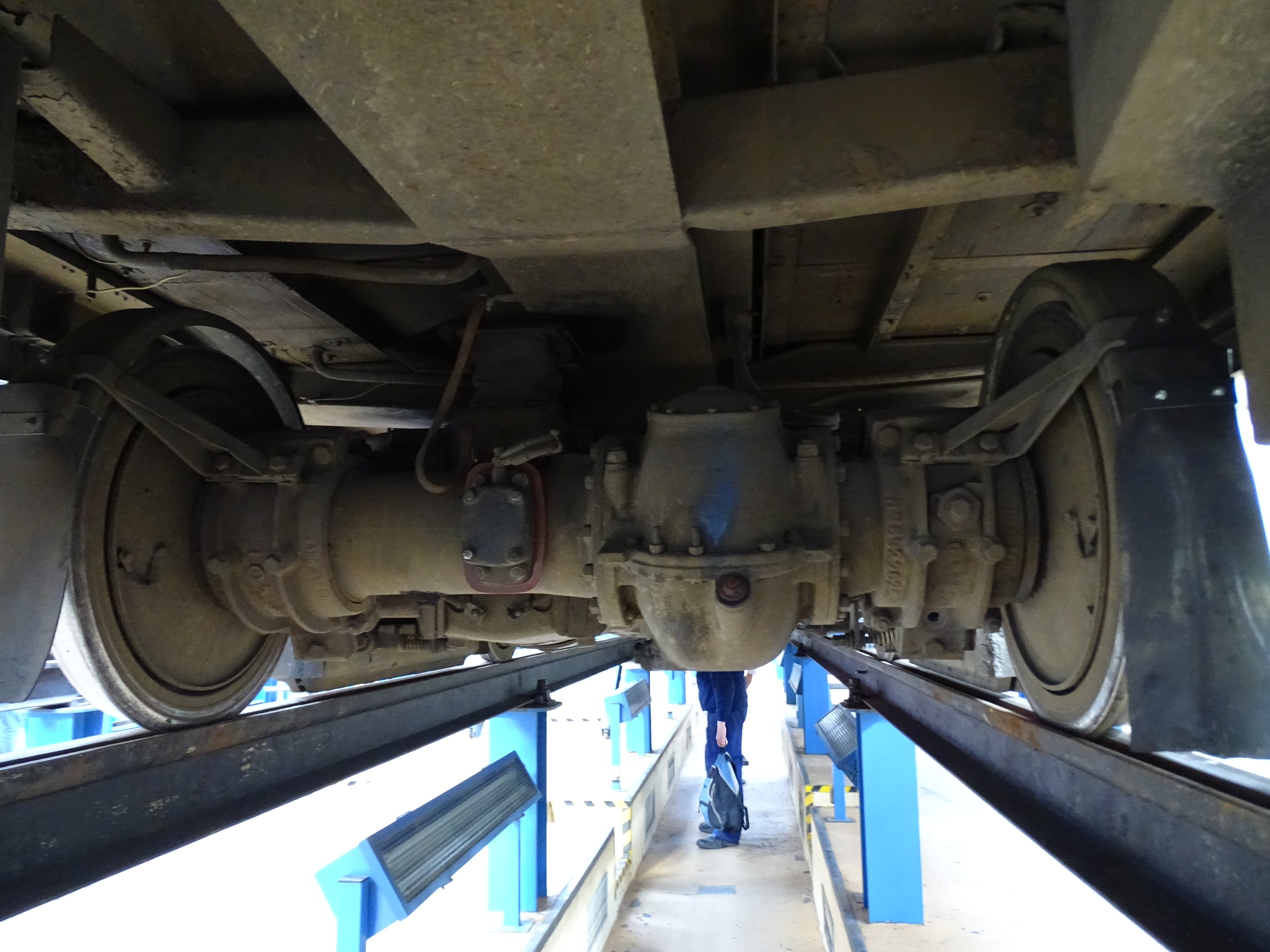
台車（チェコ：プラハ）
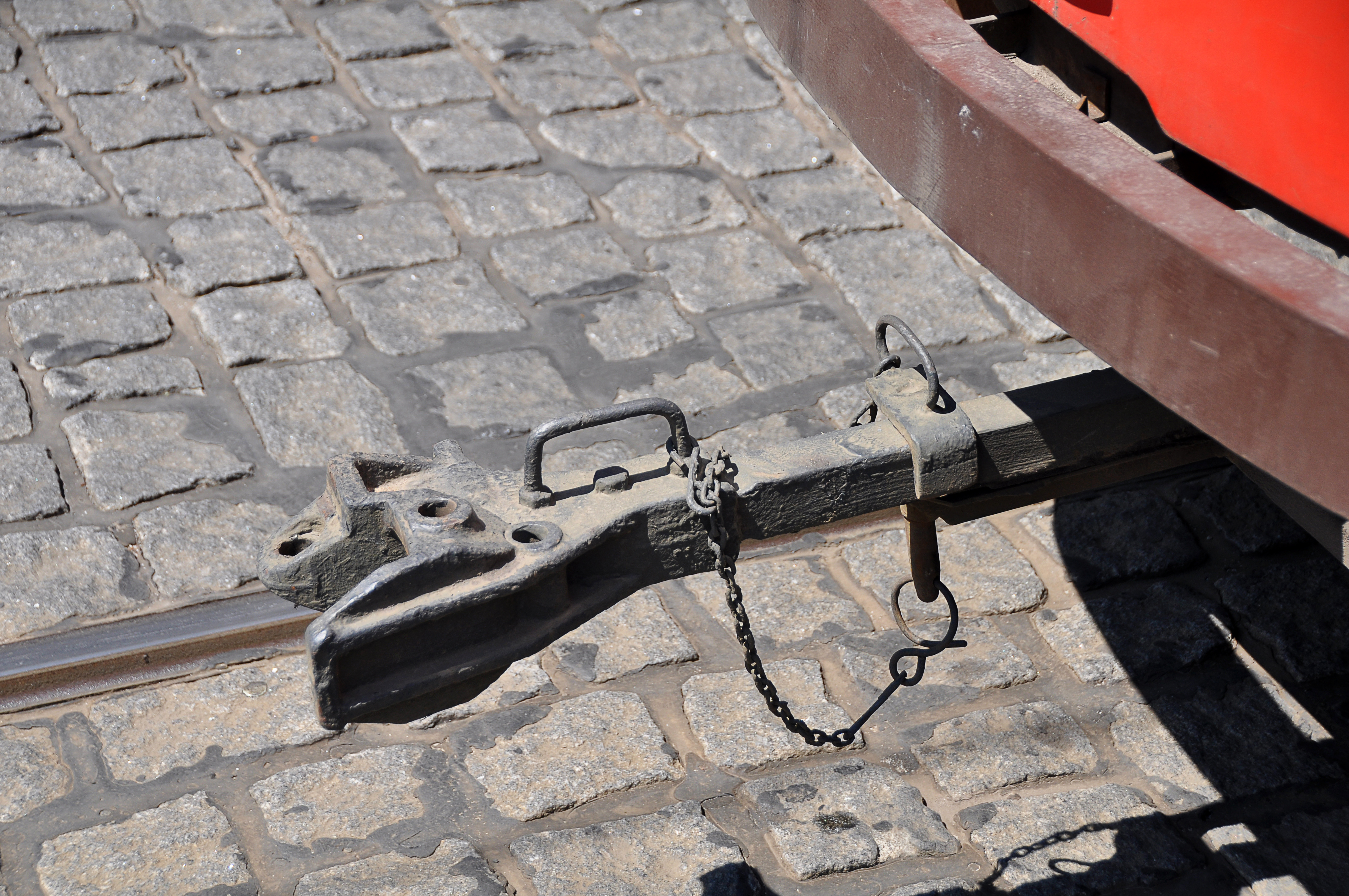
連結器（チェコ：プラハ）

その他
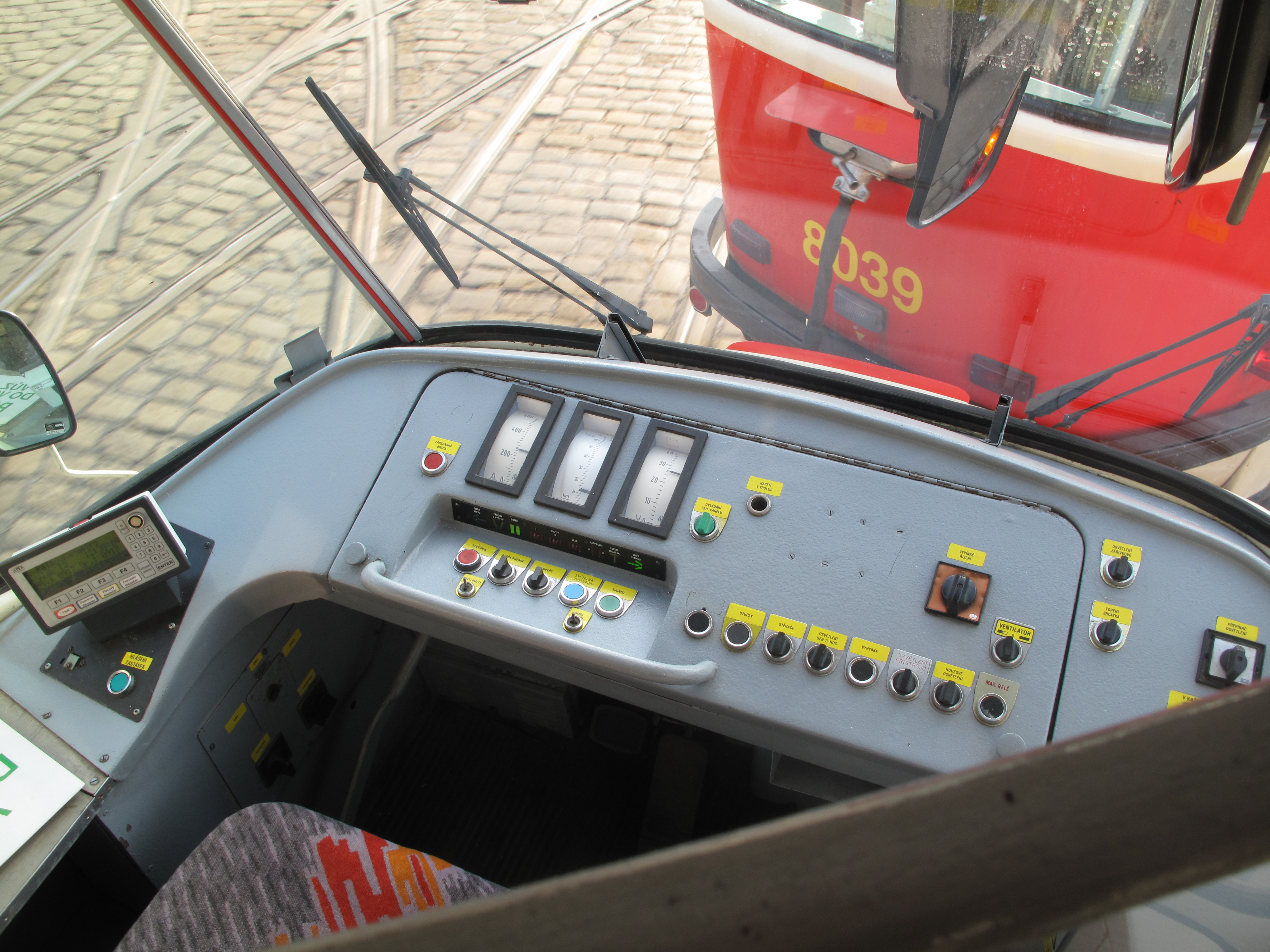
運転台（チェコ：プラハ）
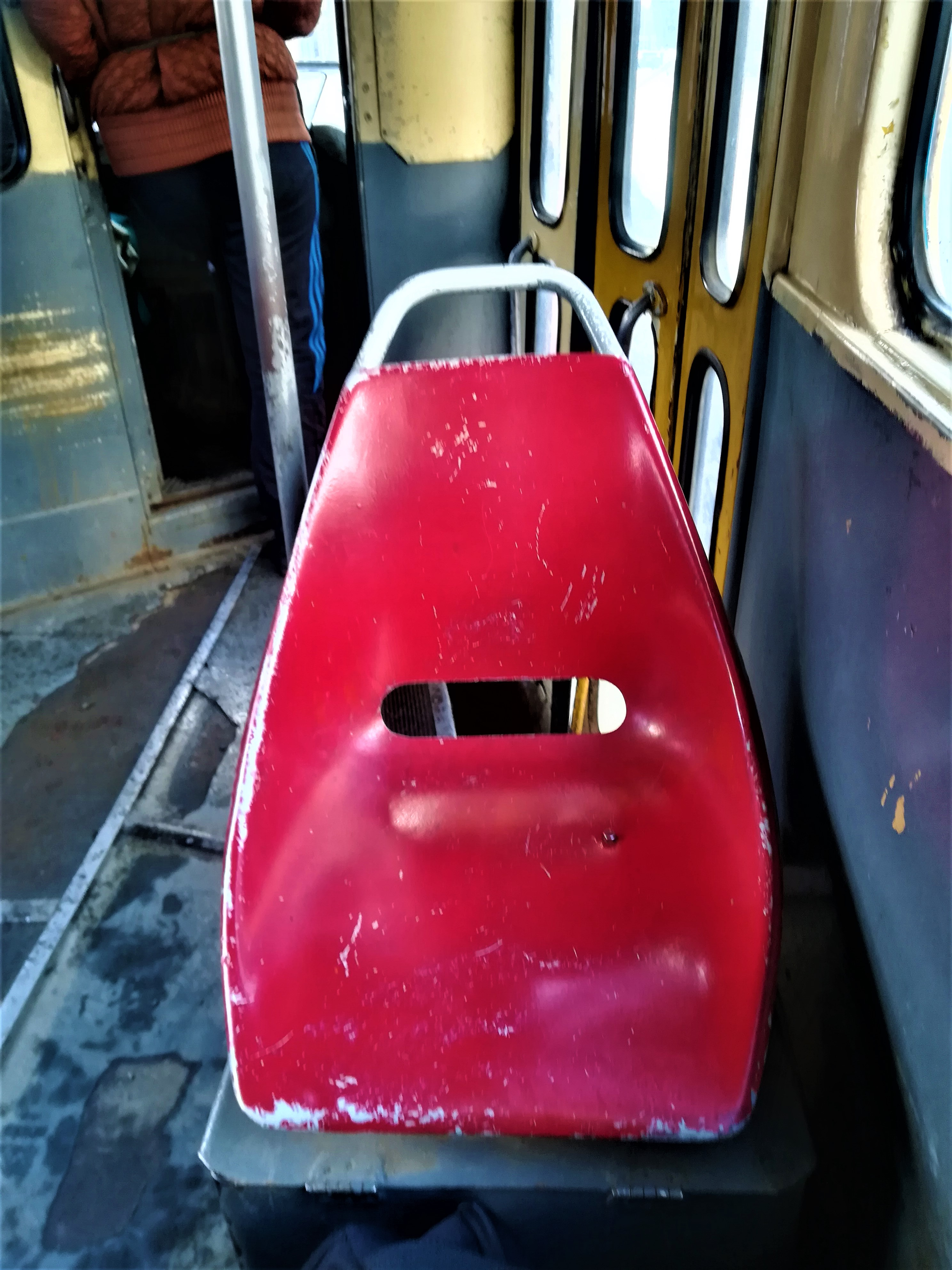
座席（ウクライナ：ハルキウ）
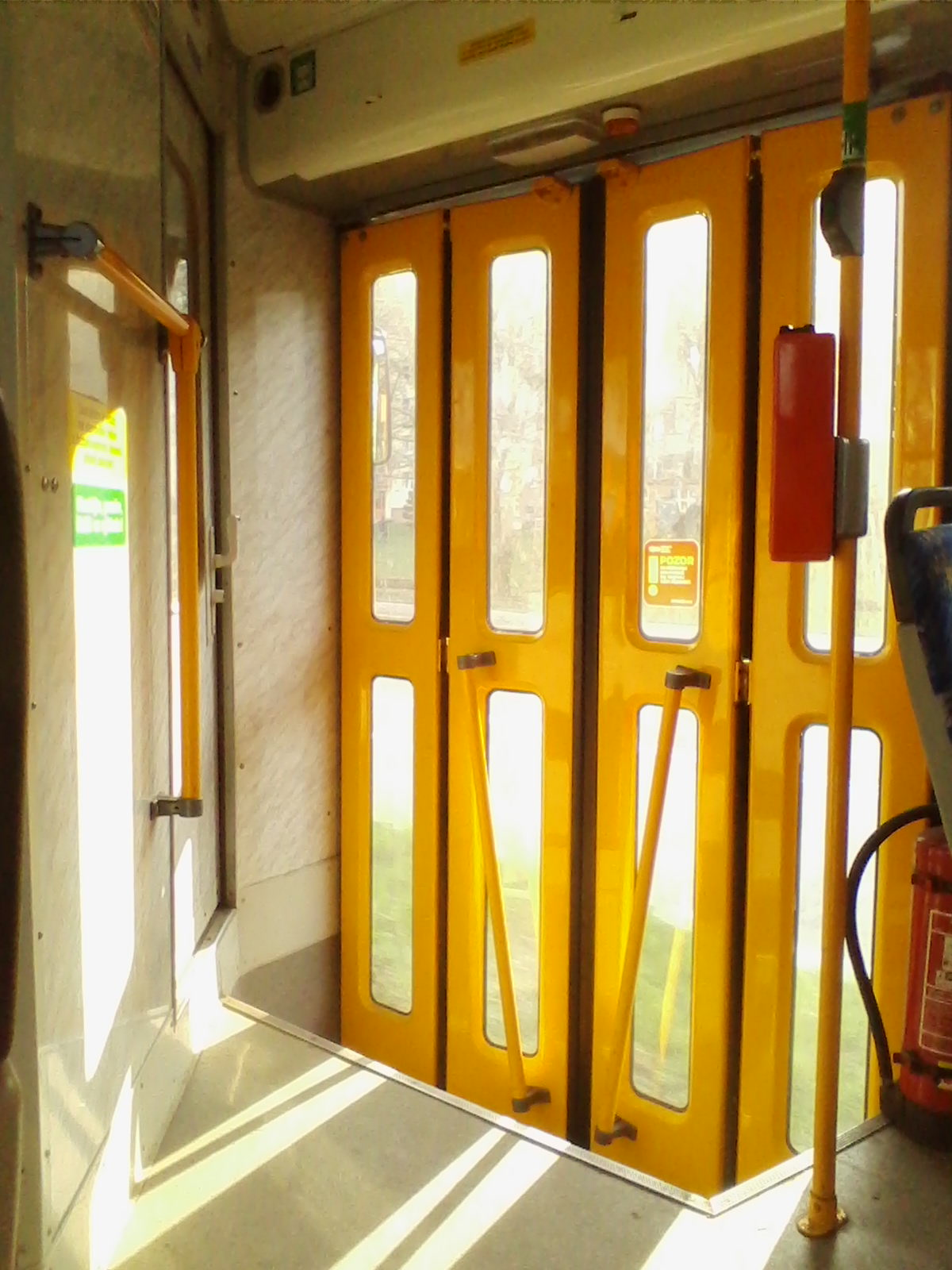
乗降扉（チェコ：オストラヴァ）
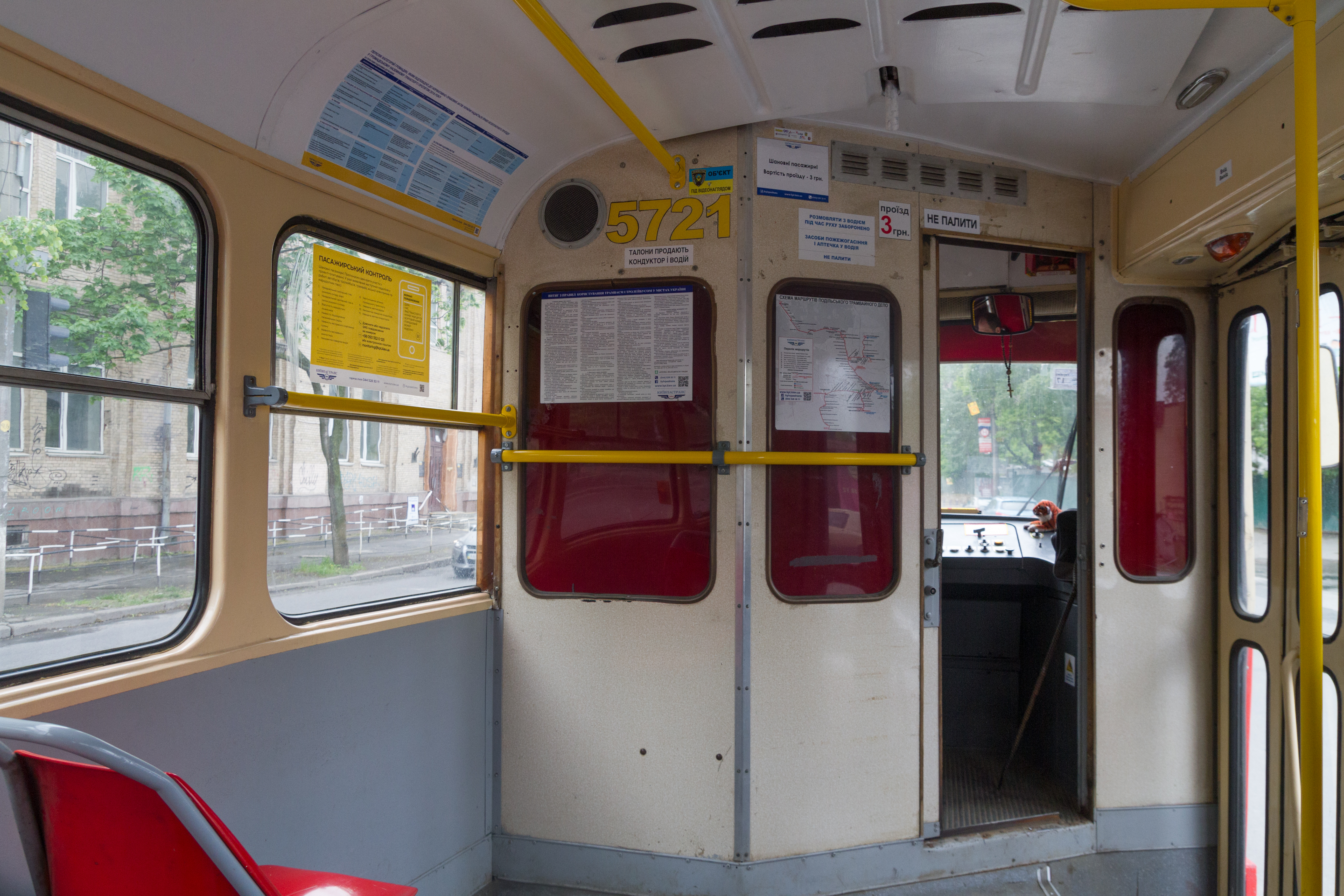
運転室と客室の仕切り（ウクライナ：キーウ）

## 車種

### 試作車

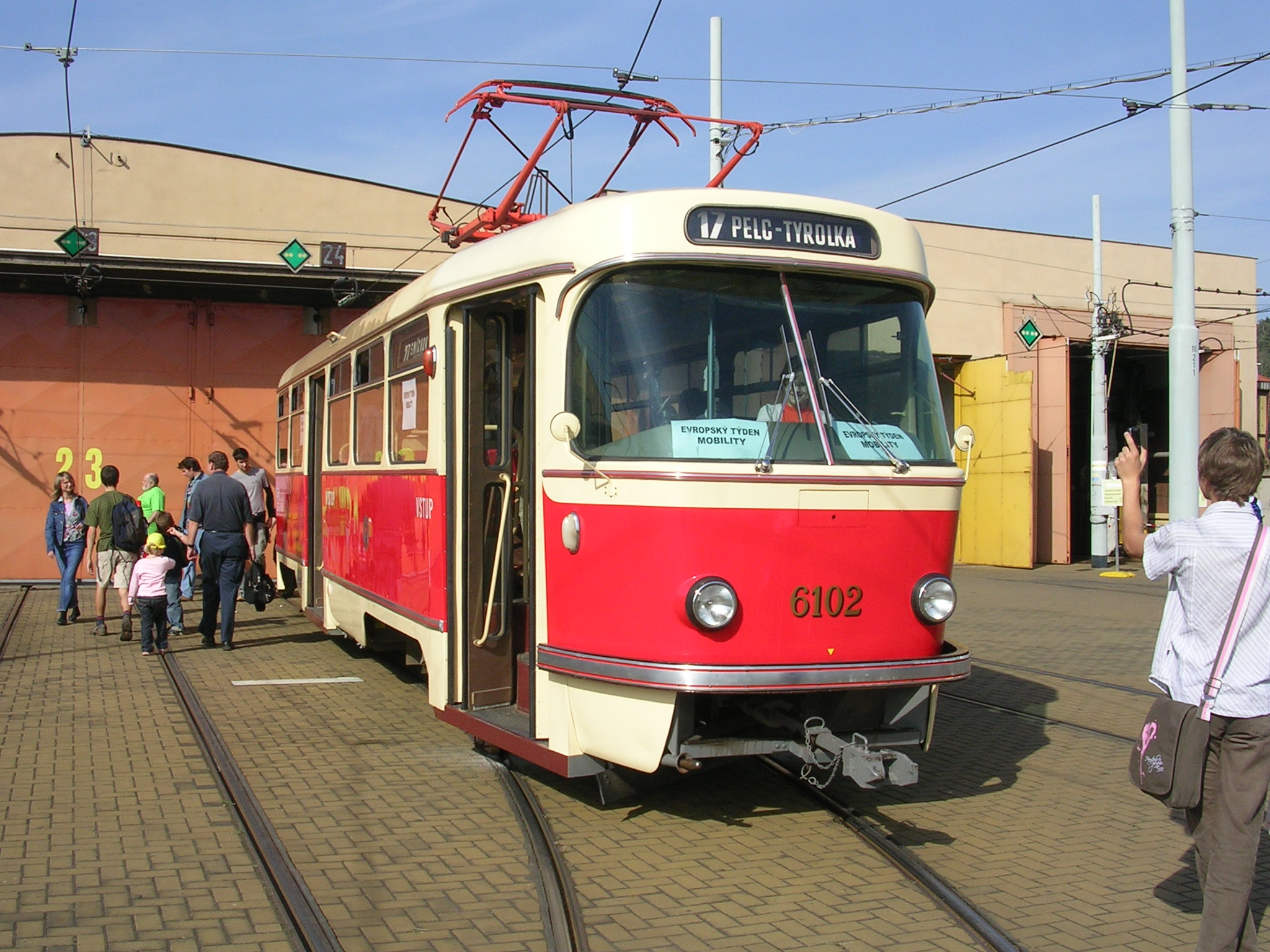
6102（チェコ：プラハ）
（2007年撮影）

#### 6101
タトラT3の最初の試作車となった6101は1959年から1960年にかけて開発・製造が行われ、同年8月にブルノで開催された国際技術博覧会（Mezinárodní strojírenský veletrh）で一般公開が実施された。その後1年間の試運転を経て1961年7月21日からプラハ市電（プラハ）での営業運転が開始された。その後も並行して試運転が実施されたが、1962年3月8日にトラックとの衝突事故が発生し、1年かけて修復が行われた。1984年に引退した後はプラハ市電の事業用車両に転用されたが、先の事故からの修復の際に原型が失われた事が要因となり、保存される事なく解体された。

#### 6102
6101の試験結果を受けて1962年に製造された量産先行車。前照灯の形状変更、塗装の一部変更、乗降扉の幅の統一、車内の簡素化など各種の設計変更が行われた。1996年までプラハ市電（プラハ）で営業運転に使用され、引退後も動態保存が実施されている。

### T3

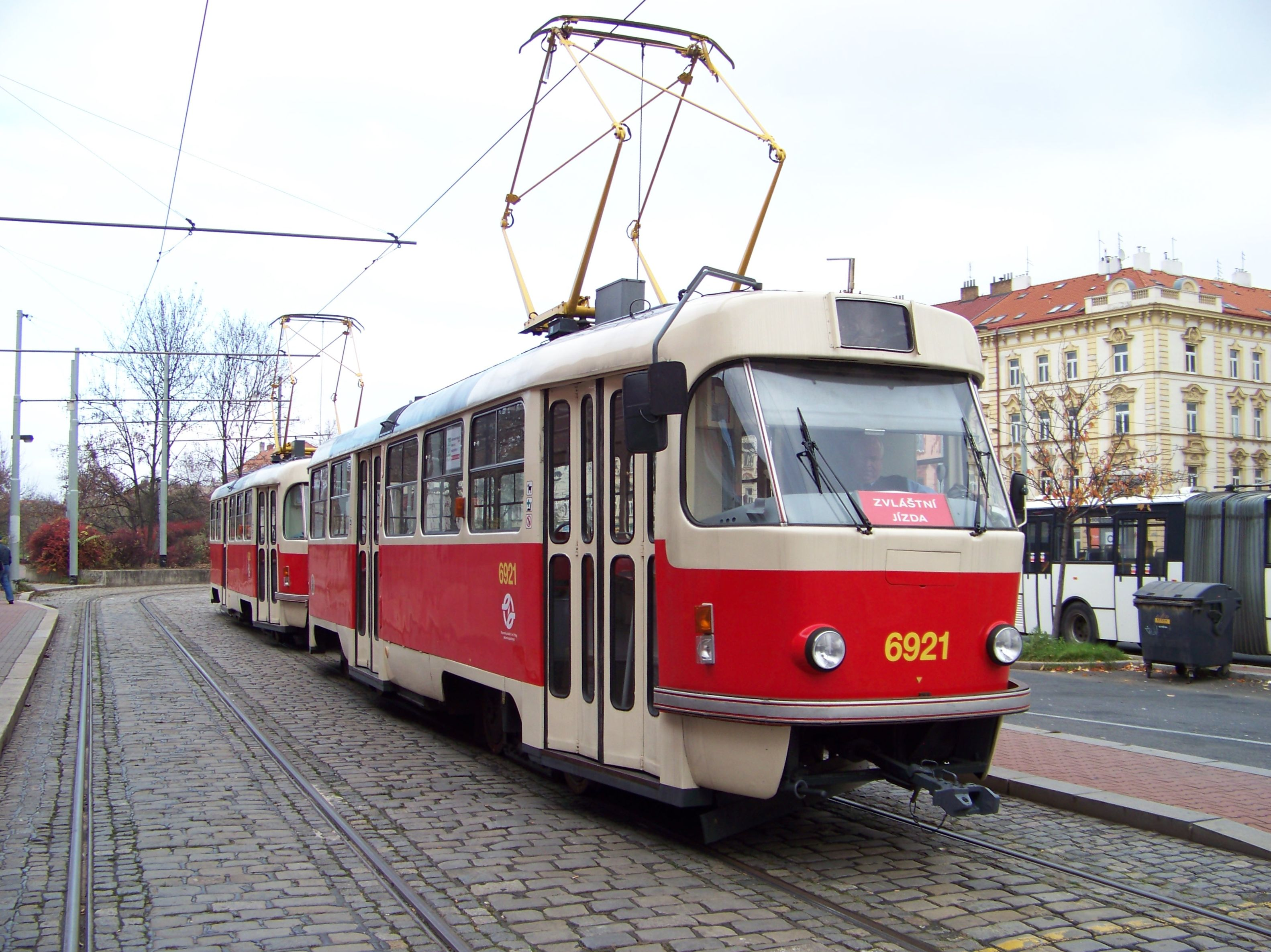
T3（チェコ：プラハ）
（2013年撮影）

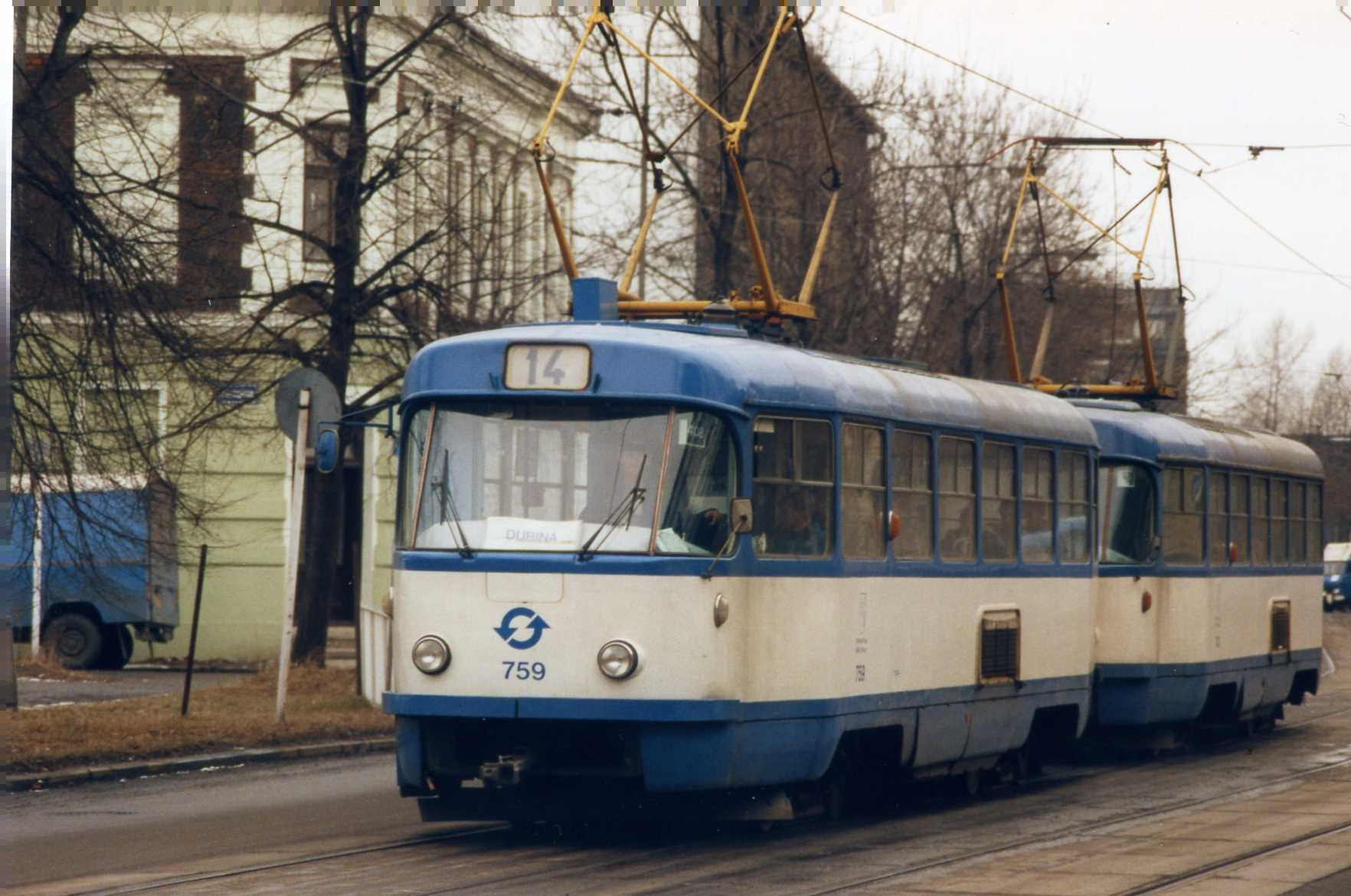
T3（チェコ：オストラヴァ）
（1992年撮影）

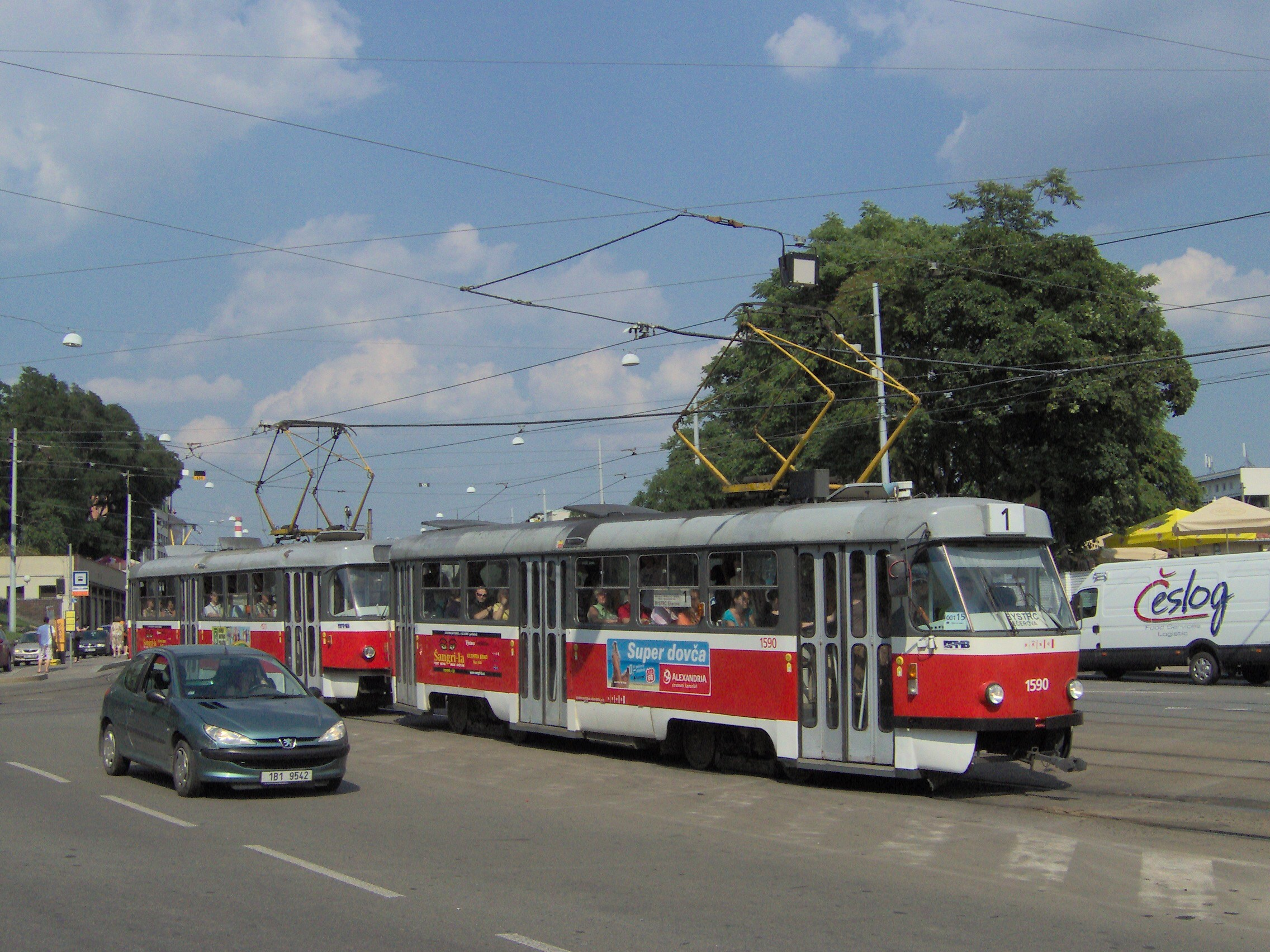
T3（チェコ：ブルノ）
（2010年撮影）

タトラT3の基本形式。前面窓の形状など一部の変更点を除いて6102の設計を基にしており、1962年に製造が始まったプラハ市電（プラハ）向け車両を皮切りに旧型車両の置き換えや輸送力の増強が求められていたチェコスロバキア各都市への製造が行われ、1976年まで5次に渡って導入が実施された。
下記の路線・都市に加え、ウースチー・ナド・ラベム市電（ウースチー・ナド・ラベム）向けの車両（22両）の製造も検討されていたが、路線自体が廃止の方針に動いたため実現する事はなかった。
| T3 導入都市一覧                   | T3 導入都市一覧                                                       | T3 導入都市一覧 |
| 導入国                            | 都市                                                                  | 導入車両数      |
| --------------------------------- | --------------------------------------------------------------------- | --------------- |
| チェコスロバキア (現：チェコ)     | プラハ (プラハ市電) 「タトラT3 (プラハ市電)」も参照                   | 901両           |
| チェコスロバキア (現：チェコ)     | ブルノ (ブルノ市電)                                                   | 109両           |
| チェコスロバキア (現：チェコ)     | オストラヴァ (オストラヴァ市電) 「タトラT3 (オストラヴァ市電)」も参照 | 97両            |
| チェコスロバキア (現：チェコ)     | プルゼニ (プルゼニ市電)                                               | 48両            |
| チェコスロバキア (現：チェコ)     | オロモウツ (オロモウツ市電)                                           | 20両            |
| チェコスロバキア (現：チェコ)     | リベレツ (リベレツ市電)                                               | 20両            |
| チェコスロバキア (現：チェコ)     | モスト リトヴィーノフ (モスト・リトヴィーノフ市電)                    | 9両             |
| チェコスロバキア (現：スロバキア) | コシツェ (コシツェ市電)                                               | 97両            |
| チェコスロバキア (現：スロバキア) | ブラチスラヴァ (ブラチスラヴァ市電)                                   | 58両            |

### T3SU

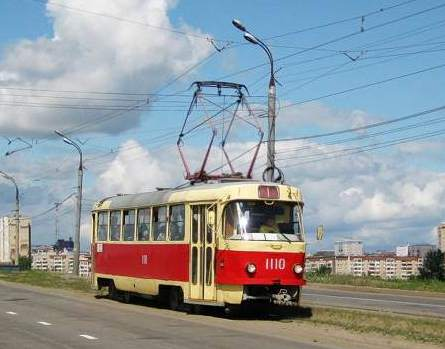
T3SU（2扉車、ロシア連邦：イジェフスク）
（2011年撮影）

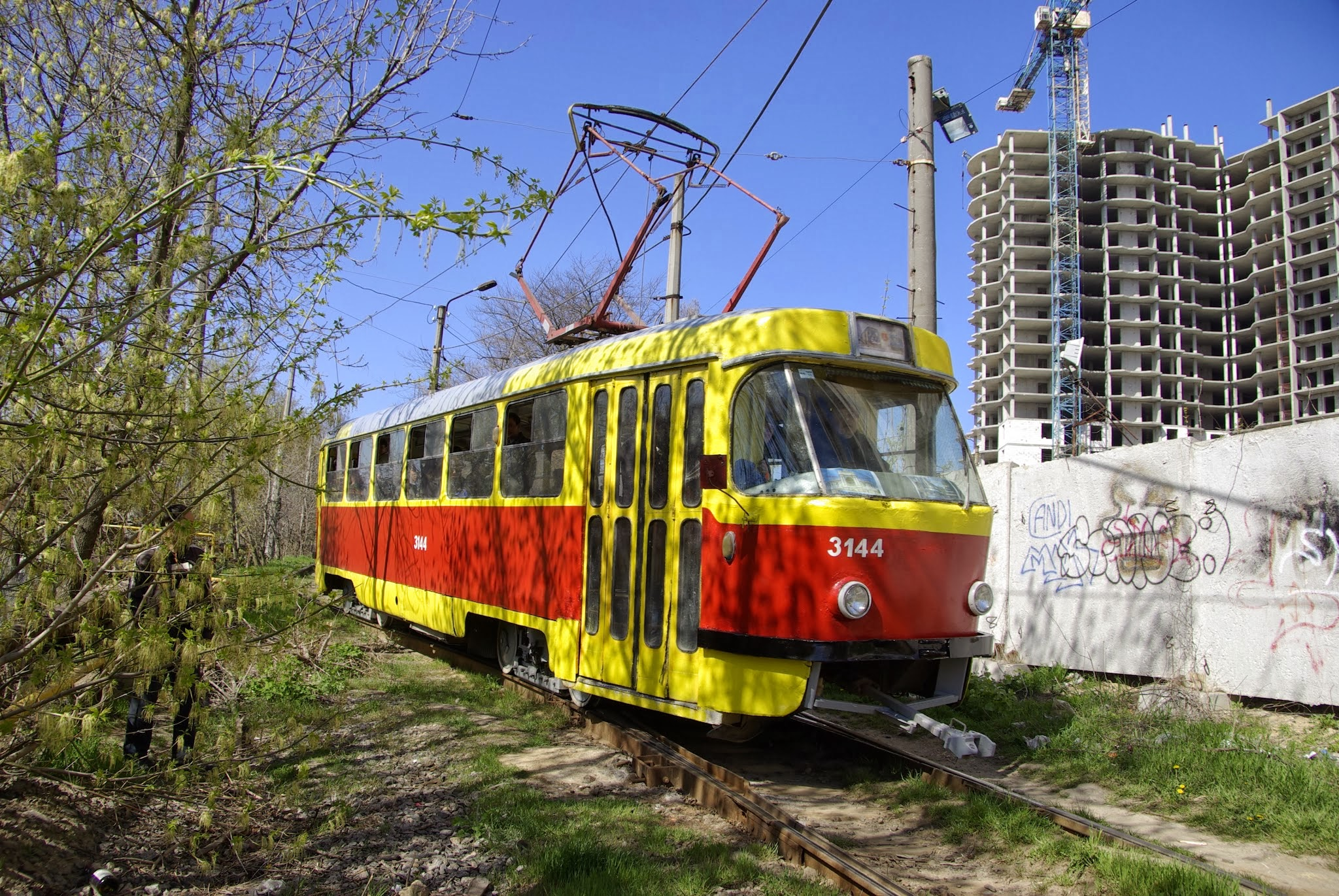
T3SU（2扉車、ウクライナ：オデッサ）
（2013年撮影）

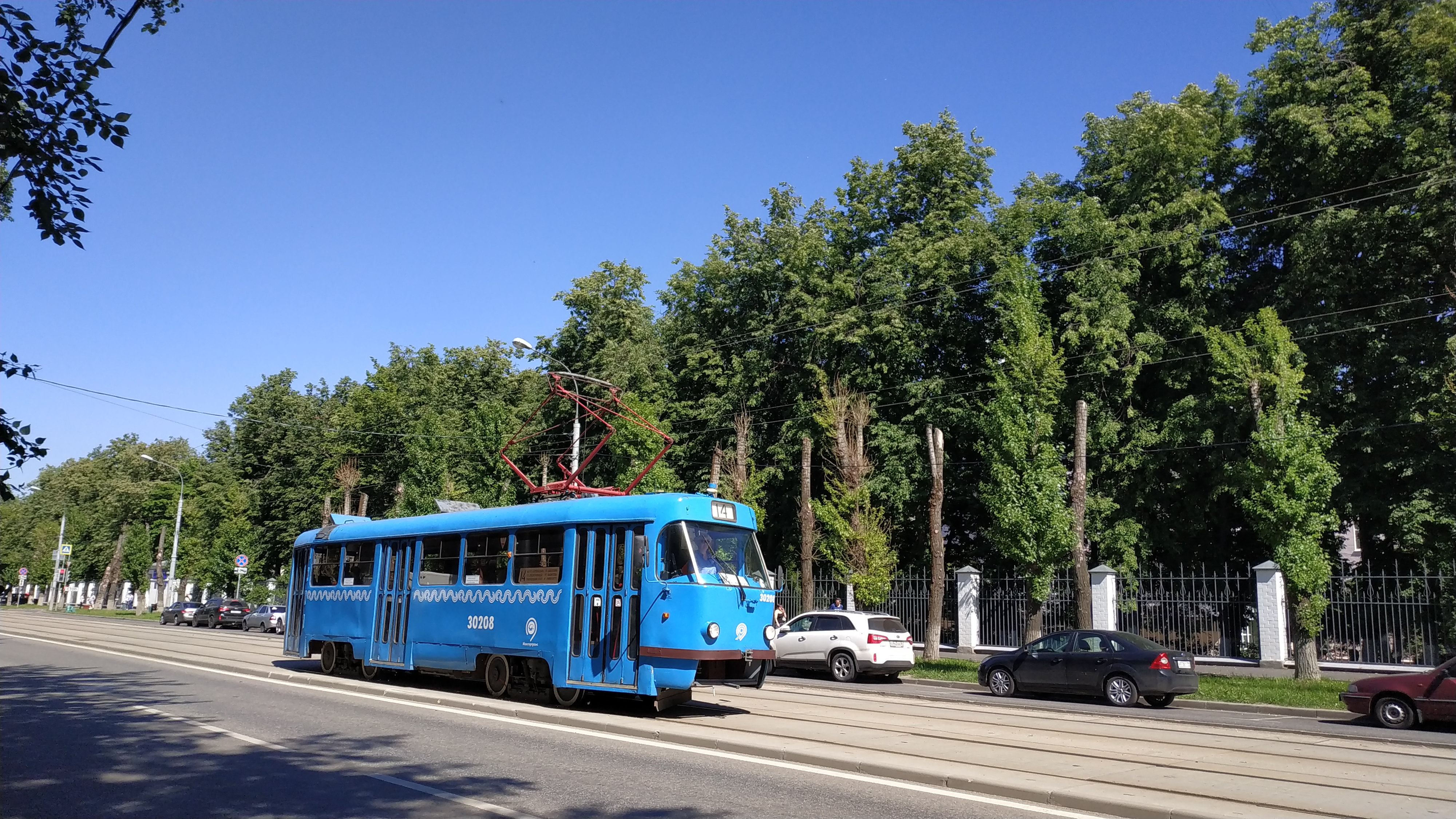
T3SU（3扉車、ロシア連邦：モスクワ）
（2019年撮影）

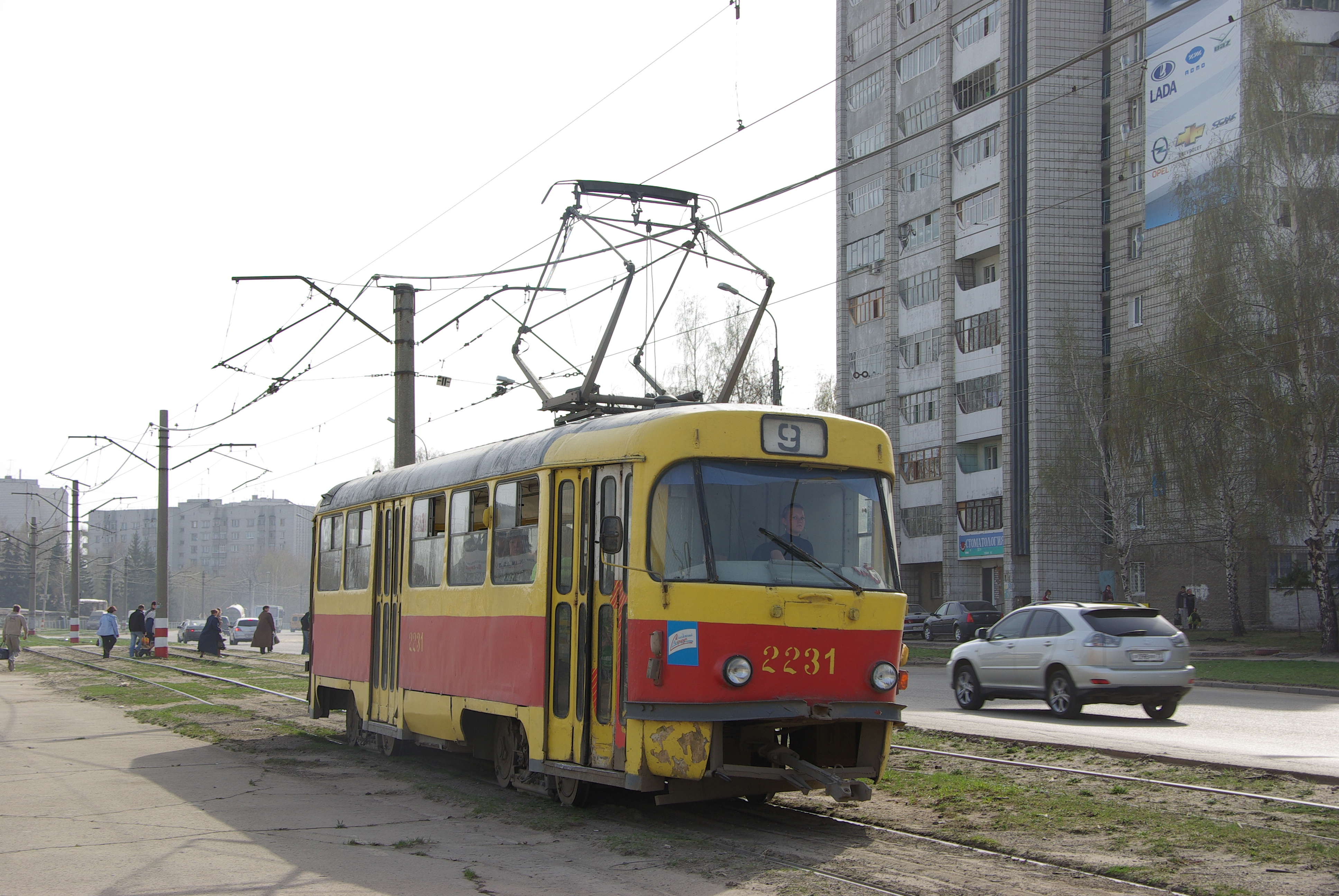
T3SU（3扉車、ロシア連邦：ウリヤノフスク）
（2008年撮影）

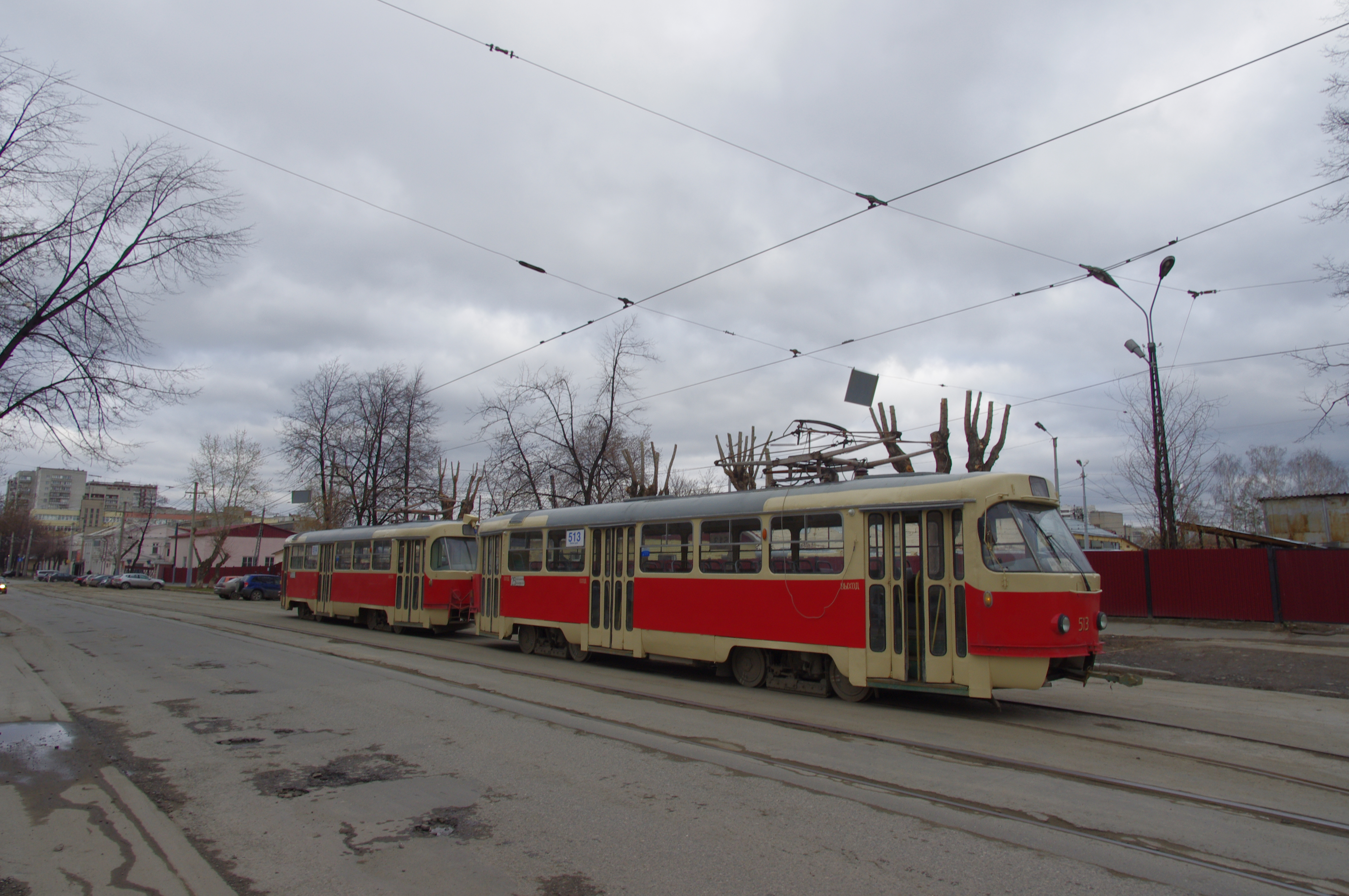
T3SU（3扉車、ロシア連邦：エカテリンブルク）
（2014年撮影）

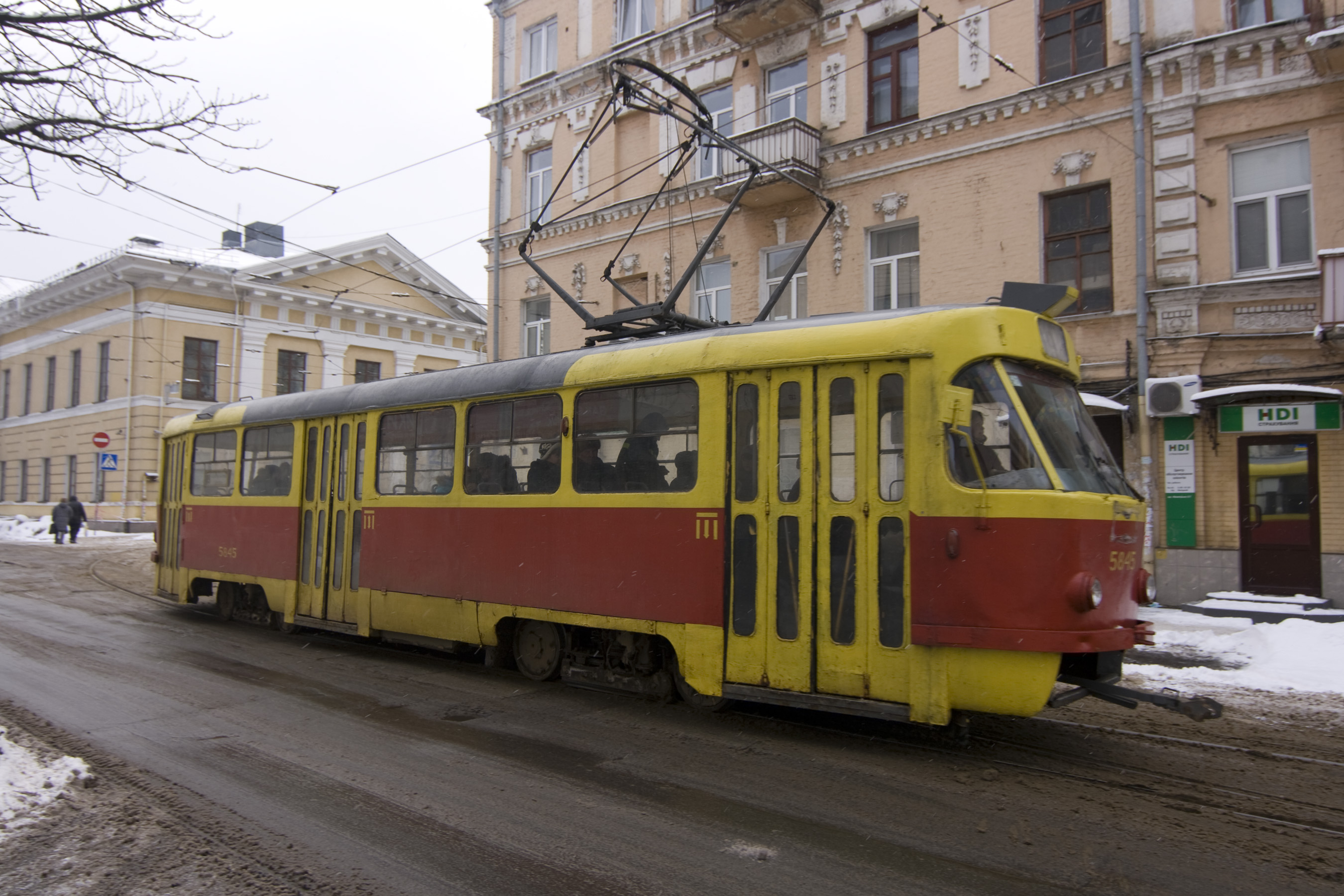
T3SU（3扉車、ウクライナ：キーウ）
（2013年撮影）

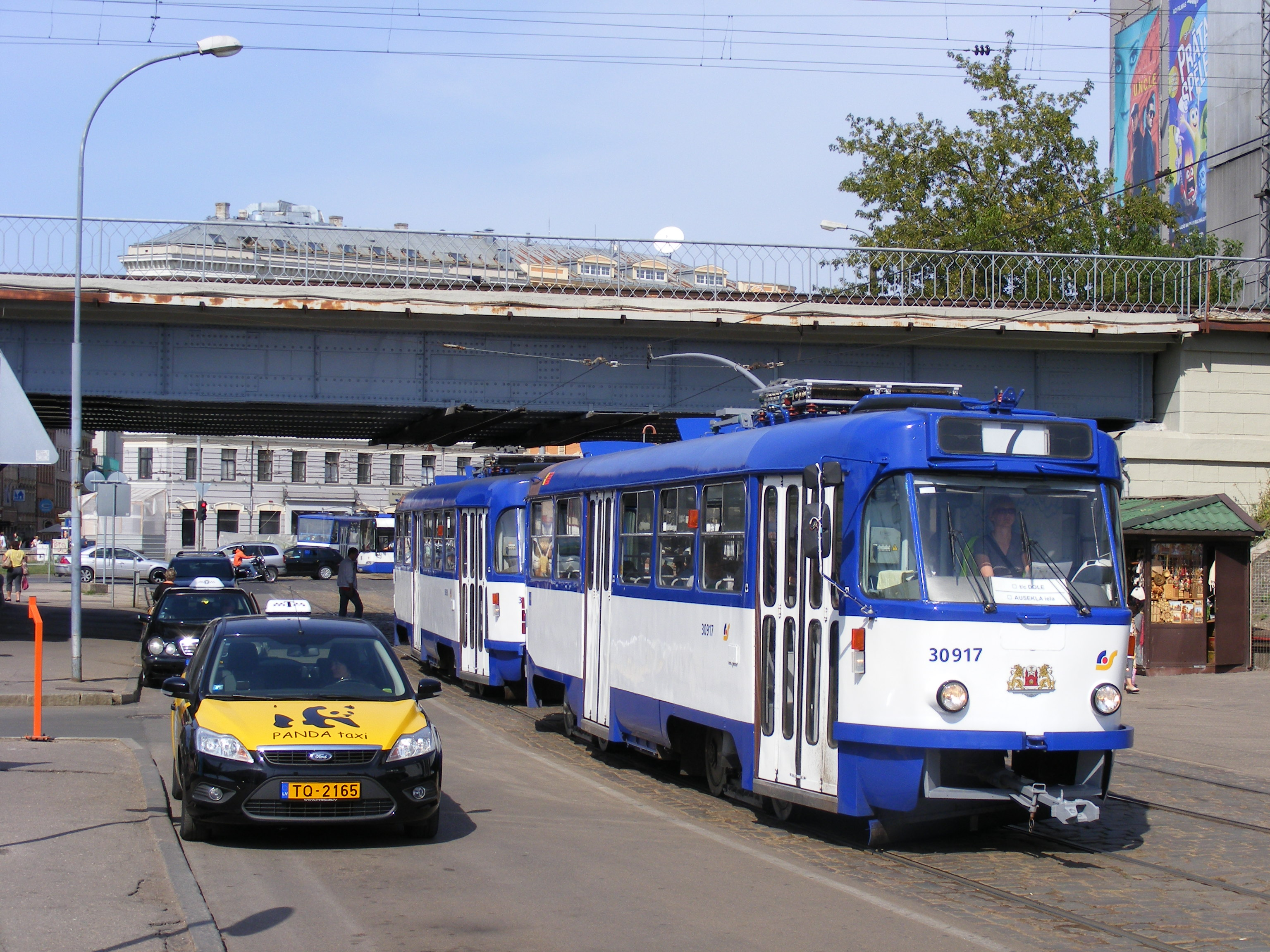
T3SU（3扉車、ラトビア：リガ）
（2015年撮影）

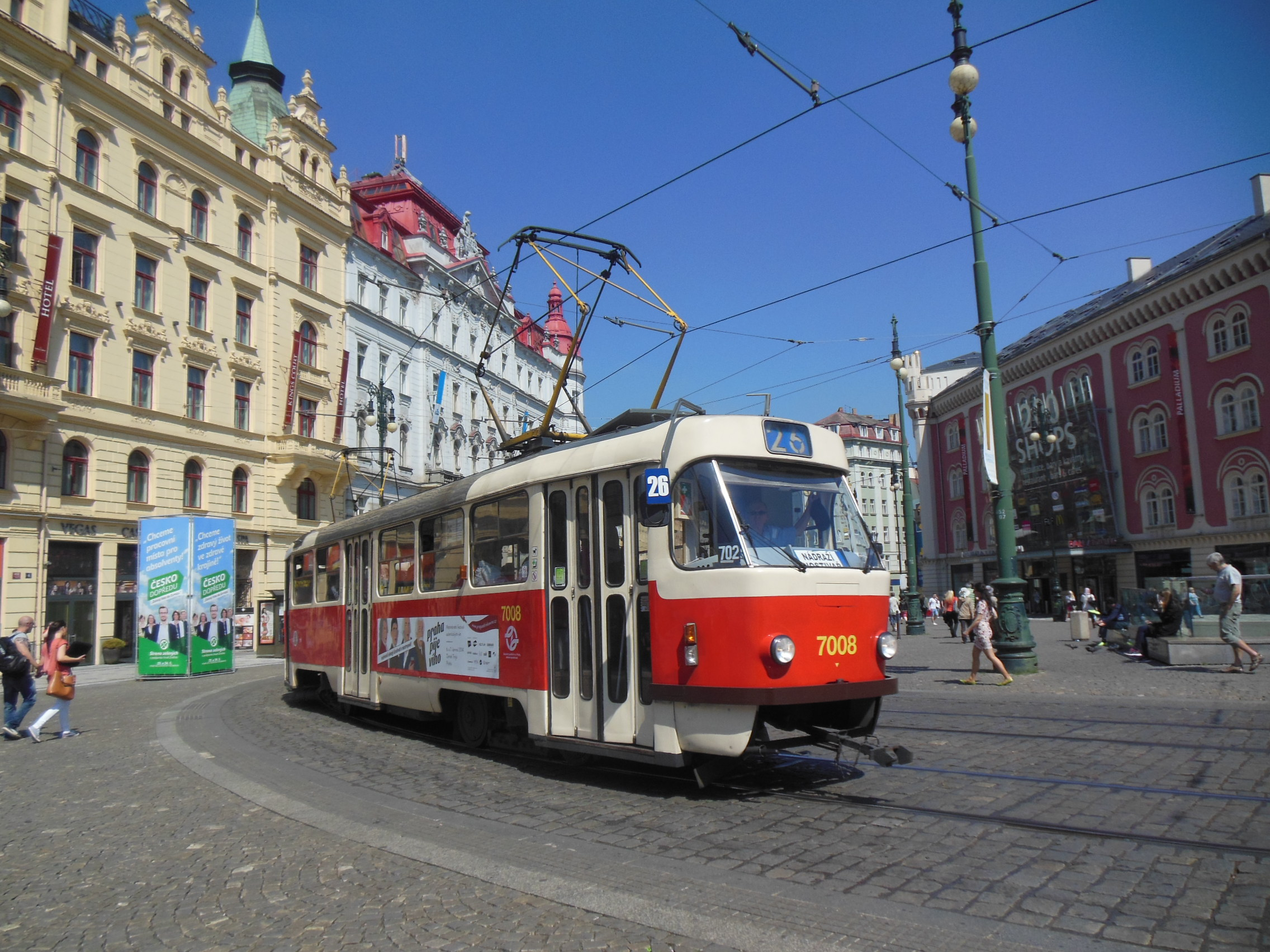
T3SU（3扉車、チェコ：プラハ）
（2014年撮影）

元はソビエト連邦向けに開発された形式。極寒地域での運用を考慮し、運転室と客室の間に仕切りが設けられた他、暖房装置の強化も実施された。また、1963年の製造開始から1976年までは車掌業務を始めとする理由から乗降扉は車体前後にのみ設置されていたが、同年から1987年まで増備された車両は他国向けと同様に中央にも乗降扉が追加された。総生産数は11,368両とタトラT3の全生産数の8割以上を占め、特に首都・モスクワのモスクワ市電には2,000両以上が導入され、タトラT3最大の発注元となった。その一方で、長年の大量発注はČKDタトラの生産ラインを圧迫し、後継車両の開発が遅れた要因にもなった。
前述の通りT3SUはソ連向けに開発された車両であったが、1976年まで生産されたT3に代わる新しい標準型車両の開発が難航した事や、購入費用が高額になる等の理由から各都市の路面電車事業者が導入を拒否した事を受け、老朽化した車両の置き換え用として1982年以降チェコスロバキアに向けてもT3SUの生産が緊急に実施された。車体や機器、暖房、電気配線は全てソ連向け車両と同一であり、車内の座席配置も従来のT3とは異なりソ連仕様の2列 + 1列のままであった。
| T3SUCS 導入都市一覧               | T3SUCS 導入都市一覧                                                      | T3SUCS 導入都市一覧 |
| 導入国                            | 都市                                                                     | 導入車両数          |
| --------------------------------- | ------------------------------------------------------------------------ | ------------------- |
| ソビエト連邦 (現：ロシア連邦)     | モスクワ (モスクワ市電) 「タトラT3 (モスクワ市電)」も参照                | 2069両              |
| ソビエト連邦 (現：ロシア連邦)     | クイビシェフ (クイビシェフ市電)                                          | 619両               |
| ソビエト連邦 (現：ロシア連邦)     | スヴェルドロフスク (スヴェルドロフスク市電)                              | 530両               |
| ソビエト連邦 (現：ロシア連邦)     | バルナウル (バルナウル市電)                                              | 444両               |
| ソビエト連邦 (現：ロシア連邦)     | ヴォルゴグラード (ヴォルゴグラード市電) (ヴォルゴグラード・メトロトラム) | 425両               |
| ソビエト連邦 (現：ロシア連邦)     | ロストフ・ナ・ドヌ (ロストフ・ナ・ドヌ市電)                              | 405両               |
| ソビエト連邦 (現：ロシア連邦)     | ウリヤノフスク (ウリヤノフスク市電)                                      | 401両               |
| ソビエト連邦 (現：ロシア連邦)     | トゥーラ (トゥーラ市電)                                                  | 401両               |
| ソビエト連邦 (現：ロシア連邦)     | ウファ (ウファ市電)                                                      | 360両               |
| ソビエト連邦 (現：ロシア連邦)     | カリーニン (カリーニン市電)                                              | 306両               |
| ソビエト連邦 (現：ロシア連邦)     | クルスク (クルスク市電)                                                  | 278両               |
| ソビエト連邦 (現：ロシア連邦)     | イジェフスク (イジェフスク市電)                                          | 270両               |
| ソビエト連邦 (現：ロシア連邦)     | ゴーリキー (ゴーリキー市電)                                              | 220両               |
| ソビエト連邦 (現：ロシア連邦)     | ノヴォクズネツク (ノヴォクズネツク市電)                                  | 215両               |
| ソビエト連邦 (現：ロシア連邦)     | ヴォロネジ (ヴォロネジ市電)                                              | 209両               |
| ソビエト連邦 (現：ロシア連邦)     | ウラジカフカス (ウラジカフカス市電)                                      | 129両               |
| ソビエト連邦 (現：ロシア連邦)     | ピャチゴルスク (ピャチゴルスク市電)                                      | 117両               |
| ソビエト連邦 (現：ロシア連邦)     | クラスノダール (クラスノダール市電)                                      | 115両               |
| ソビエト連邦 (現：ロシア連邦)     | オリョール (オリョール市電)                                              | 85両                |
| ソビエト連邦 (現：ロシア連邦)     | ヴォルシスキー (ヴォルシスキー市電)                                      | 75両                |
| ソビエト連邦 (現：ロシア連邦)     | グロズヌイ (グロズヌイ市電)                                              | 70両                |
| ソビエト連邦 (現：ロシア連邦)     | イルクーツク (イルクーツク市電)                                          | 30両                |
| ソビエト連邦 (現：ウクライナ)     | キエフ (キエフ市電)                                                      | 923両               |
| ソビエト連邦 (現：ウクライナ)     | ハルキウ (ハルキウ市電)                                                  | 735両               |
| ソビエト連邦 (現：ウクライナ)     | オデッサ (オデッサ市電)                                                  | 484両               |
| ソビエト連邦 (現：ウクライナ)     | ドニエプロペトローフスク (ドニエプロペトローフスク市電)                  | 370両               |
| ソビエト連邦 (現：ウクライナ)     | ザポリージャ (ザポリージャ市電)                                          | 304両               |
| ソビエト連邦 (現：ウクライナ)     | ドネツィク (ドネツィク市電)                                              | 251両               |
| ソビエト連邦 (現：ウクライナ)     | ドニプロゼルジーンシク (ドニプロゼルジーンシク市電)                      | 183両               |
| ソビエト連邦 (現：ウクライナ)     | クルィヴィーイ・リーフ (クルィヴィーイ・リーフ・メトロトラム)            | 50両                |
| ソビエト連邦 (現：ウクライナ)     | マリウポリ (マリウポリ市電)                                              | 32両                |
| ソビエト連邦 (現：ウクライナ)     | クラマトルスク (クラマトルスク市電)                                      | 2両                 |
| ソビエト連邦 (現：ラトビア)       | リガ (リガ市電)                                                          | 243両               |
| ソビエト連邦 (現：ウズベキスタン) | タシュケント (タシュケント市電)                                          | 18両                |
| チェコスロバキア (現：チェコ)     | モスト リトヴィーノフ (モスト・リトヴィーノフ市電)                       | 26両                |
| チェコスロバキア (現：チェコ)     | プルゼニ (プルゼニ市電)                                                  | 25両                |
| チェコスロバキア (現：チェコ)     | プラハ (プラハ市電) 「タトラT3 (プラハ市電)」も参照                      | 20両                |
| チェコスロバキア (現：チェコ)     | リベレツ (リベレツ市電)                                                  | 10両                |
| チェコスロバキア (現：チェコ)     | オストラヴァ (オストラヴァ市電) 「タトラT3 (オストラヴァ市電)」も参照    | 5両                 |
| チェコスロバキア (現：スロバキア) | ブラチスラヴァ (ブラチスラヴァ市電)                                      | 20両                |
| チェコスロバキア (現：スロバキア) | コシツェ (コシツェ市電)                                                  | 20両                |

### T3SUCS

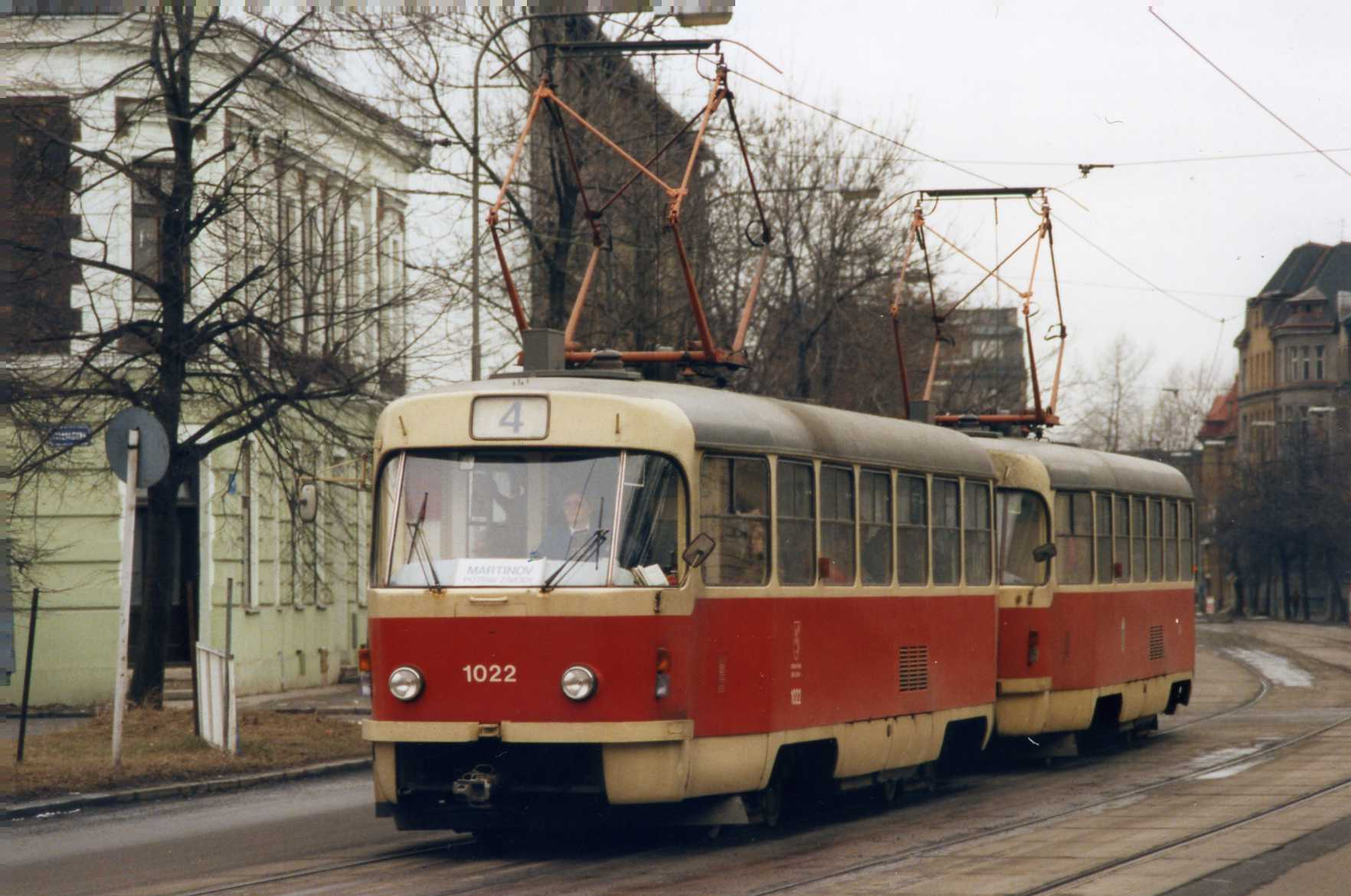
T3SUCS（チェコ：オストラヴァ）
（1992年撮影）

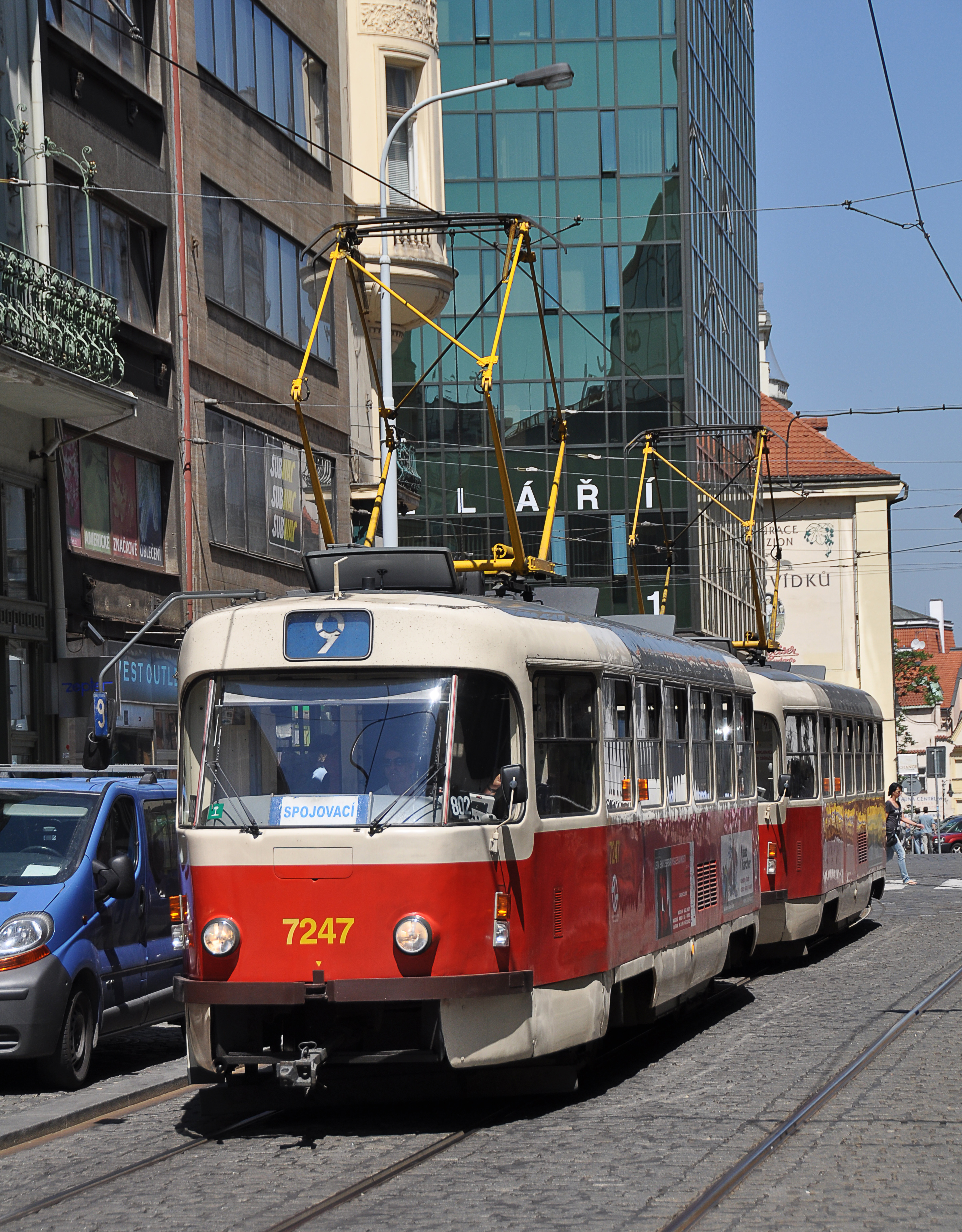
T3SUCS（チェコ：プラハ）
（2011年撮影）

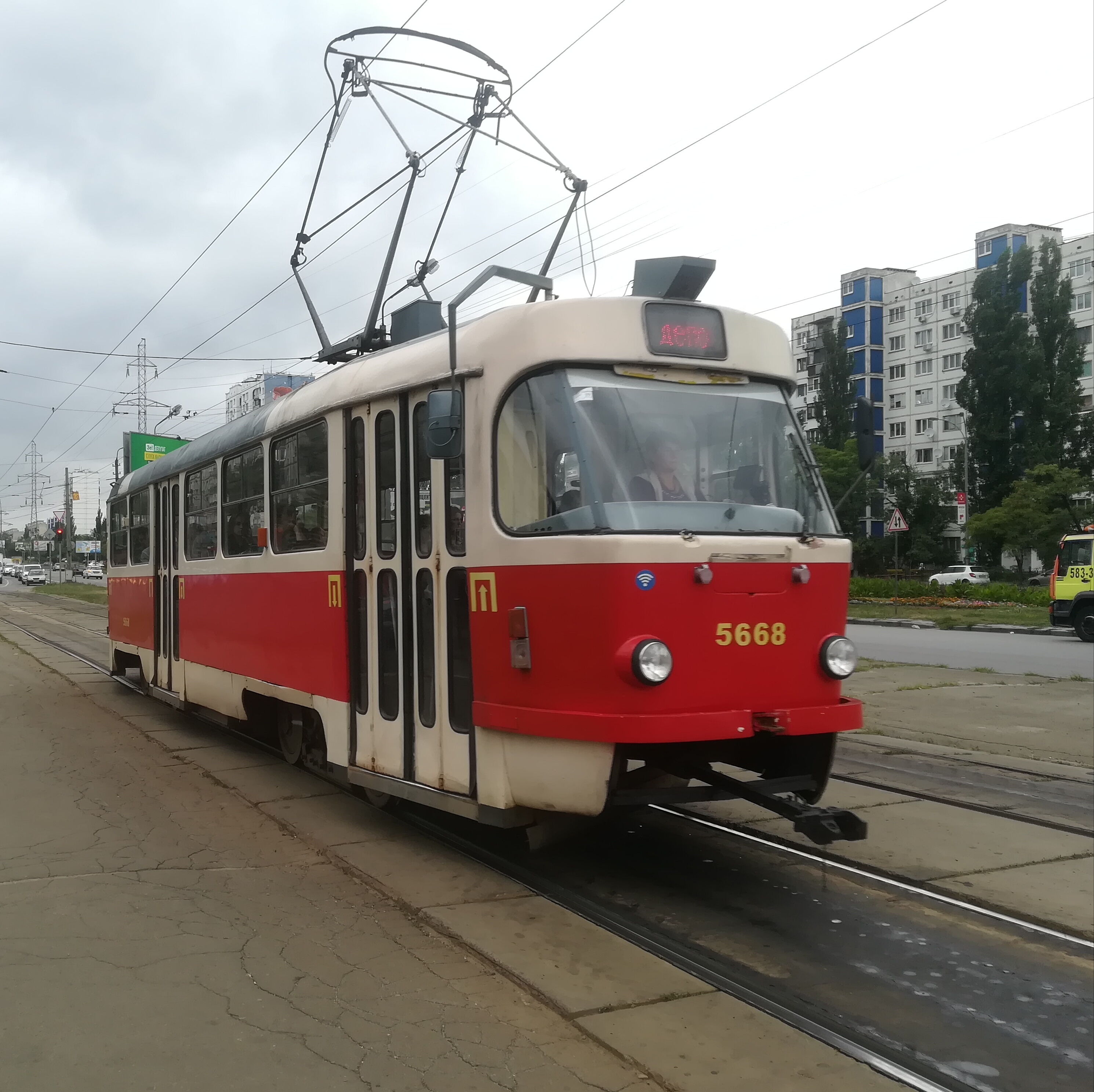
T3SUCS（スロバキア：ブラチスラヴァ）
（2019年撮影）

T3SUを基に、チェコスロバキア向けの改良が施された形式。密閉式の運転室はそのまま受け継がれた一方、組み立ての簡素化を図るため暖房や電気配線の簡略化が行われており、座席配置もT3と同様の1列 + 1列に変更され車体後部の座席は撤去された。1983年から量産が行われ、1985年には連結運転時に一方の車両が故障した場合もう一方の車両の動力で走行可能な緊急走行スイッチが追加される、1987年以降は配線が見直され車内照明が蛍光灯に変更される等の設計変更を経て、1989年までチェコスロバキア各都市に向けて量産が行われた。また1990年代以降は老朽化したT3を対象に、機器更新に加えて新造したT3SUCSと同型の車体への交換が各地で実施された。
| T3SUCS 導入都市一覧               | T3SUCS 導入都市一覧                                                   | T3SUCS 導入都市一覧 |
| 導入国                            | 都市                                                                  | 導入車両数          |
| --------------------------------- | --------------------------------------------------------------------- | ------------------- |
| チェコスロバキア (現：チェコ)     | プラハ (プラハ市電) 「タトラT3 (プラハ市電)」も参照                   | 272両               |
| チェコスロバキア (現：チェコ)     | オストラヴァ (オストラヴァ市電) 「タトラT3 (オストラヴァ市電)」も参照 | 122両               |
| チェコスロバキア (現：チェコ)     | プルゼニ (プルゼニ市電)                                               | 55両                |
| チェコスロバキア (現：チェコ)     | モスト リトヴィーノフ (モスト・リトヴィーノフ市電)                    | 43両                |
| チェコスロバキア (現：チェコ)     | リベレツ (リベレツ市電)                                               | 23両                |
| チェコスロバキア (現：チェコ)     | ブルノ (ブルノ市電)                                                   | 53両                |
| チェコスロバキア (現：チェコ)     | オロモウツ (オロモウツ市電)                                           | 39両                |
| チェコスロバキア (現：スロバキア) | ブラチスラヴァ (ブラチスラヴァ市電)                                   | 110両               |
| チェコスロバキア (現：スロバキア) | コシツェ (コシツェ市電)                                               | 69両                |

### T3D・B3D

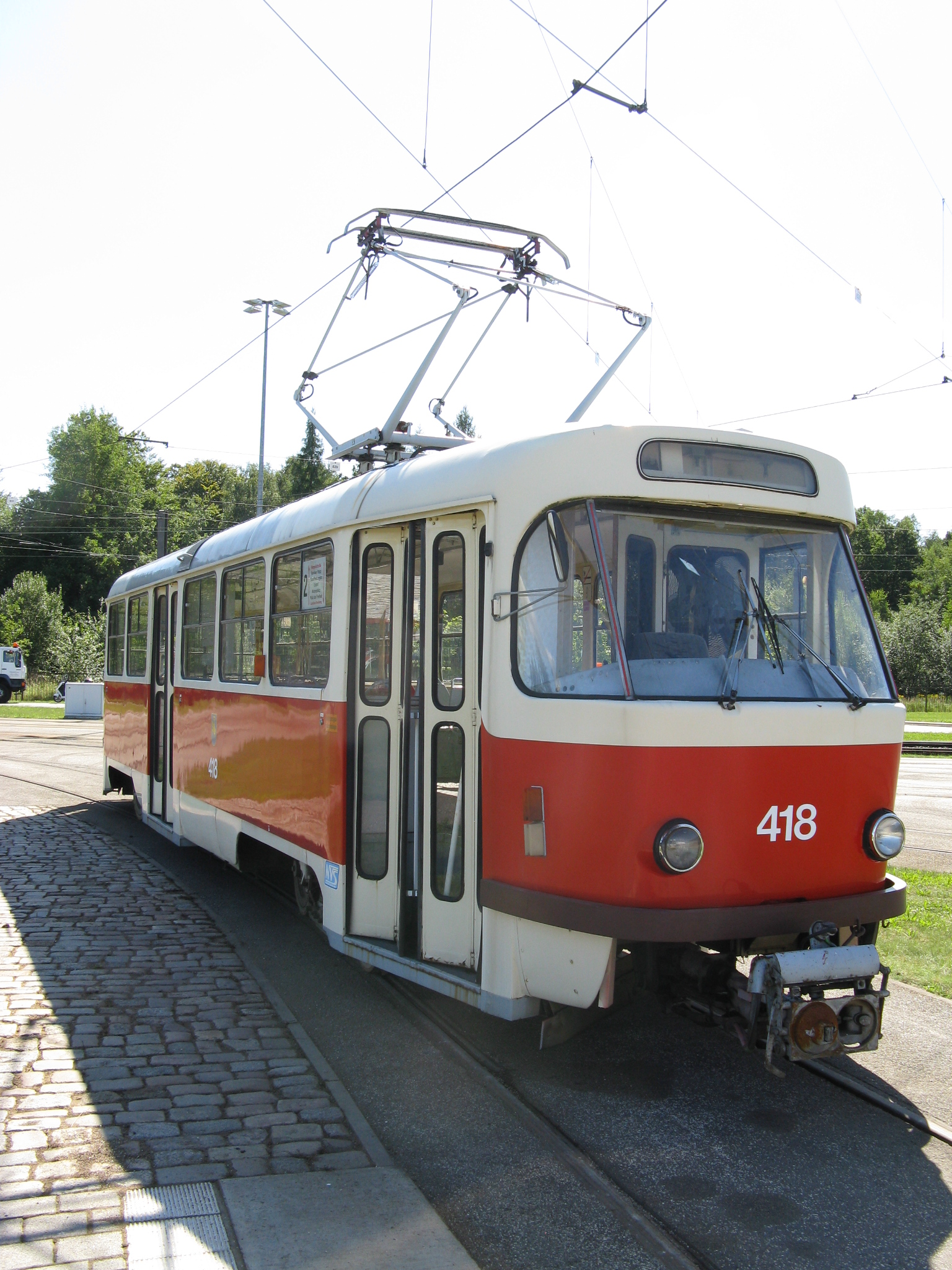
T3D（ドイツ：シュヴェリーン）
（2008年撮影）

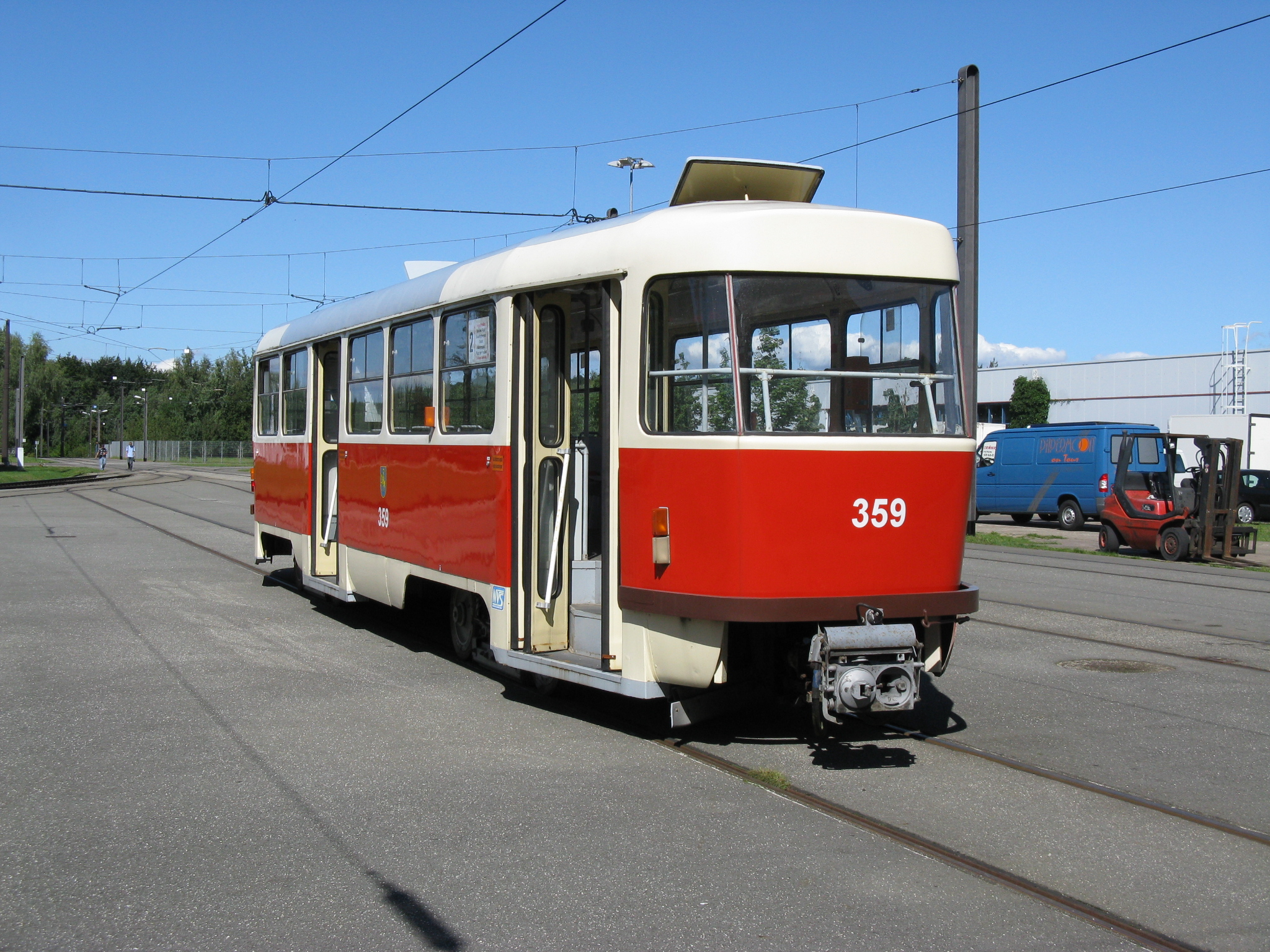
B3D（ドイツ：シュヴェリーン）
（2008年撮影）

東ドイツ成立後、同国の路面電車路線にはヴェルダウ車両工場人民公社やゴータ車両製造人民公社などの国営企業が製造した電車が継続して導入されたが、経済相互援助会議（コメコン）の方針により、東側諸国の標準型車両であるタトラカーを導入する方針へ移管した。これを受け、タトラ国営会社スミーホフ工場がドイツ向けに開発したのがT3D・B3Dである。最大の特徴は電動車（T3D）に加え、後方に増結する付随車（B3D）が製造された事で、それに合わせてT3Dの歯車比や主電動機出力が付随車が牽引可能なよう調整がなされた。
1964年にドレスデン（ドレスデン市電）で試運転が行われた後、1967年にカールマルクスシュタット（現：ケムニッツ）、1973年にシュヴェリーンへ量産車の導入が行われ、1988年まで長期に渡る導入が実施された。だが、当時の東ドイツ各地の路面電車の車両限界に対してタトラT3の車幅は大きく、停留所のプラットホームへの接触や急曲線への対応など多数の課題が指摘された。そのため他都市への導入は行われず、代わりに同性能ながら車幅を狭めたタトラT4（T4・B4）の開発が行われる事となった。
| T3D・B3D 導入都市一覧 | T3D・B3D 導入都市一覧 | T3D・B3D 導入都市一覧                                        | T3D・B3D 導入都市一覧 |
| 形式                  | 導入国                | 都市                                                         | 導入車両数            |
| --------------------- | --------------------- | ------------------------------------------------------------ | --------------------- |
| T3D                   | 東ドイツ (現：ドイツ) | カールマルクスシュタット 「タトラT3 (ケムニッツ市電)」も参照 | 132両                 |
| T3D                   | 東ドイツ (現：ドイツ) | シュヴェリーン 「タトラT3 (シュヴェリーン市電)」も参照       | 115両                 |
| B3D                   | 東ドイツ (現：ドイツ) | カールマルクスシュタット 「タトラT3 (ケムニッツ市電)」も参照 | 62両                  |
| B3D                   | 東ドイツ (現：ドイツ) | シュヴェリーン 「タトラT3 (シュヴェリーン市電)」も参照       | 56両                  |

### T3YU・B3YU

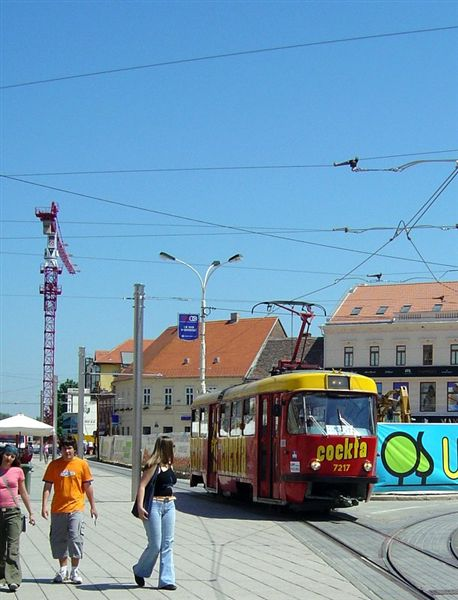
T3YU（クロアチア：オシエク）
（2005年撮影）

ユーゴスラビア向けの車両。製造時はパンタグラフが車体後方に設置されていた他、一部都市に向けて付随車のB3YUも製造された。1967年から1982年まで断続的に製造が行われた。
| T3YU・B3YU 導入都市一覧 | T3YU・B3YU 導入都市一覧                       | T3YU・B3YU 導入都市一覧                                         | T3YU・B3YU 導入都市一覧 |
| 形式                    | 導入国                                        | 都市                                                            | 導入車両数              |
| ----------------------- | --------------------------------------------- | --------------------------------------------------------------- | ----------------------- |
| T3YU                    | ユーゴスラビア (現：クロアチア)               | オシエク (オシエク市電)                                         | 26両                    |
| T3YU                    | ユーゴスラビア (現：ボスニア・ヘルツェゴビナ) | サラエヴォ (サラエヴォ市電) 「タトラT3 (サラエヴォ市電)」も参照 | 20両                    |
| B3YU                    | ユーゴスラビア (現：クロアチア)               | オシエク (オシエク市電)                                         | 4両                     |

### T3R

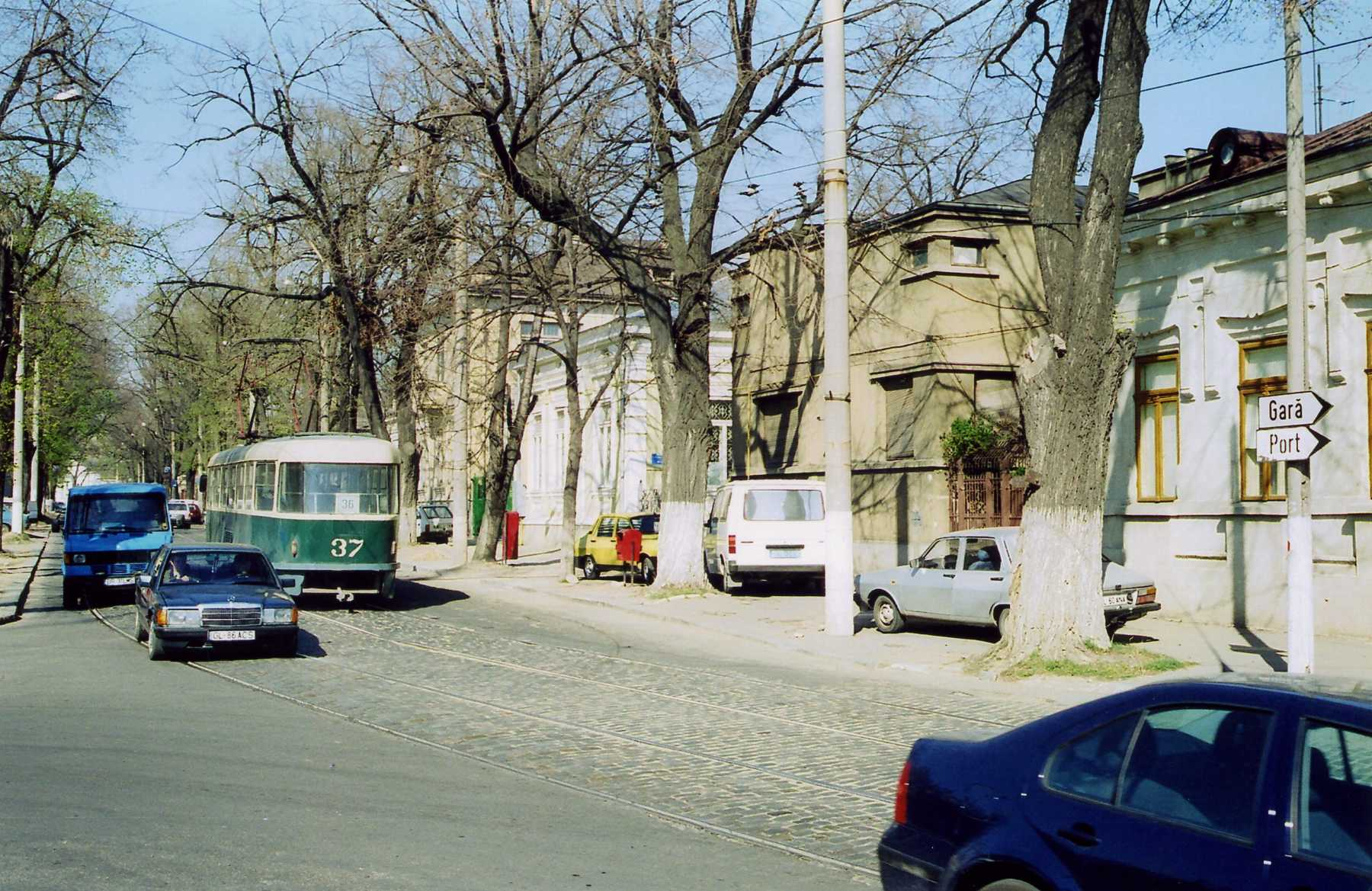
T3R（ルーマニア：ガラツィ）
（2010年撮影）

ルーマニア向けに設計された形式。他都市と異なり、直流750 Vに適合した電気機器が搭載された。1971年から1974年にかけて製造されたものの、ルーマニア各都市の路面電車における車両限界に対してT3Rの車幅は広く、1都市のみの導入に終わった。
| T3R 導入都市一覧 | T3R 導入都市一覧        | T3R 導入都市一覧 |
| 導入国           | 都市                    | 導入車両数       |
| ---------------- | ----------------------- | ---------------- |
| ルーマニア       | ガラツィ (ガラツィ市電) | 50両             |

## 発展形式

### T4

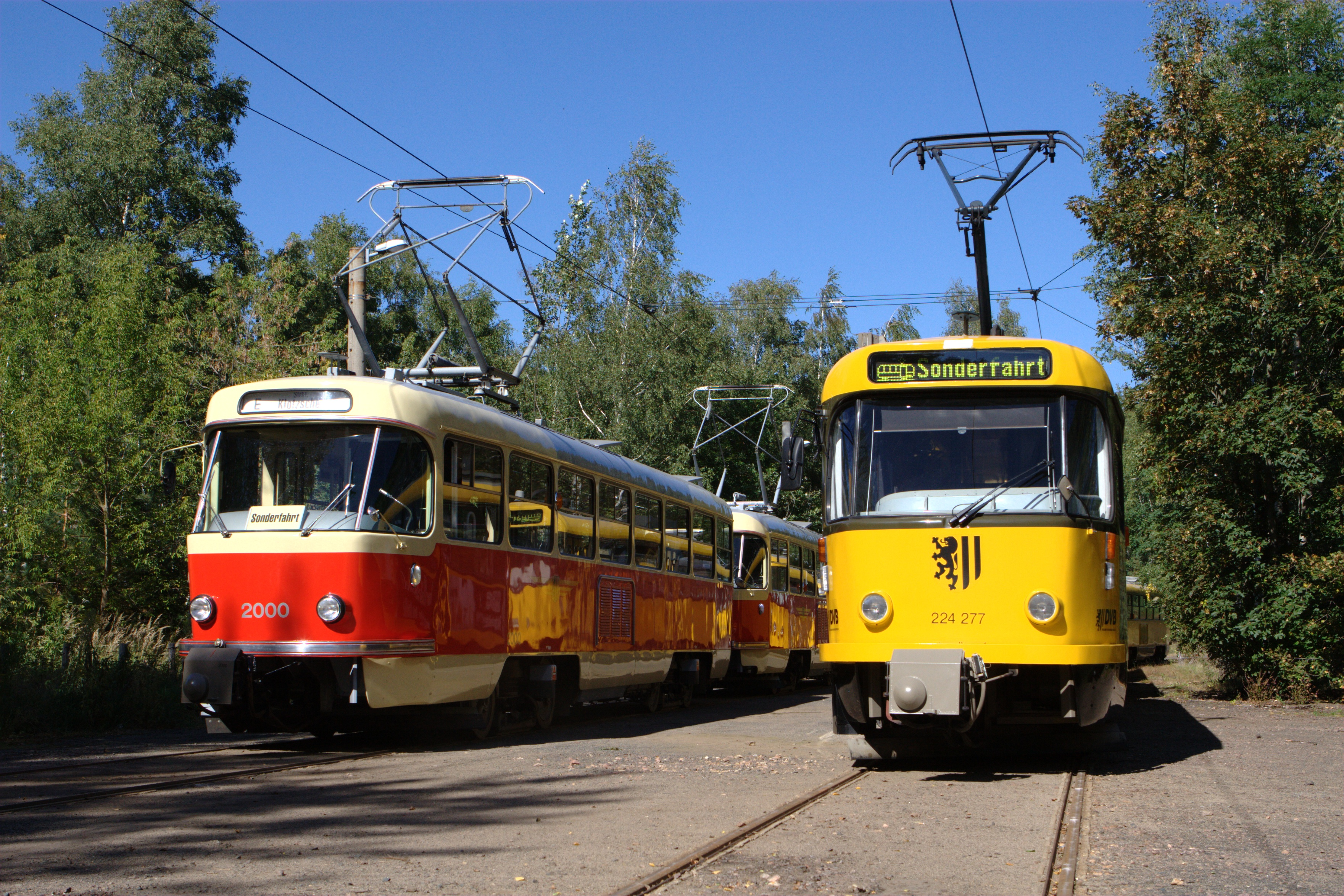
T4（ドイツ：ドレスデン）

車体幅2,500 mmのT3の導入が難しい、車両限界が小さい都市向けに開発された車両。T3と同様の電気機器を用いた一方で車体幅を2,200 mmに抑えた他、乗客が事前に乗車券を購入し各自で刻印を押す信用乗車方式の導入を前提としていたため当初から車掌台は設置されていなかった。付随車のB4と合わせて3,500両以上が量産された。

### T3R

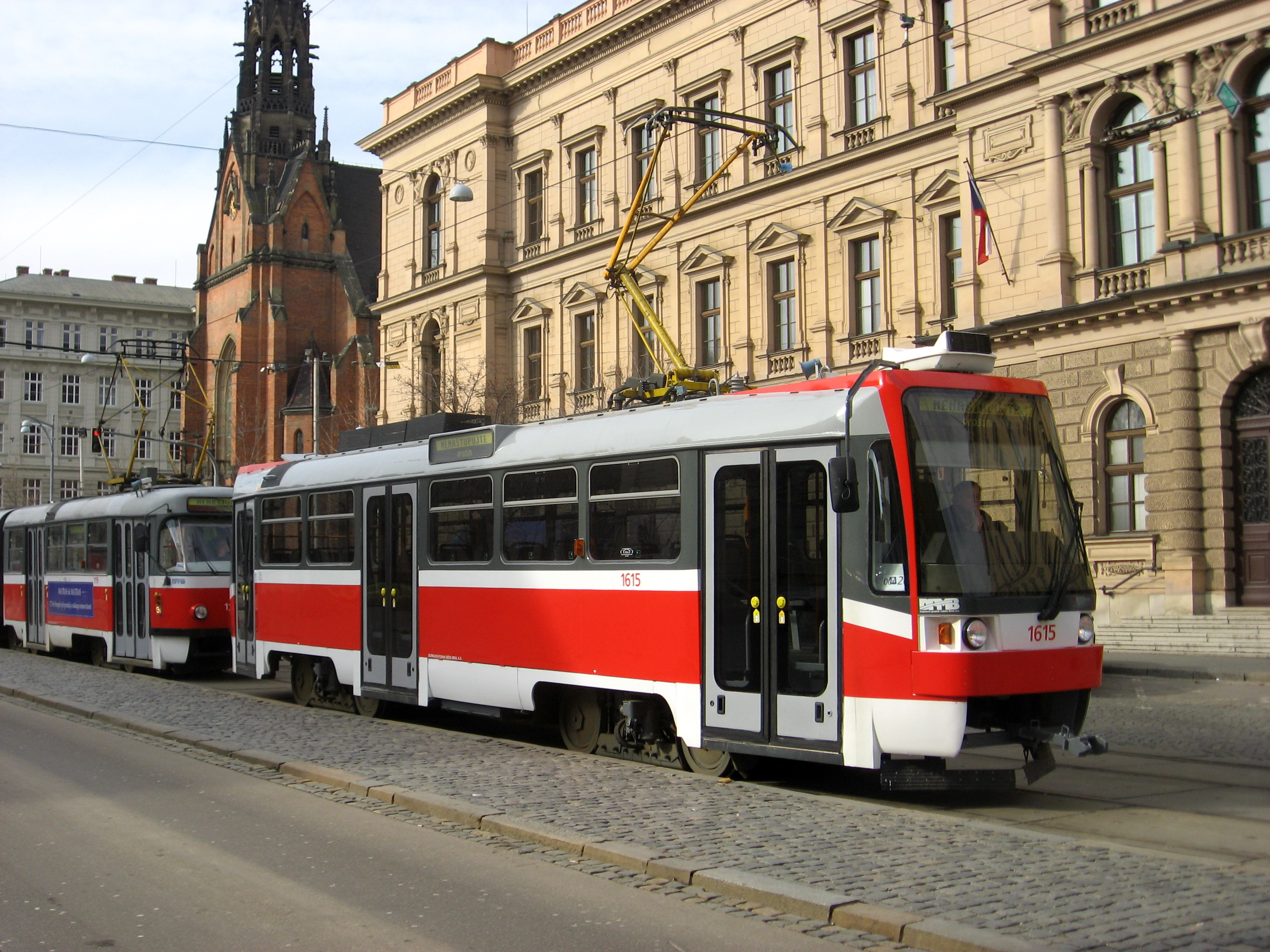
T3R（チェコ：ブルノ）

1990年代に展開された、T3のモデルチェンジ形式。インダストリアルデザイナーのパトリック・コタスが手掛けた新規デザインの全面形状が採用された他、回生ブレーキが使用可能な電機子チョッパ制御方式の制御装置が搭載され、消費電力が50 %削減されている。新造車に加え、従来のT3の台車や機器を再利用した機器流用車も試作された。形式名は前述するルーマニア向けのT3Rと同じだが関係はない。
| 主要諸元 | 主要諸元 | 主要諸元 | 主要諸元 | 主要諸元 | 主要諸元 | 主要諸元 | 主要諸元 | 主要諸元 | 主要諸元 | 主要諸元 | 主要諸元 | 主要諸元   |
| 形式名   | 電圧     | 全長     | 全幅     | 全高     | 自重     | 最高速度 | 出力     | 歯車比   | 着席定員 | 立席定員 | 軌間     | 備考・参考 |
| -------- | -------- | -------- | -------- | -------- | -------- | -------- | -------- | -------- | -------- | -------- | -------- | ---------- |
| T3R      | 直流600V | 14,000mm | 2,500mm  | 3,075mm  | 17.3t    | 65km/h   | 188kw    | ？       | 22人     | 138人    | 1,435mm  | [ 48 ]     |

### T3RF

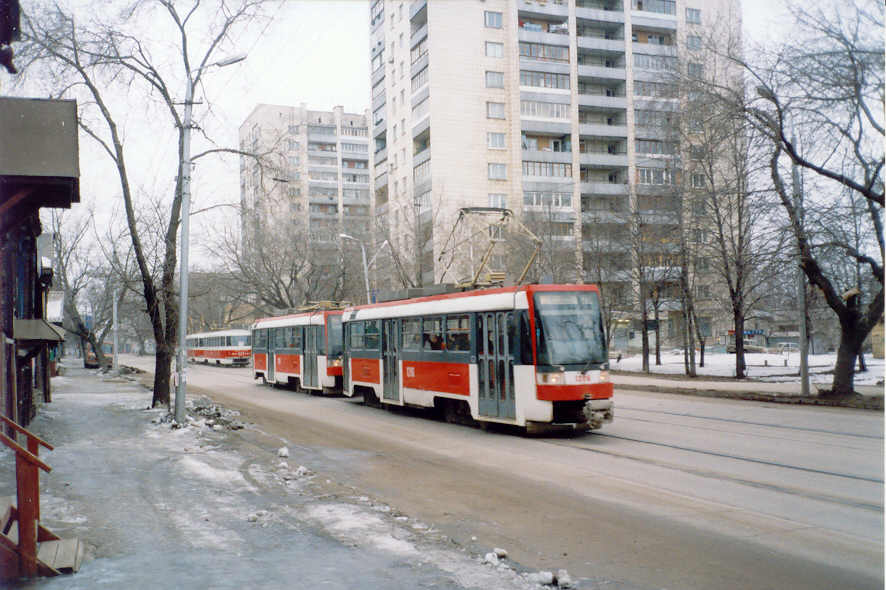
T3RF（ロシア連邦：サマーラ）

1990年代に展開された、T3のモデルチェンジ形式の1つ。T3Rと同型の車体や電気機器を搭載しているが、集電装置が菱形パンタグラフである点や乗降扉が両開きの2枚折り戸式になっている点などが異なる。主にロシア連邦の都市に導入された。
| 主要諸元 | 主要諸元 | 主要諸元 | 主要諸元 | 主要諸元 | 主要諸元 | 主要諸元 | 主要諸元 | 主要諸元 | 主要諸元 | 主要諸元 | 主要諸元        | 主要諸元   |
| 形式名   | 電圧     | 全長     | 全幅     | 全高     | 自重     | 最高速度 | 出力     | 歯車比   | 着席定員 | 立席定員 | 軌間            | 備考・参考 |
| -------- | -------- | -------- | -------- | -------- | -------- | -------- | -------- | -------- | -------- | -------- | --------------- | ---------- |
| T3RF     | 直流600V | 14,000mm | 2,500mm  | 3,060mm  | 17.0t    | 65km/h   | 180kw    | ？       | 22人     | 138人    | 1,435mm 1,524mm | [ 50 ]     |

## 改造
長期に渡る製造が実施されたタトラT3は、各都市で実施された微細な改造に加え、1970年代以降は電気機器の交換といった大規模な改造も積極的に行われるようになった。特に旧東側諸国の民主化が行われた1990年代以降は各企業による車体の改造や機器の交換、新造車体への交換（機器流用）など大小様々な改造が継続的に実施されている。以下、その代表例について記す。

### 機器更新・車体改造車両
- タトラT3M - 制御装置を電機子チョッパ制御方式に対応した「TV1」に交換した形式。1970年代以降チェコスロバキアの各都市へ向けて導入が行われた[41][42][18][3][53]。
- タトラT3G（チェコ語版） - 制御装置をGTO（ゲートターンオーフサイリスタ）素子を用いた「TV8」へ交換した形式。新造した車体・電気機器と既存の台車などを組み合わせる形で作られた車両も存在する[54][18]。
- タトラT3M.3、タトラT3M.4（チェコ語版） - 制御装置をIGBT（絶縁ゲートバイポーラトランジスタ）素子を用いた「TV14」へ交換した形式[55]。
- シュコダ01T（チェコ語版）、シュコダ02T（チェコ語版） - シュコダ製の電気機器へ交換し、運転台からの速度制御方式も足踏みペダルからハンドル式に改造した車両[56]。
- タトラT3R.P - 制御装置をセゲレック（英語版）製のTVプログレス（TV Progress）へ交換した形式[57][58]。
- タトラT3R.E - 制御装置をセゲレック製のTVユーロパルス（TV Europulse）へ交換した形式[57]。
- タトラT3Mod（チェコ語版） - 制御装置をノヴァ・ドゥブニカ電気設計研究所（Elektrického výzkumného a projektového ústavu Nová Dubnica、EVPÚ）が開発したIGBT素子を用いたチョッパ制御装置、主電動機を誘導電動機に交換した形式。スロバキアの路面電車向けに改造が実施された[59]。
- タトラT3AS（チェコ語版） - T3Modと同様の改造に加え前面の新規製造品への交換も行われた形式[59]。
- タトラT3DC1・タトラT3DC2 - ドイツのシュヴェリーン市電（シュヴェリーン）に導入された車両に対し、機器の更新や車体・車内部品の交換を実施し近代化を図った車両[27]。
- T3D-M・B3D-M - ドイツのケムニッツ市電（ケムニッツ）に導入された車両に対し、機器の更新、各種部品の交換、塗装変更など大規模な近代化工事を実施した車両[60]。
- T3A - ラトビアのリガ市電（リガ）に在籍するタトラT3に対し、機器更新や車体の修繕を実施した形式[61]。
- T3VPA - ウクライナのハルキウ市電（ハルキウ）に在籍するタトラT3に対し、機器の交換や前面の更新、車内の改良などの改造工事が施された車両[62]。
- MTTA-2 - ロシア連邦のモスクワ市電（モスクワ）に在籍していたタトラT3に対し、電気機器の交換に加えて車体左側にも乗降扉を増設し、ループ線が存在しない系統でも運用可能にした車両。後年にヴォルゴグラード・メトロトラム（ヴォルゴグラード）へ譲渡された[63][64][65]。
- DT-1 - ドネツィク市電（ドネツィク）に在籍する車両に対し、車体の改修や前面形状の変更、機器の更新が施された車両。「Я – донецкий"!」、和訳すると「私はドネツィクである」と言う意味の名称が付けられている[66][67]。

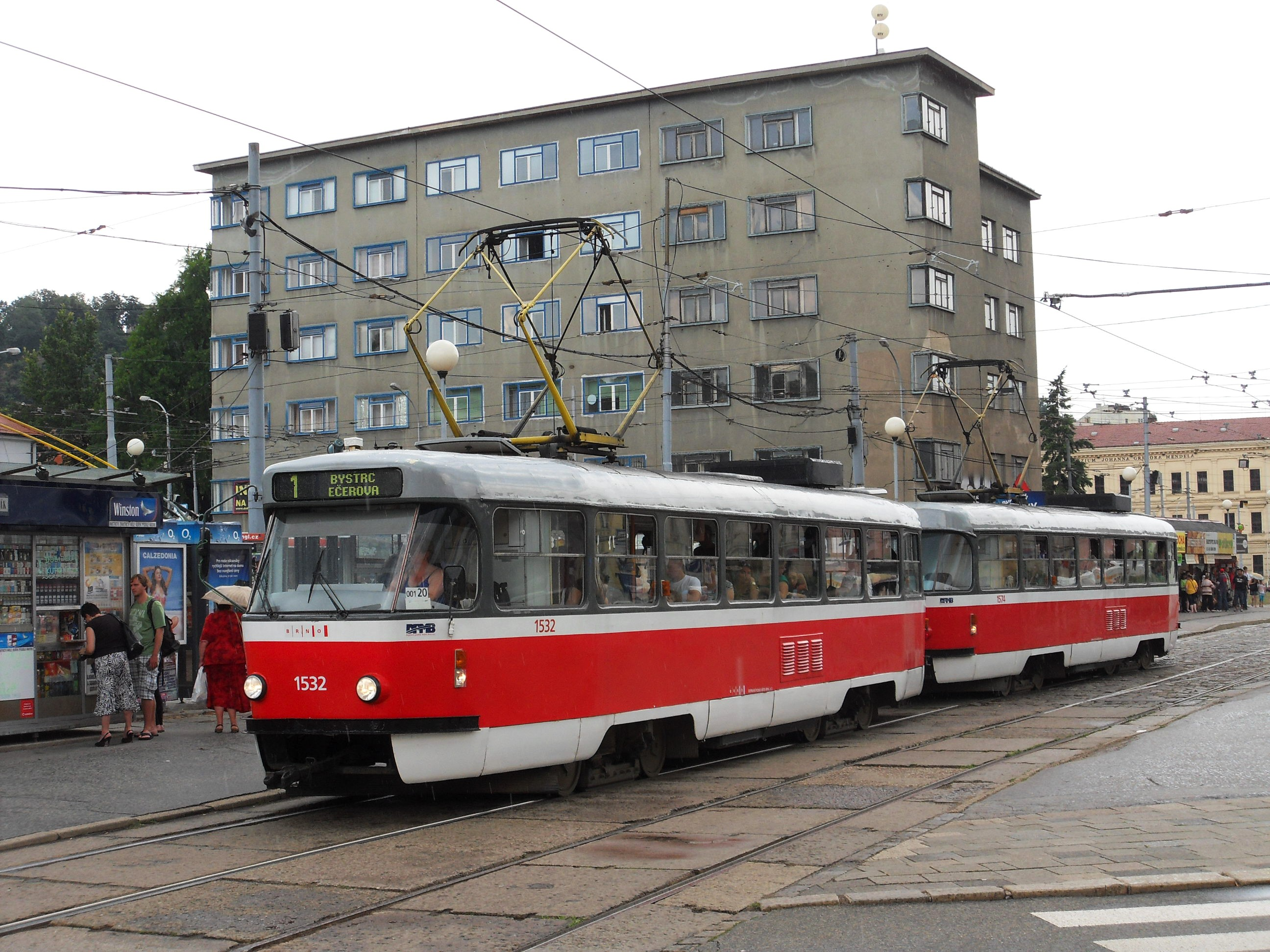
タトラT3M（チェコ：ブルノ）
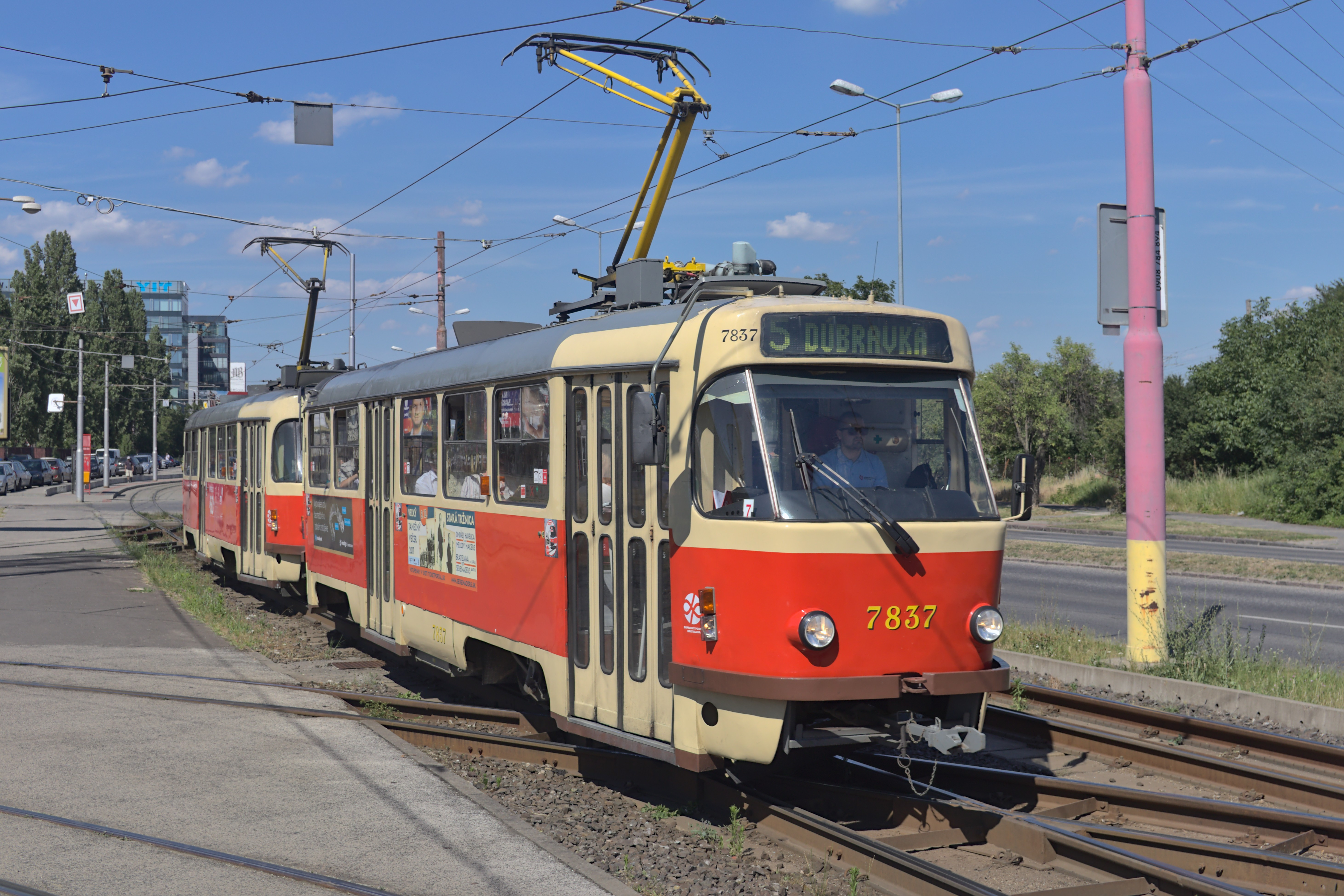
タトラT3G（スロバキア：ブラチスラヴァ）
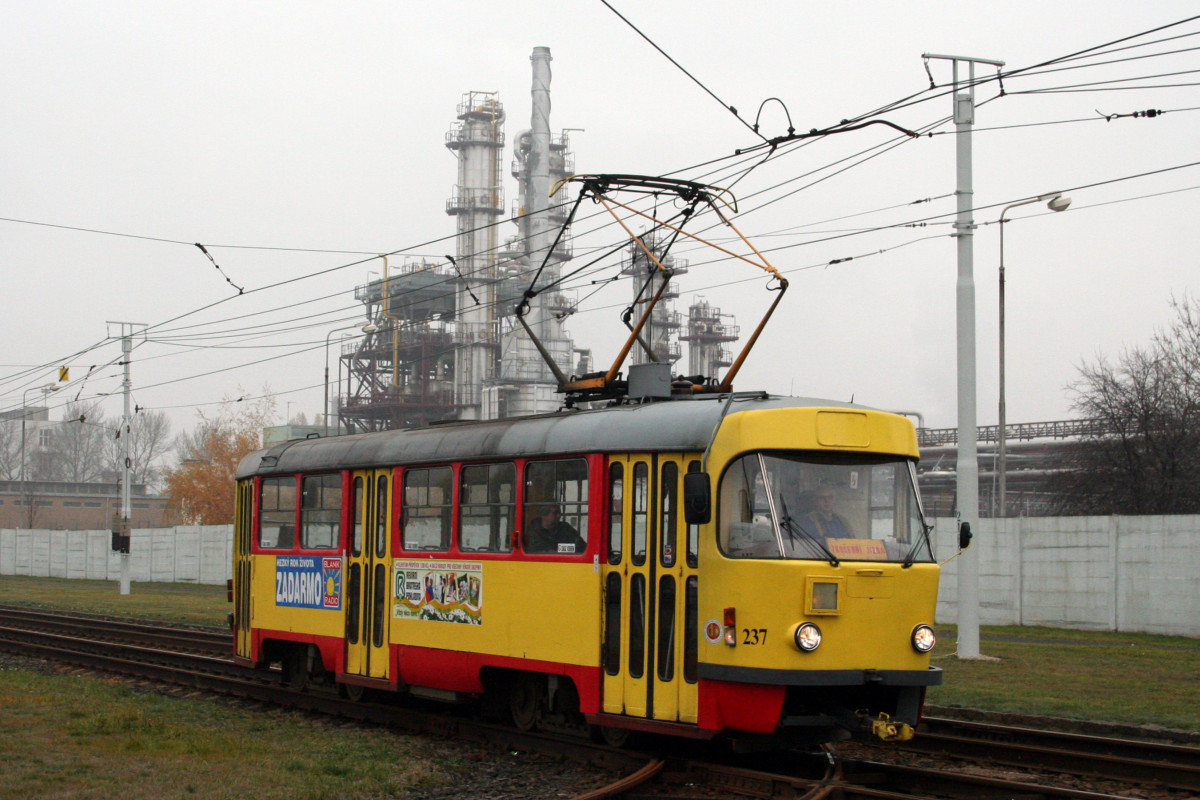
タトラT3M.3（チェコ：モスト）
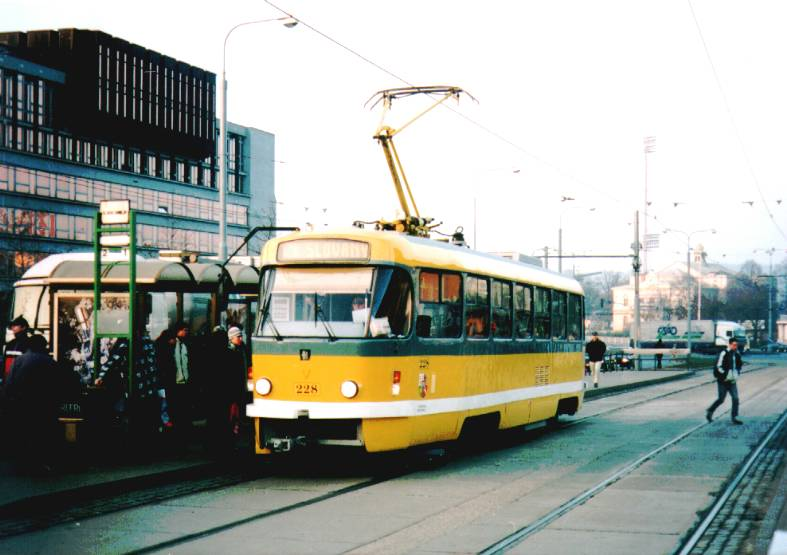
シュコダ01T（チェコ：プルゼニ）
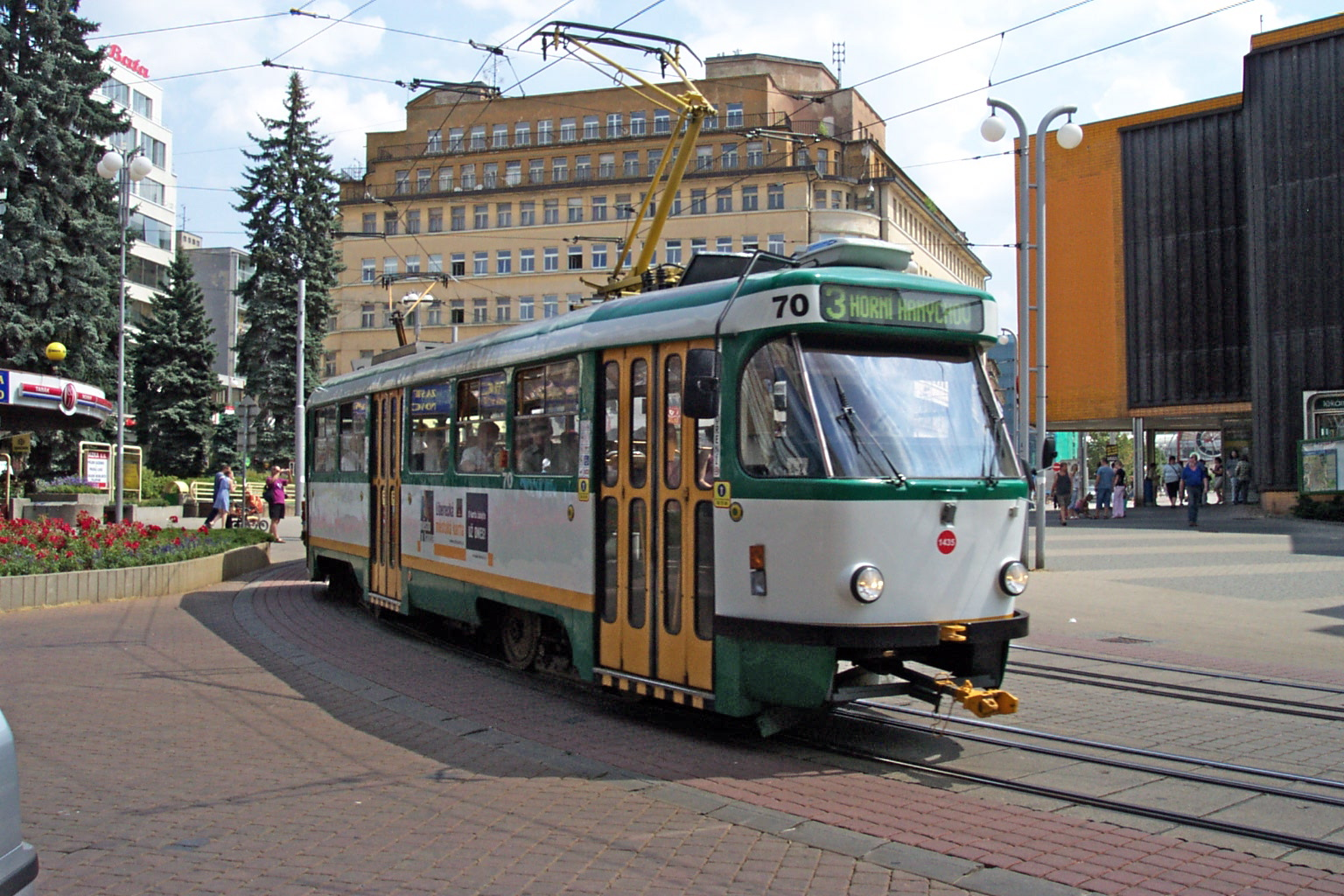
シュコダ02T（チェコ：リベレツ）
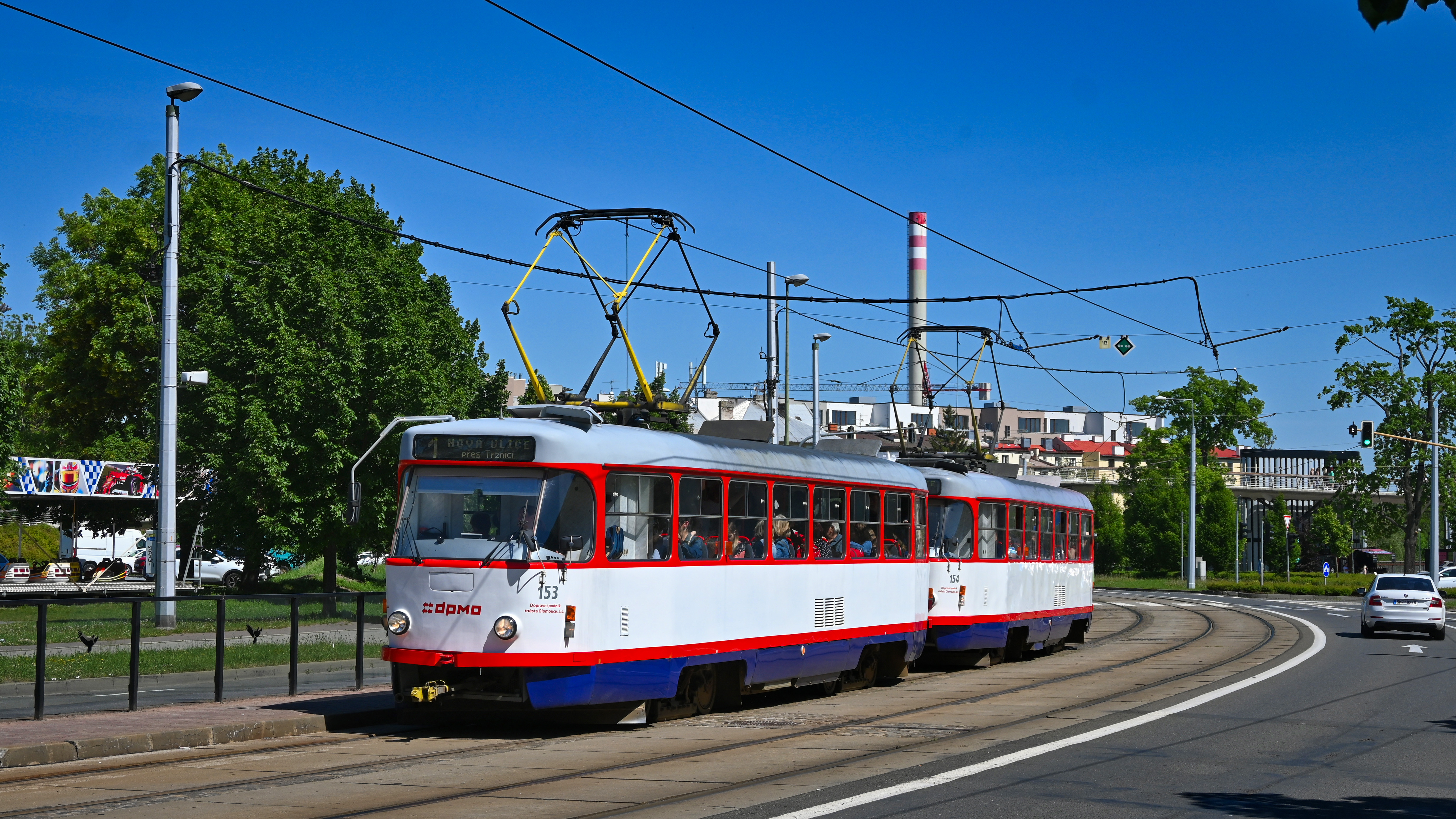
タトラT3R.P（チェコ：オロモウツ）
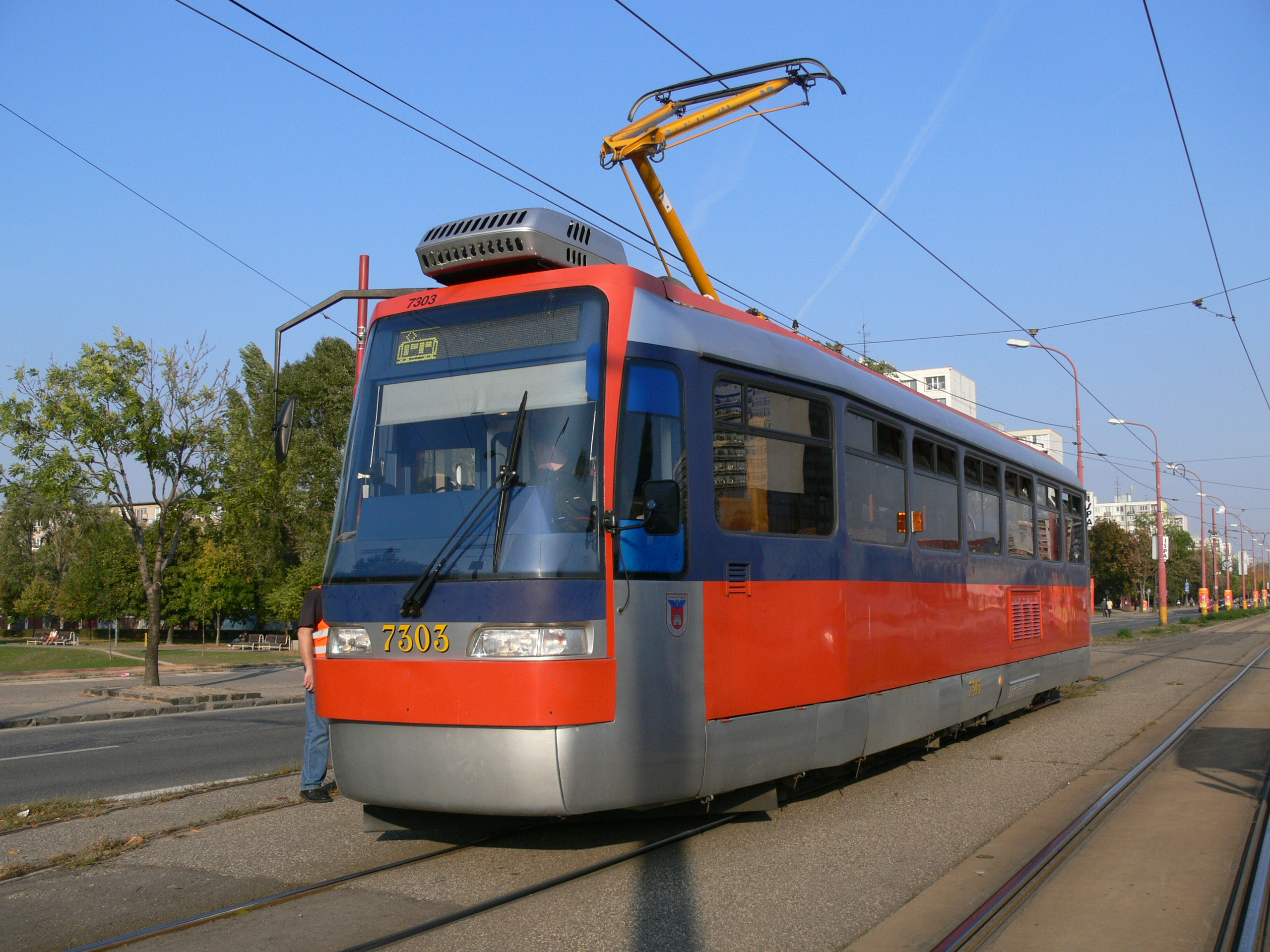
タトラT3AS（スロバキア：ブラチスラヴァ）
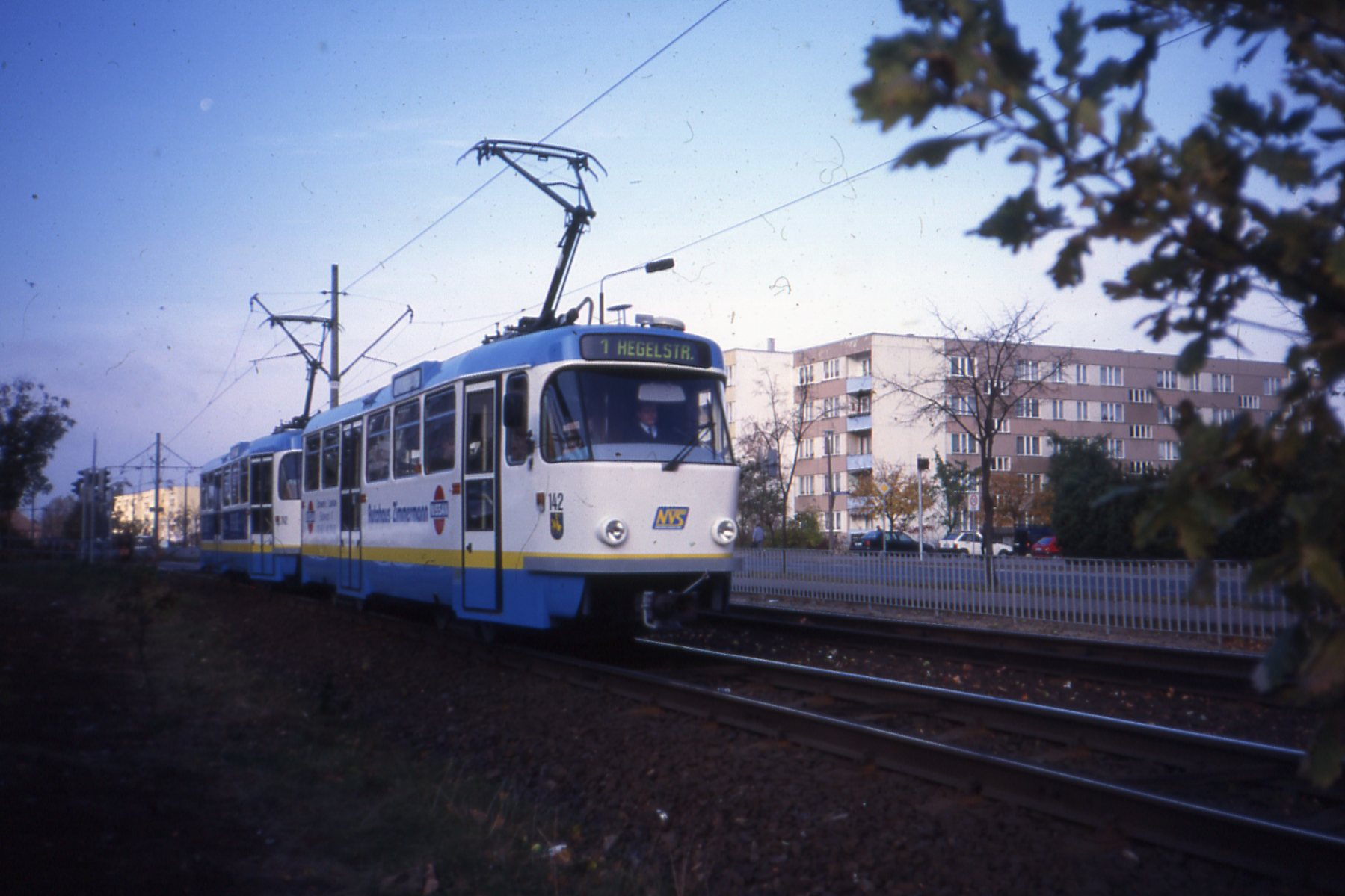
タトラT3DC1・タトラT3DC2（ドイツ：シュヴェリーン）
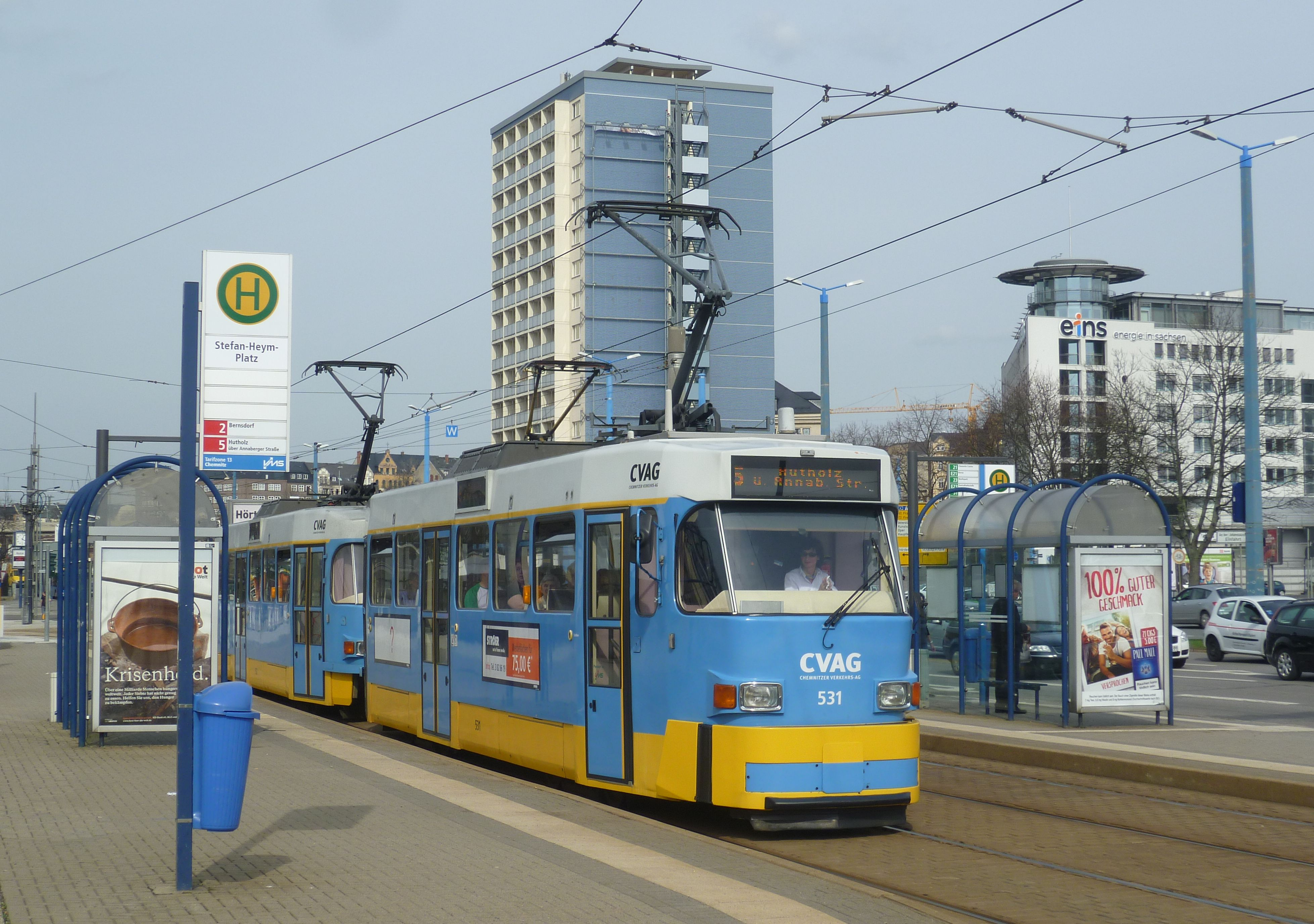
T3D-M・B3D-M（ドイツ：ケムニッツ）
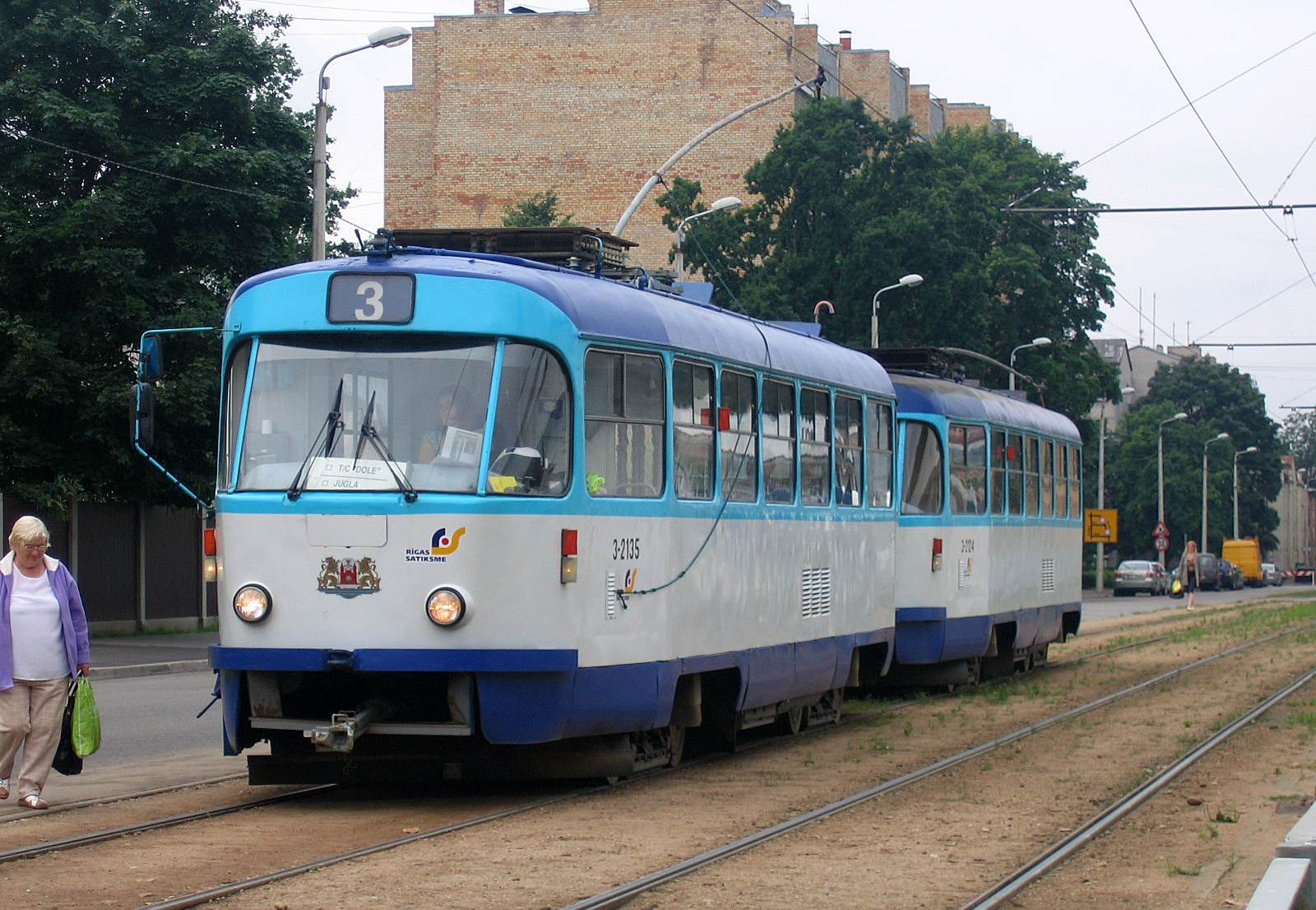
T3A（ラトビア：リガ）
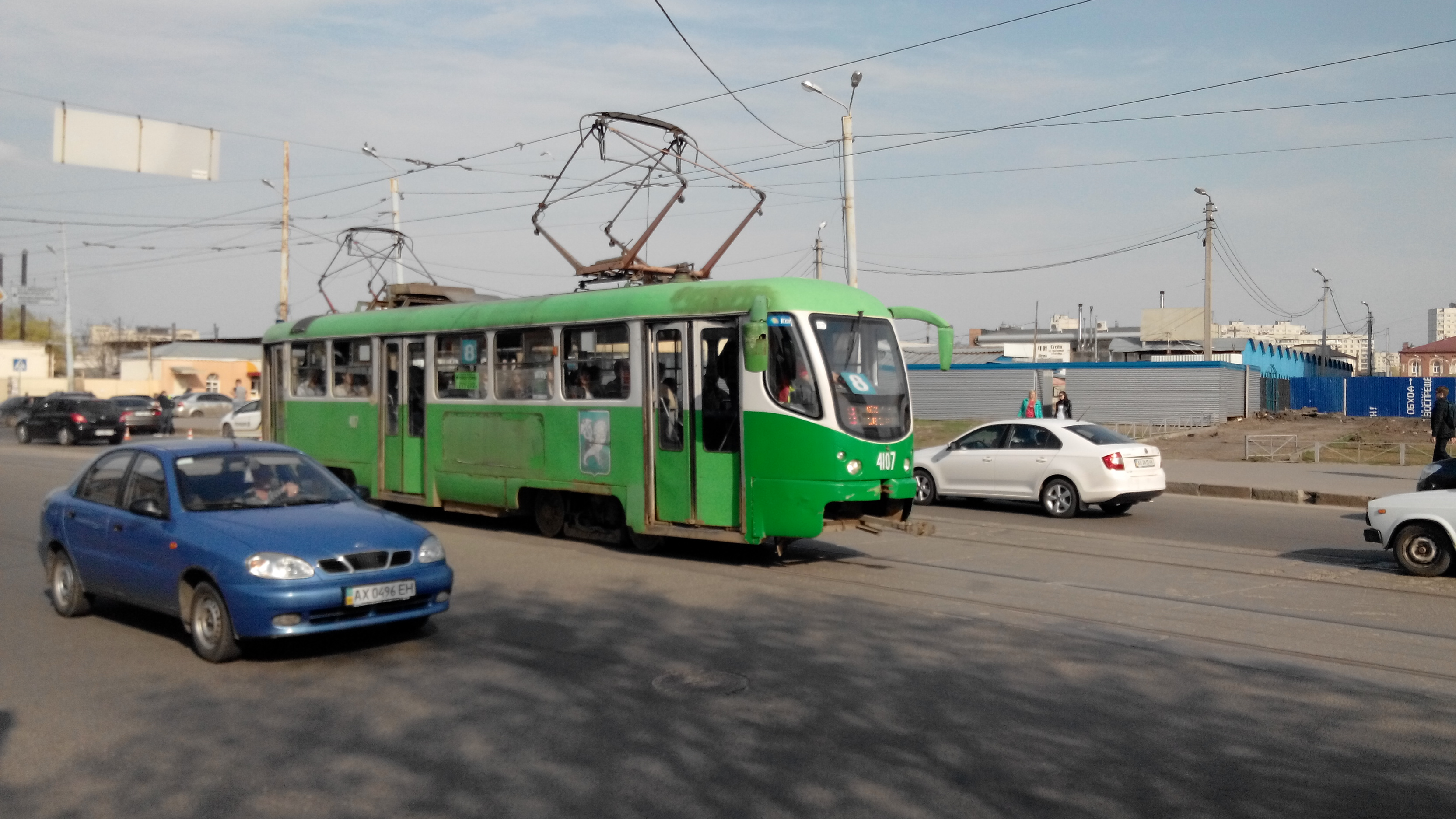
T3VPA（ウクライナ：ハルキウ）
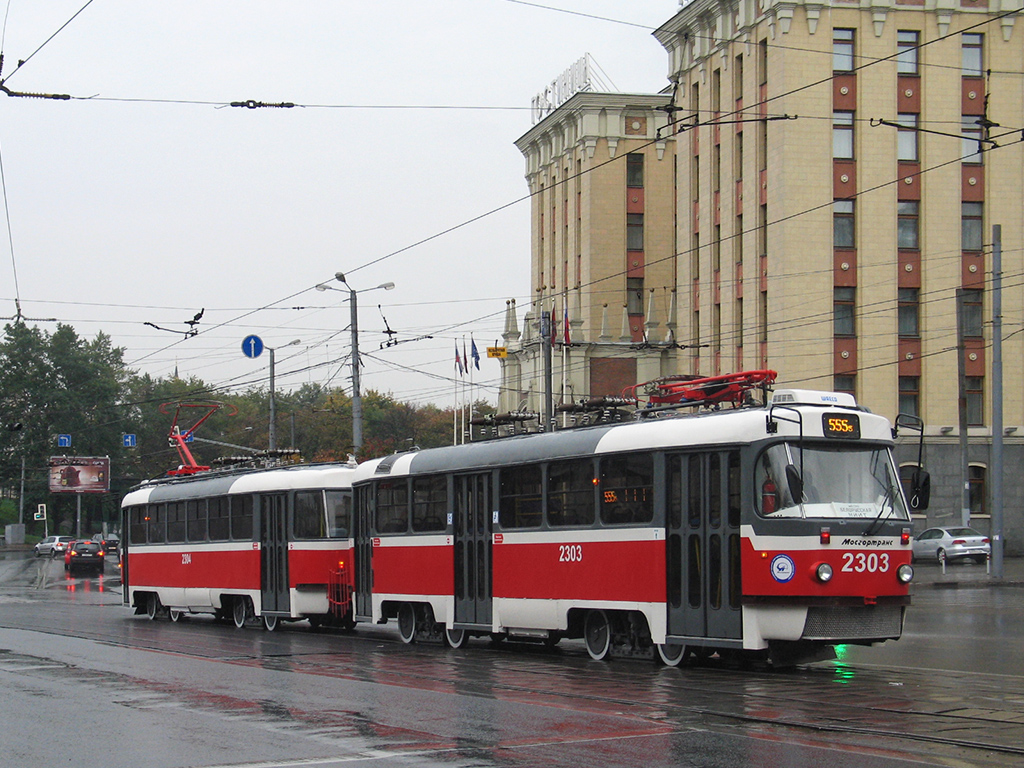
MTTA-2（ロシア連邦：モスクワ）

### 車体更新（機器流用）車両
- タトラT3R.PV - 電気機器のTVプログレス（電機子チョッパ制御）への更新に加え、老朽化した車体をアライアンスTW（Aliance TW team）が展開する、T3を基に設計が行われた新造車体「VerCB3」へ交換した形式。チェコやスロバキアに導入された車両は大型の行先表示装置を除いてT3と同型の前面デザインだが、クロアチアやロシア連邦に導入された車両についてはフランティシェク・ペリカーン（チェコ語版）が新規に設計したデザインの前面が採用されている[68][69][70][56]。
- タトラT3R.EV - 新造車体「VerCB3」への更新に加え、電気機器をかご形三相誘導電動機を使用したVVVFインバータ制御方式のTVユーロパルス（TV Europulse）に交換した形式。一部車両の前面形状はフランティシェク・ペリカーンが設計した新デザインが用いられる[68][70]。
- タトラT3R.PLF - アライアンスTWが展開する、車体中央部分を床上高さ350 mmの低床構造とした新造車体「VarCB3LF」への更新を実施した車両のうち、電気機器にTVプログレスを用いた形式。新規に超低床電車を購入するよりも安価である事に加え、連接式の超低床電車では輸送力が過剰となる時間帯・系統を有する事情を持つ都市へ向けて導入が行われている[52][71]。
- タトラT3R.SLF - 新造車体「VarCB3LF」への更新を実施した車両のうち、電気機器をシュコダ製のものに交換した形式[52][72]。
- ヴァリオLFR - アライアンスTWが展開する超低床電車「ヴァリオLF」のうち、タトラT3の台車や機器を流用した車両。タトラT3R.PLFやタトラT3R.SLFと同型の車体を有するが前面形状が異なる[73]。
- タトラT3UA-3  - ウクライナの路面電車向けにタトラT3の台車や機器を用いて製造された部分超低床電車。そのうちオデッサ市電（オデッサ）向けのモデルチェンジ車両には「オデッセイ（Одиссей）」の愛称が付けられている[74]。
- T3クーペ（チェコ語版） - チェコのプラハ市電（プラハ）で使用されている、タトラT3R.Pの台枠や電気機器を用いて製造された観光用路面電車車両。後方がオープンデッキになっている他、車内にはバーカウンターが設置されている[75][76][77]。

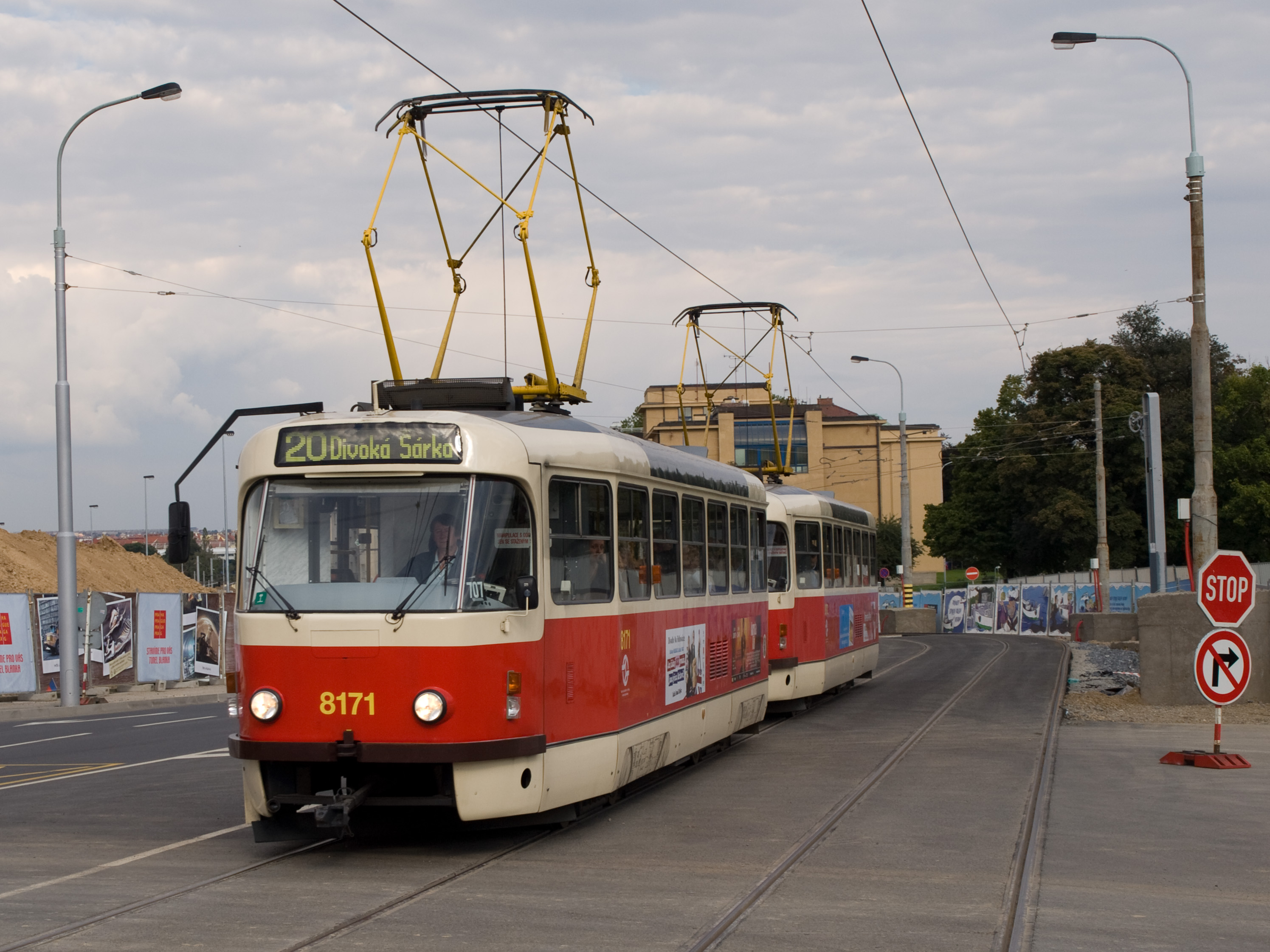
タトラT3R.PV（チェコ：プラハ）
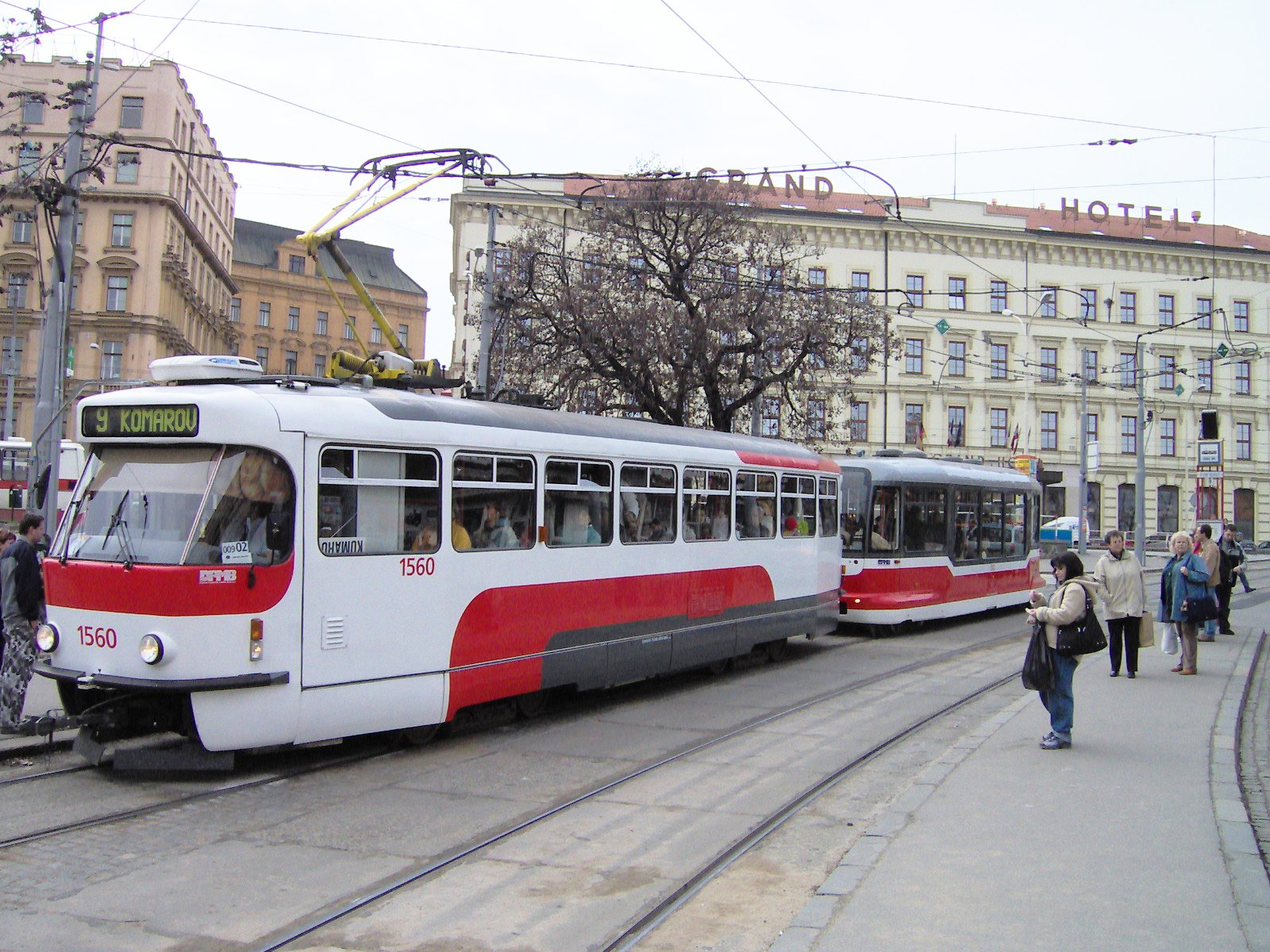
タトラT3R.EV（チェコ：ブルノ）
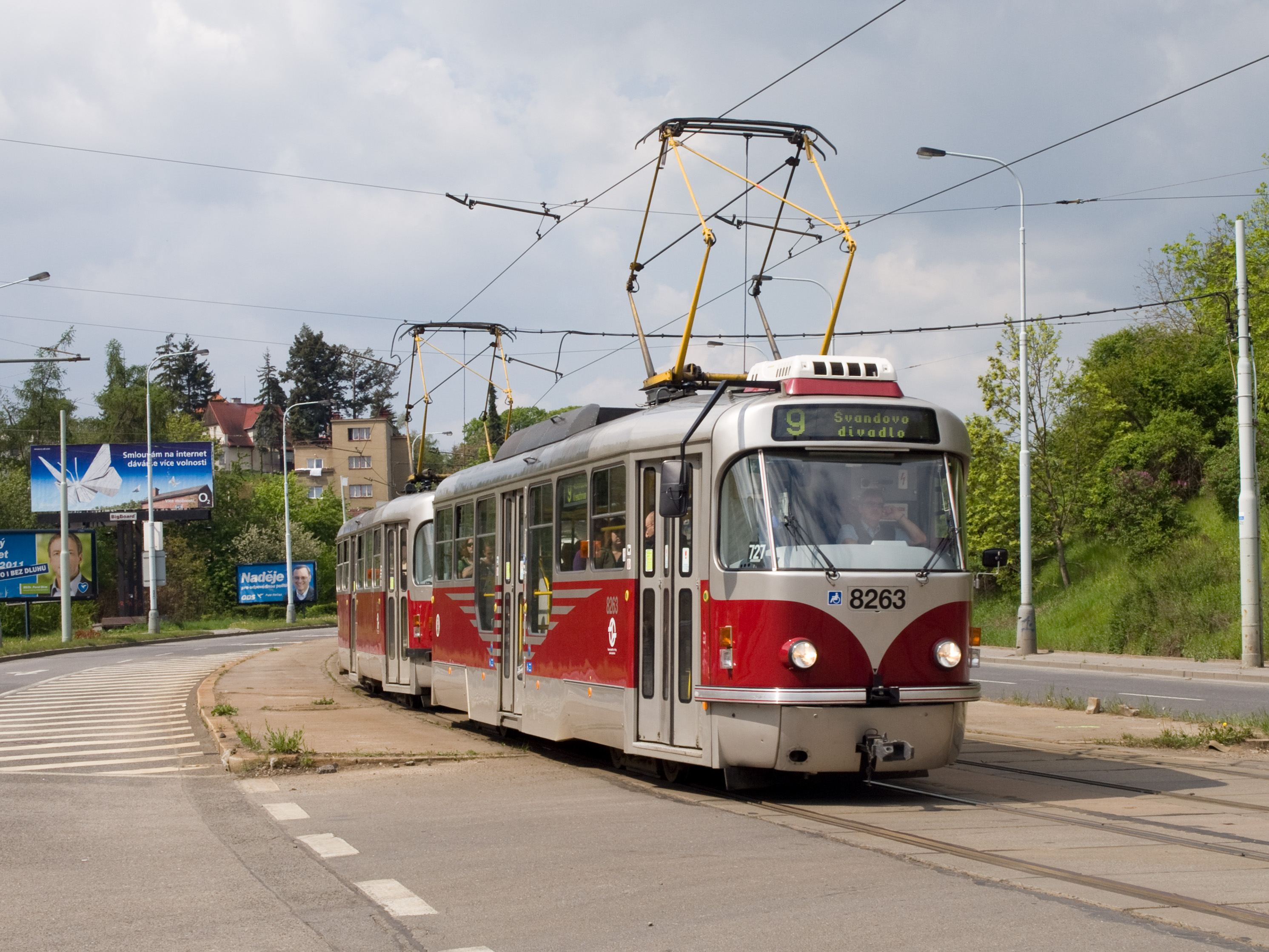
タトラT3R.PLF（チェコ：プラハ）
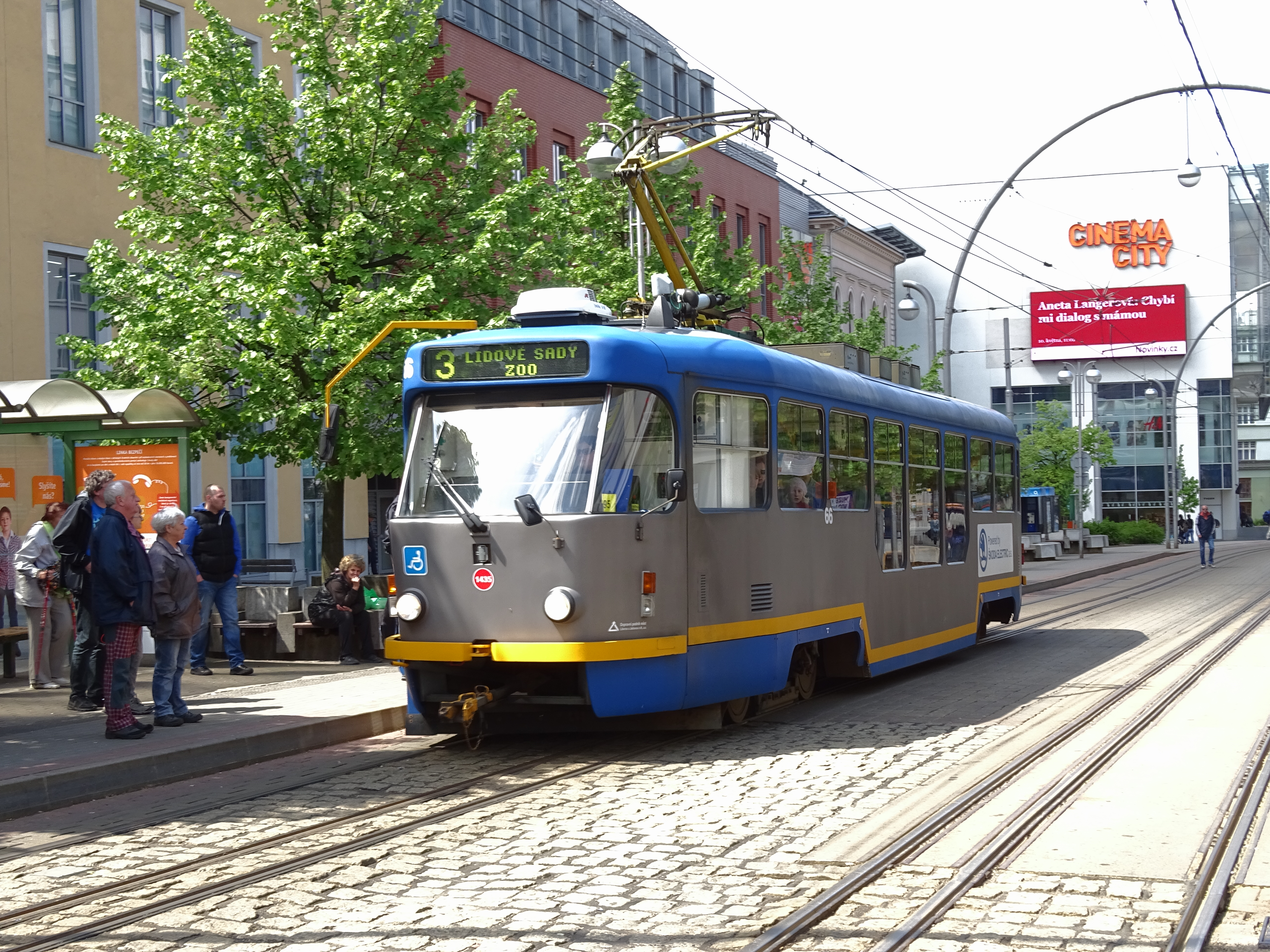
タトラT3R.SLF（チェコ：リベレツ）
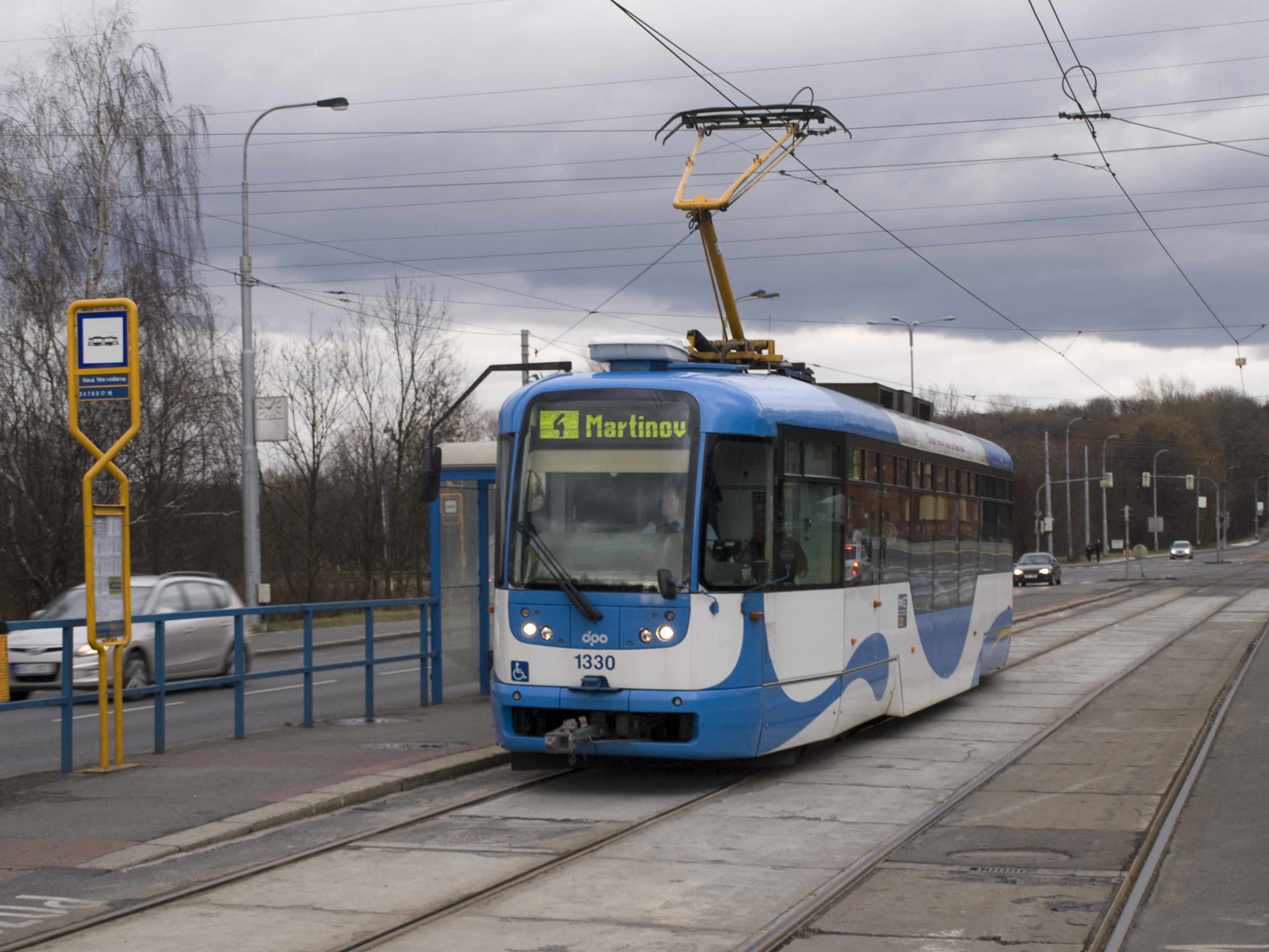
ヴァリオLFR（チェコ：オストラヴァ）
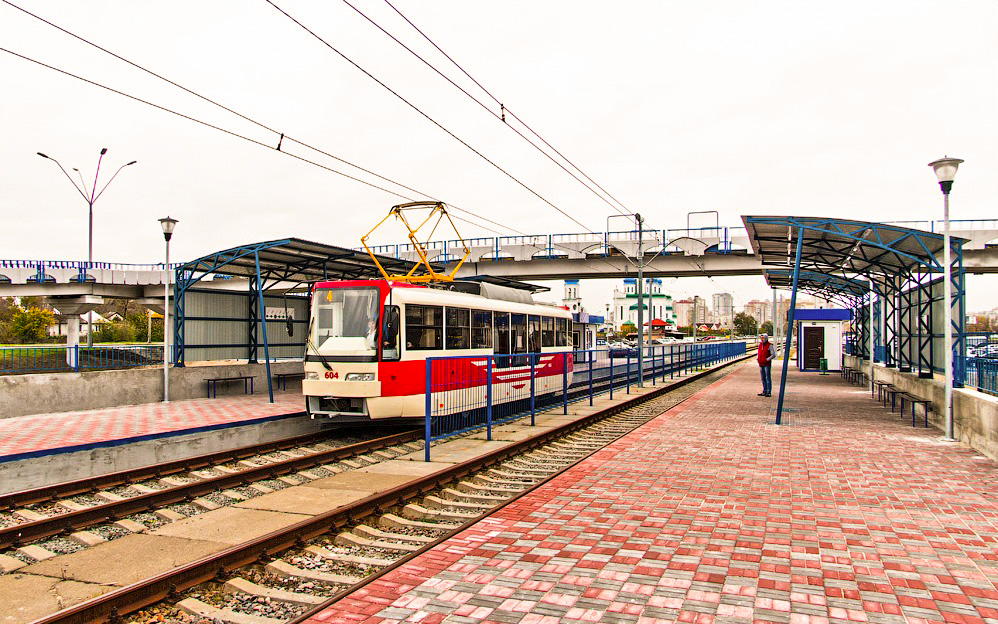
タトラT3UA-3（ウクライナ：キーウ）
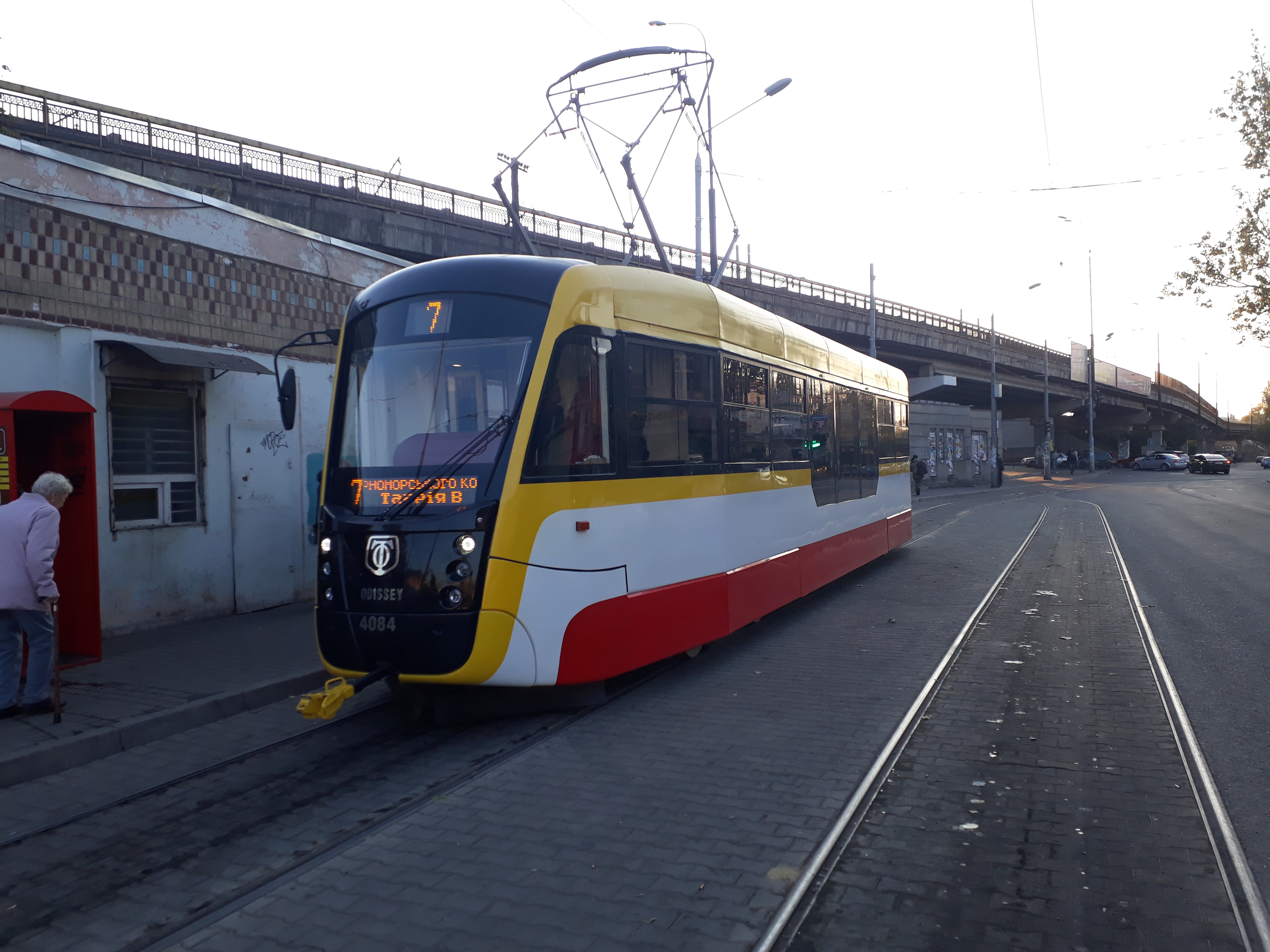
"オデッセイ"（ウクライナ：オデッサ）
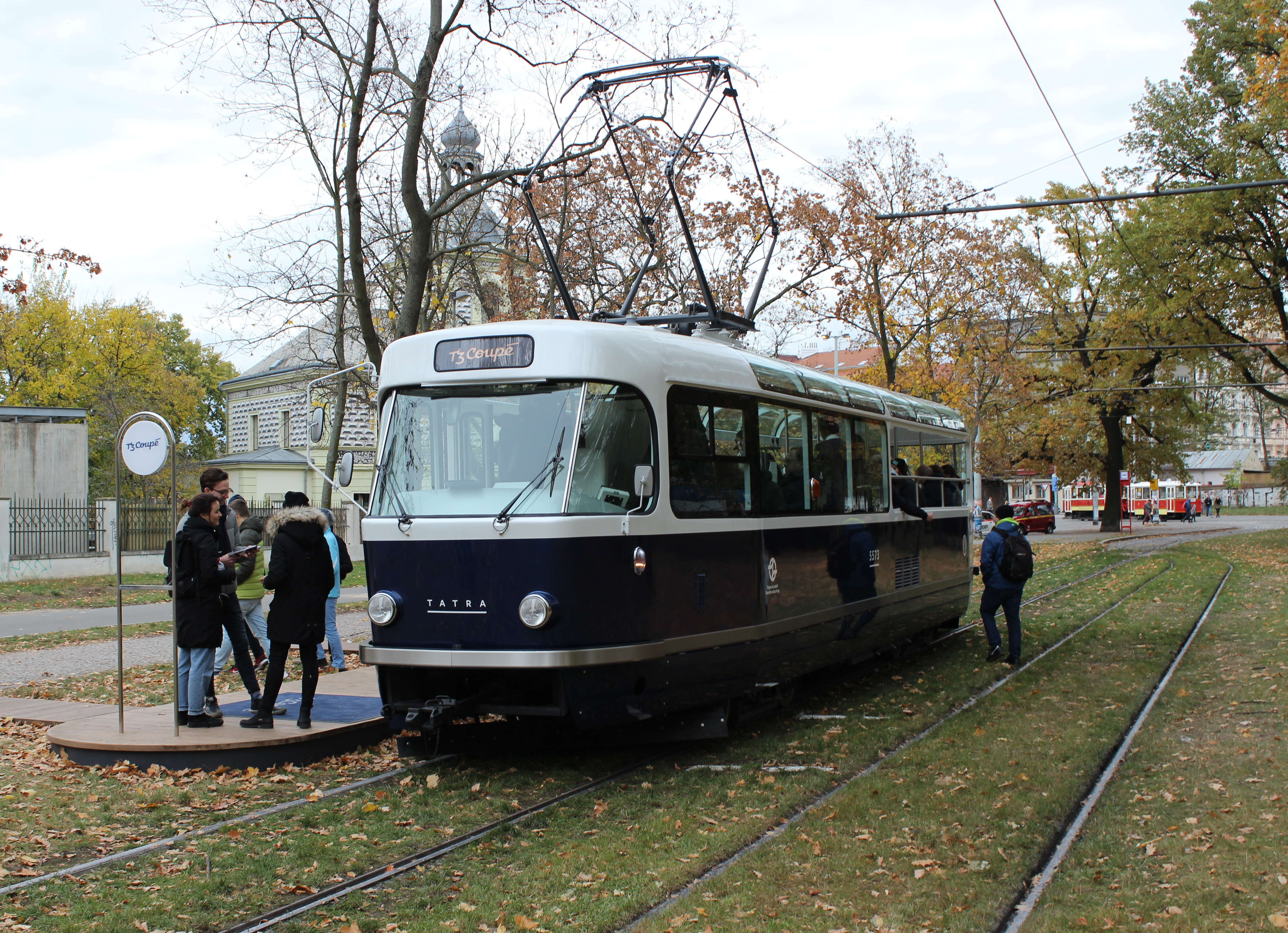
T3クーペ（チェコ：プラハ）

### 連接車への改造
- タトラKT3UA - ウクライナの路面電車向けに、2両のタトラT3の車体や機器を用いて作られた3車体連接車。中間車体は低床構造となっている[78][79][80]。
- タトラK3R-NT - チェコのプルゼニ市電（プルゼニ）向けに、タトラT3の車体や機器を用いて作られた3車体連接車。タトラKT3UAと同様に中間車体は低床構造が採用されている[81]。
- K3R-N KVP - ウクライナのオデッサ市電（オデッサ）で使用されている、タトラT3の台車や一部機器を用いて製造された3車体連接車。「オデッセイ・マックス（Одиссей-Макс）」とも呼ばれる[74][82]。

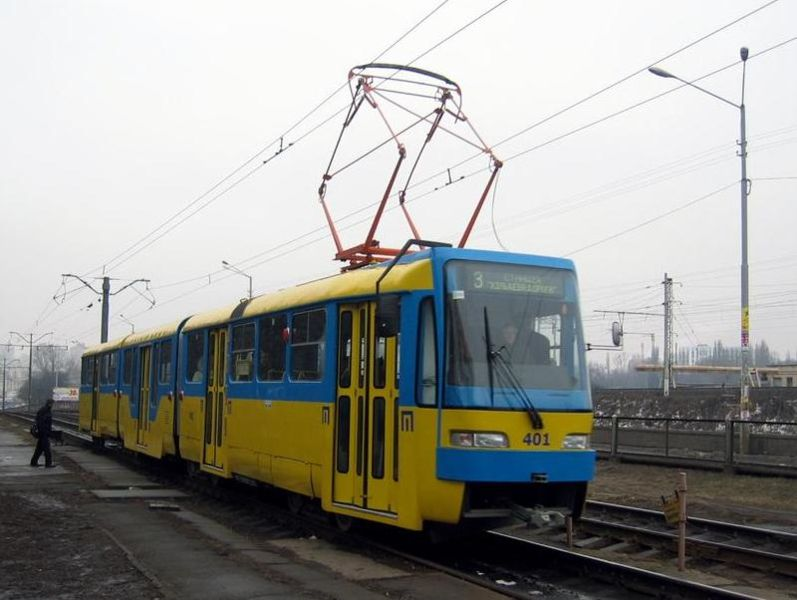
タトラKT3UA（ウクライナ：キーウ）
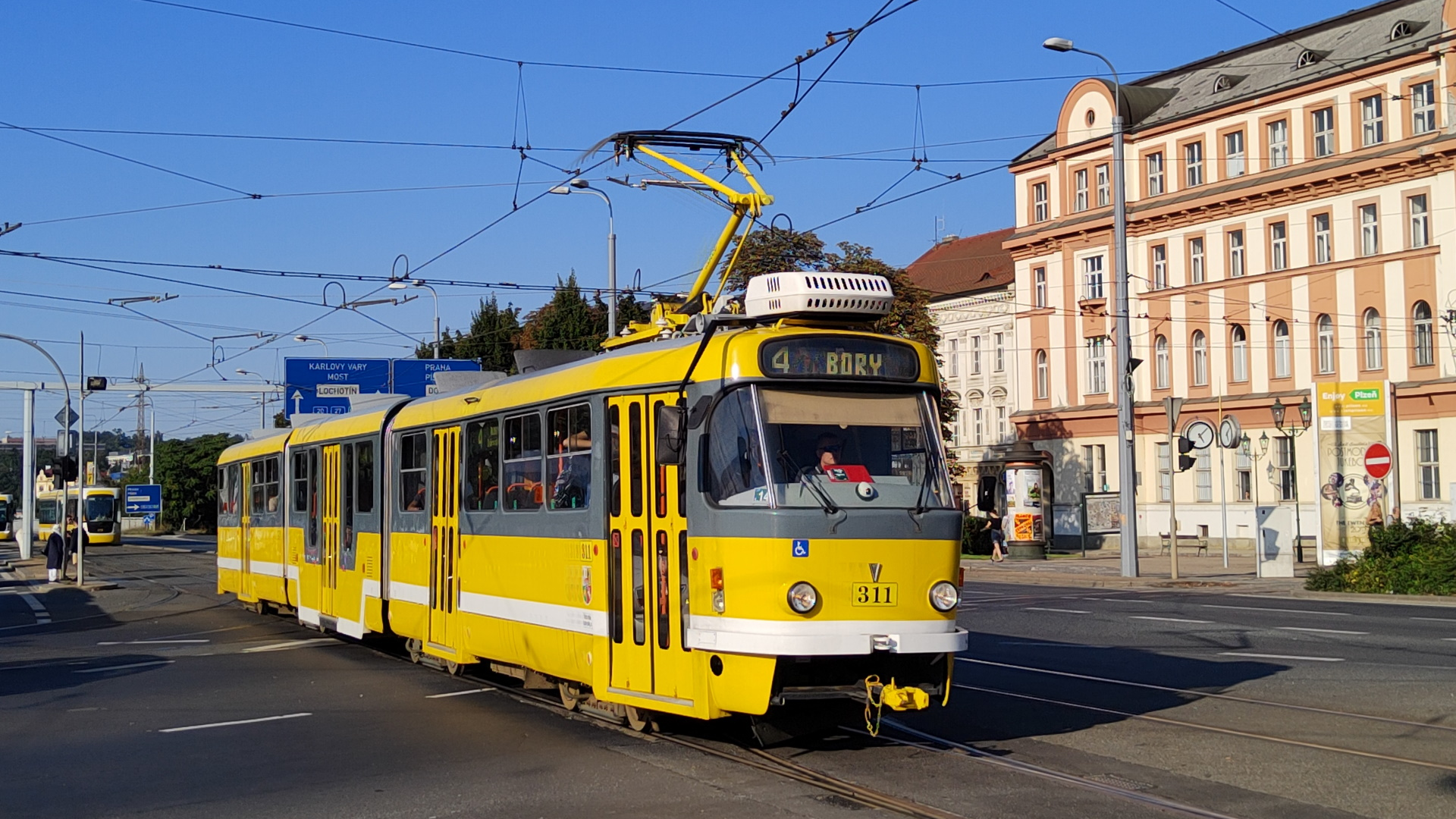
タトラK3R-NT（チェコ：プルゼニ）
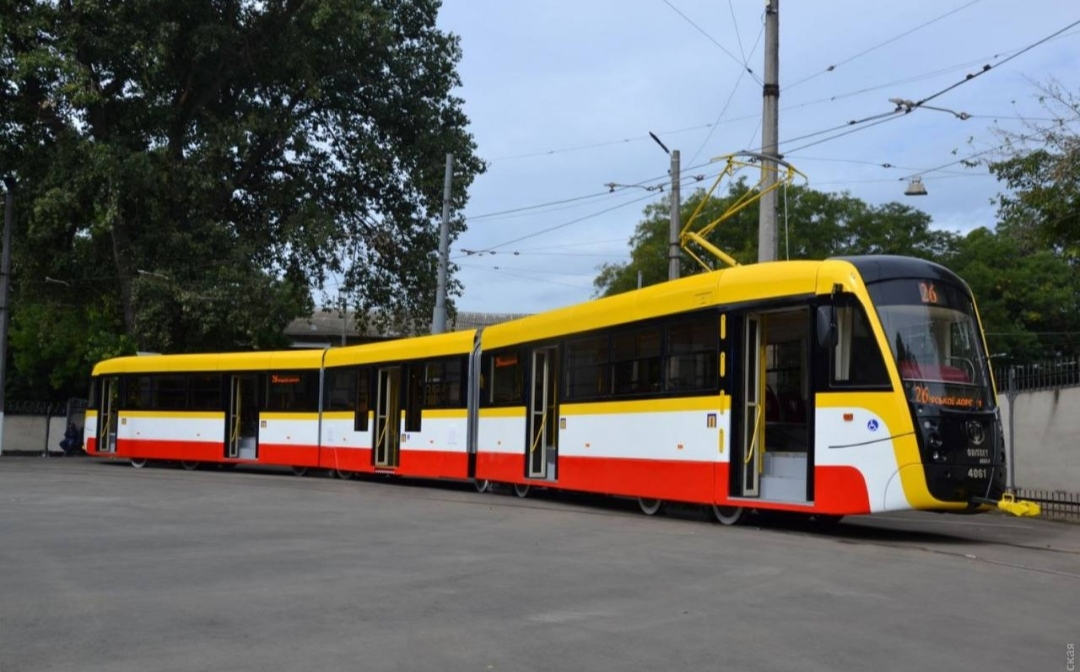
K3R-N KVP（ウクライナ：オデッサ）

### 事業用車両への改造
各都市に導入・譲渡されたタトラT3の一部は、資材輸送や軌道・架線の検測、レール削正などに用いる事業用車両への改造が行われている。その中でチェコのプラハ市電（プラハ）で使用されている潤滑剤散布用の車両（5572）は「マザチカ（Mazačka）」という愛称で呼ばれており、走行時の前面展望のライブ配信も行われている。

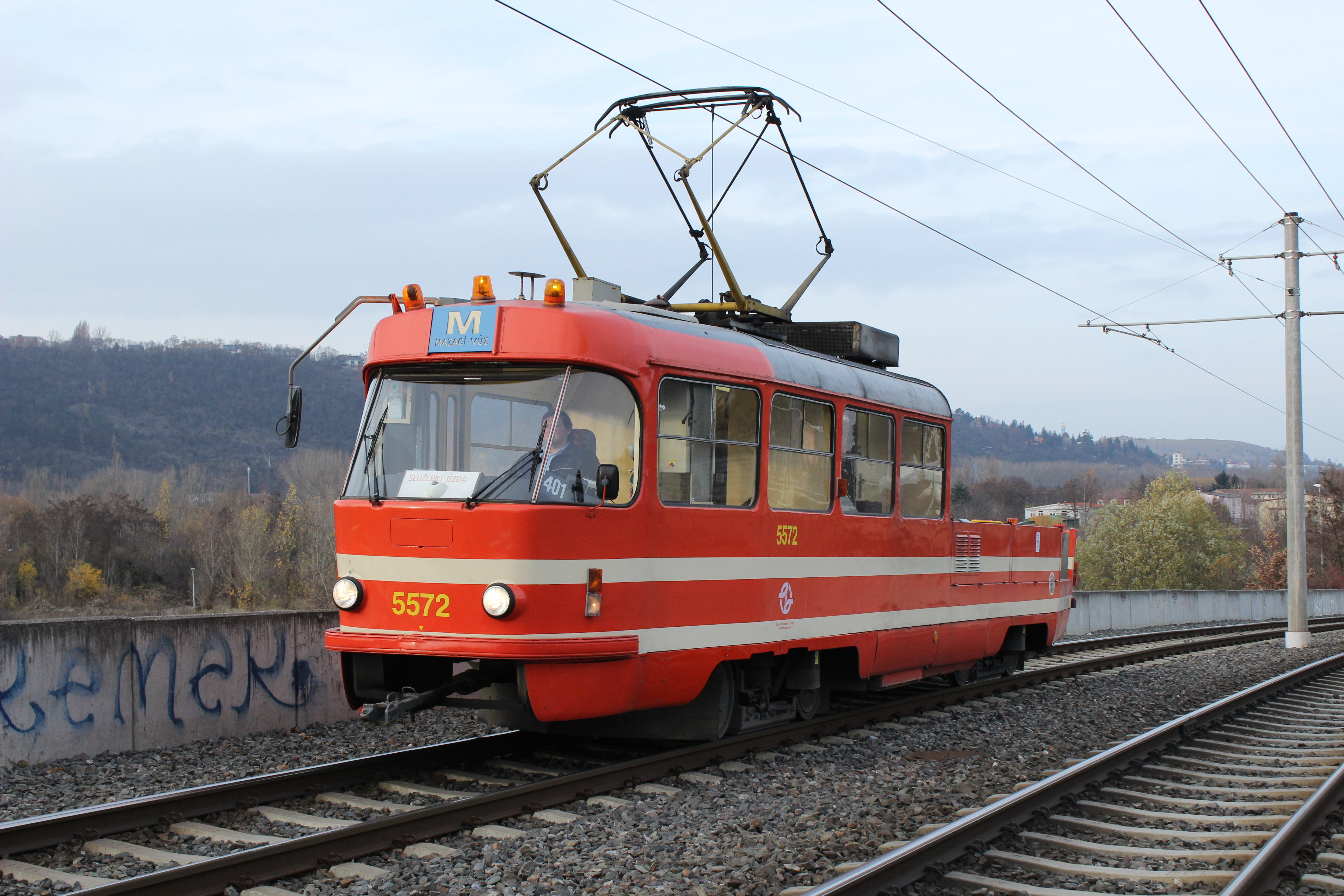
事業用車両（"マザチカ"）（チェコ：プラハ）
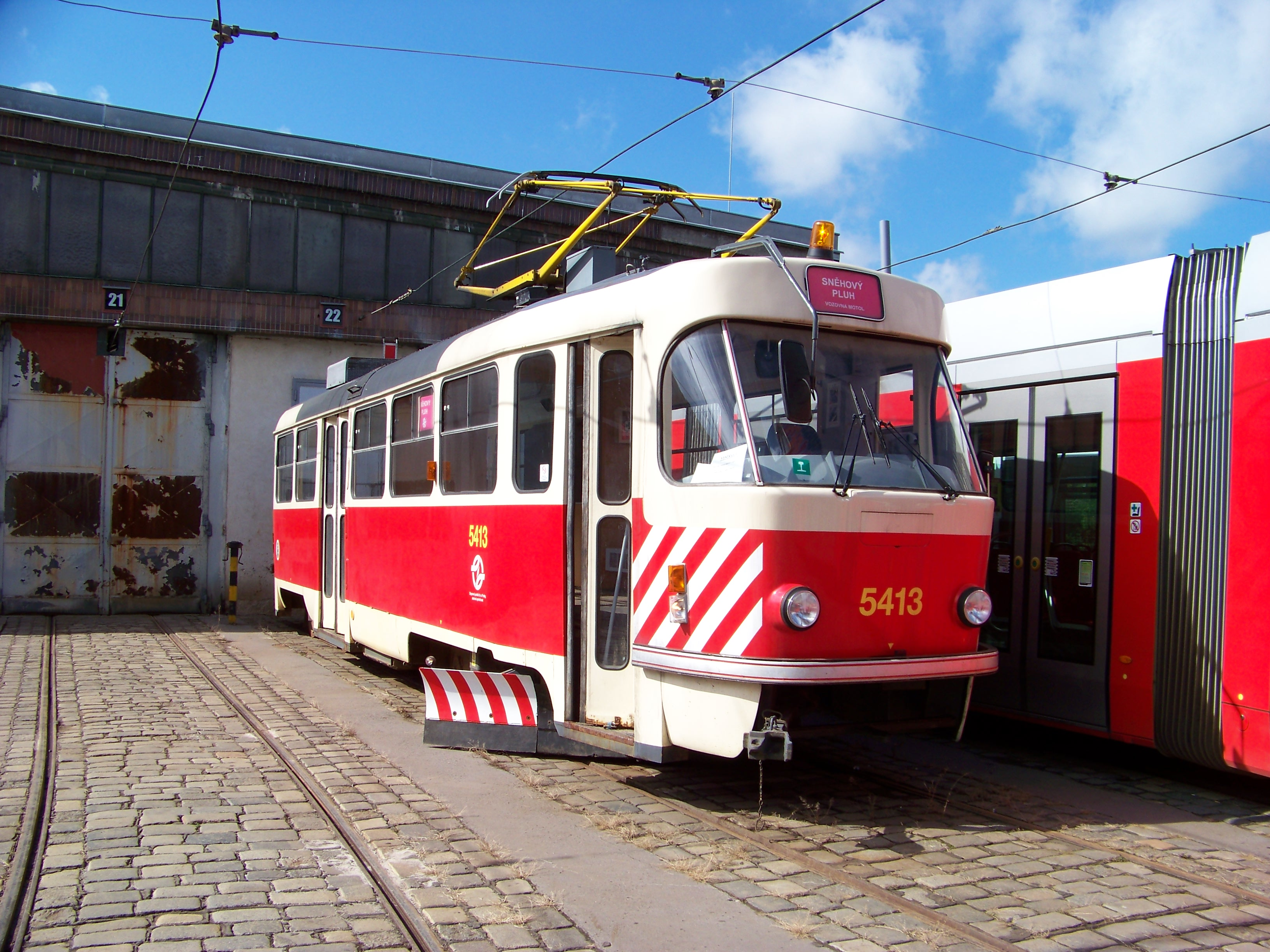
事業用車両（除雪車）（チェコ：プラハ）
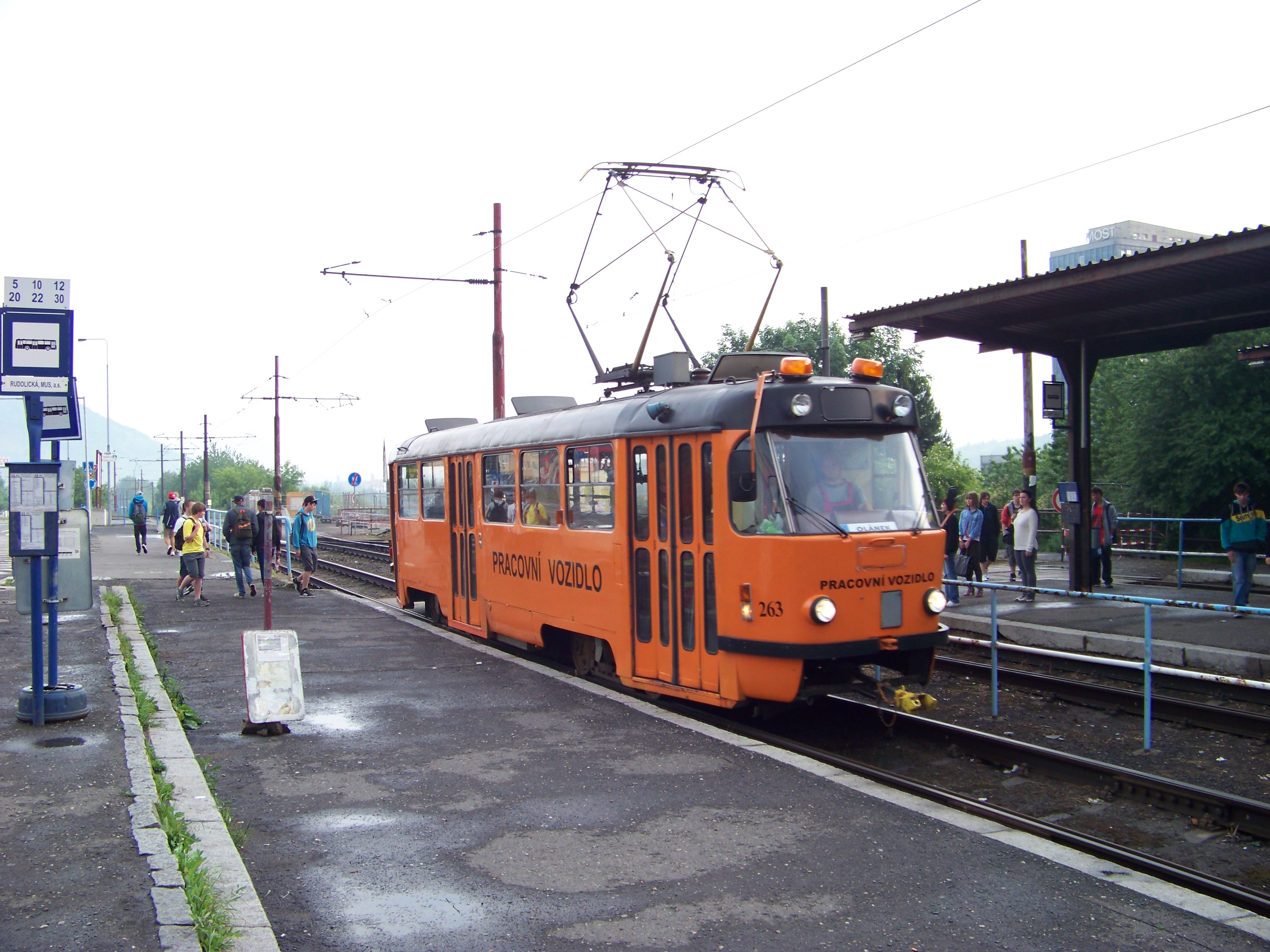
事業用車両（チェコ：モスト）
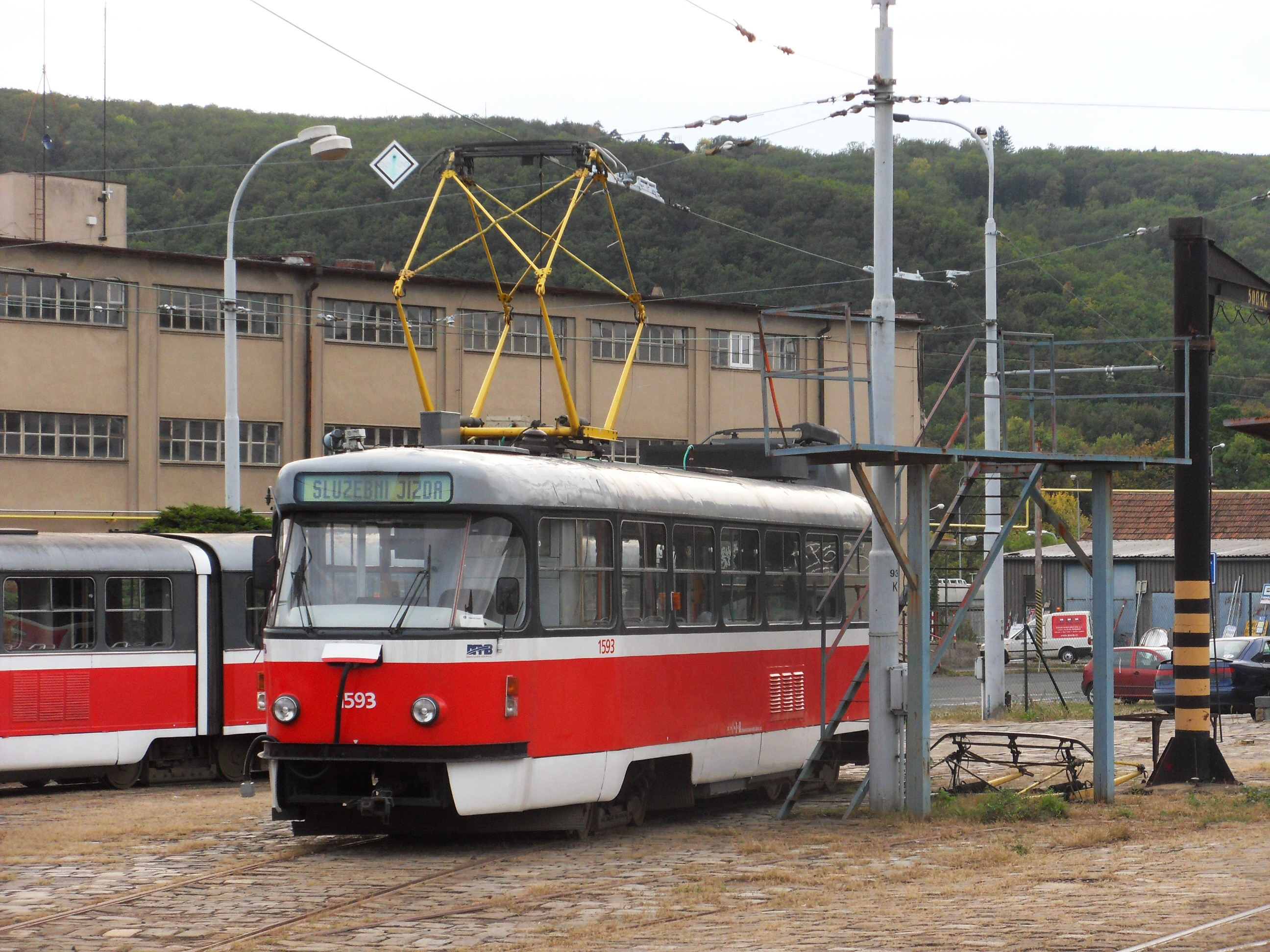
事業用車両（チェコ：ブルノ）
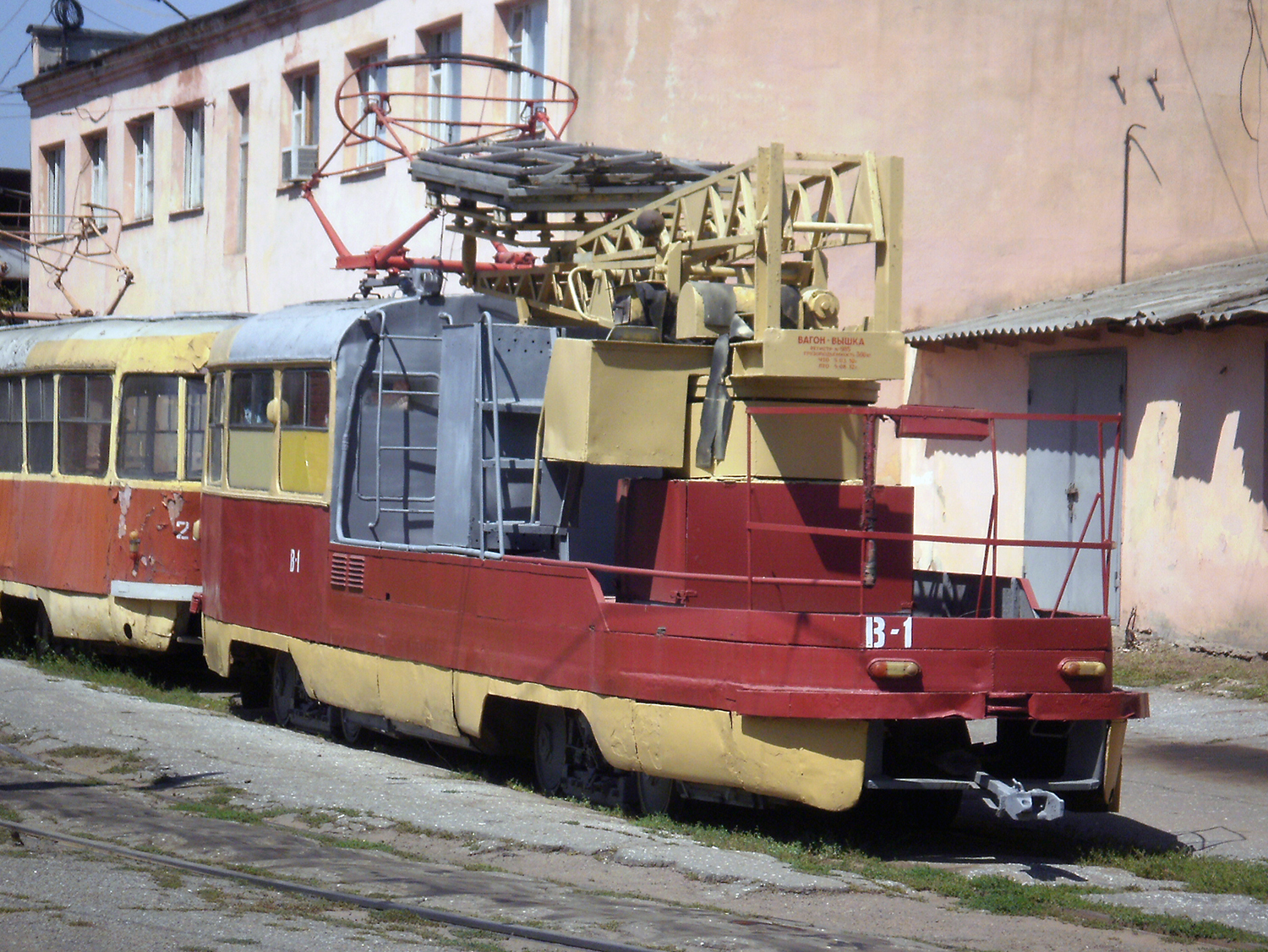
事業用車両（ウクライナ：オデッサ）
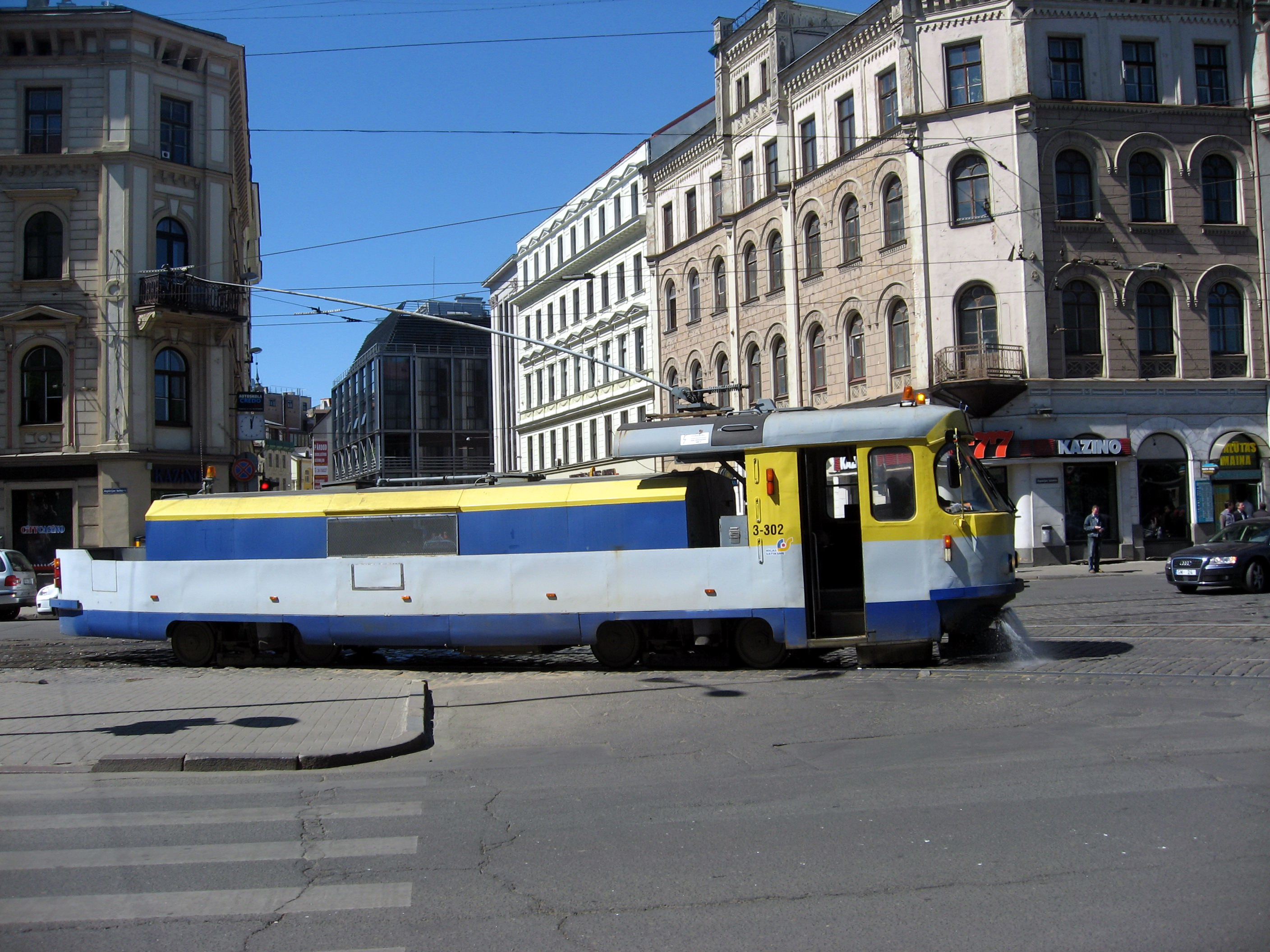
事業用車両（ラトビア：リガ）
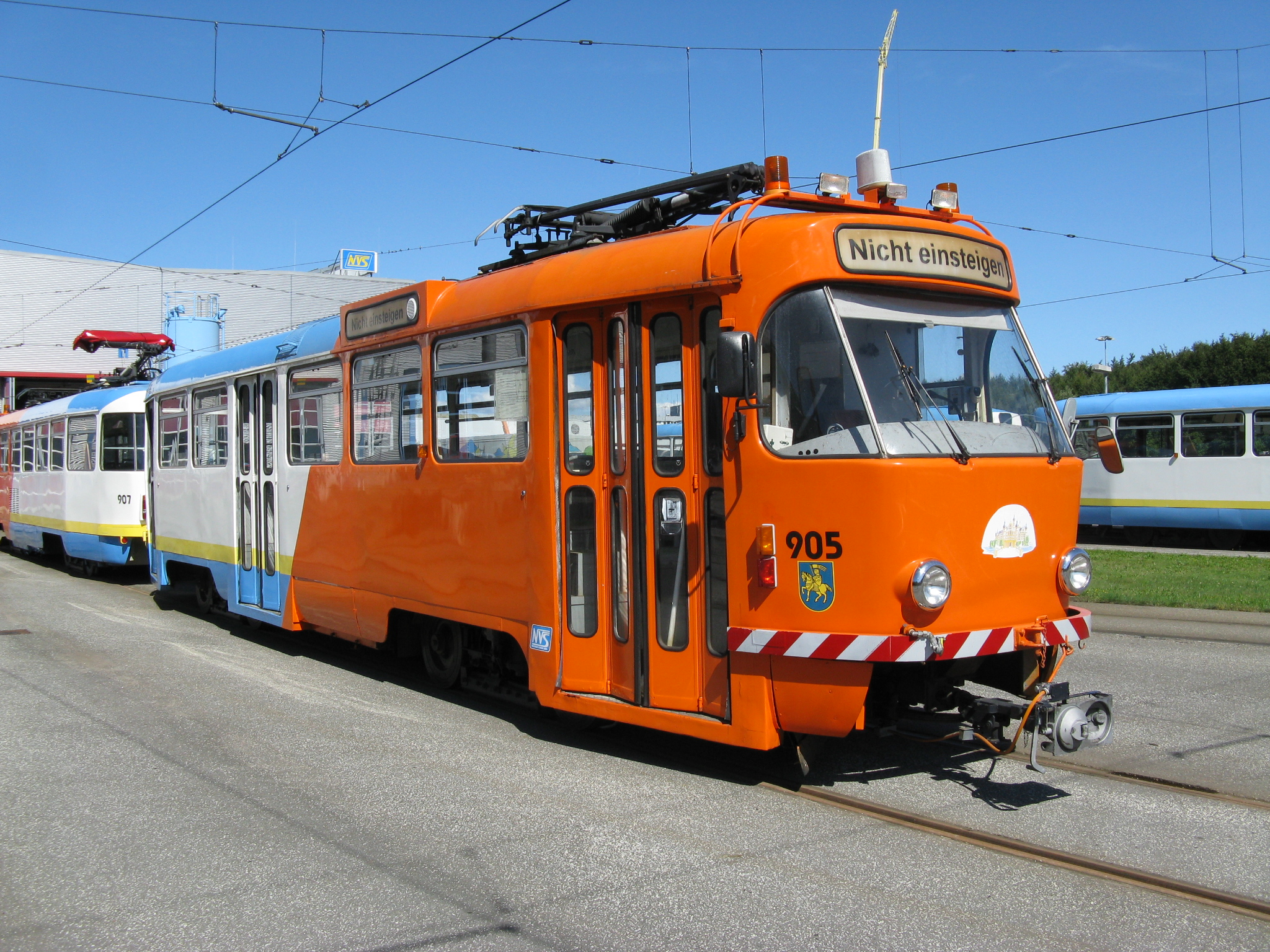
事業用車両（ドイツ：シュヴェリーン）
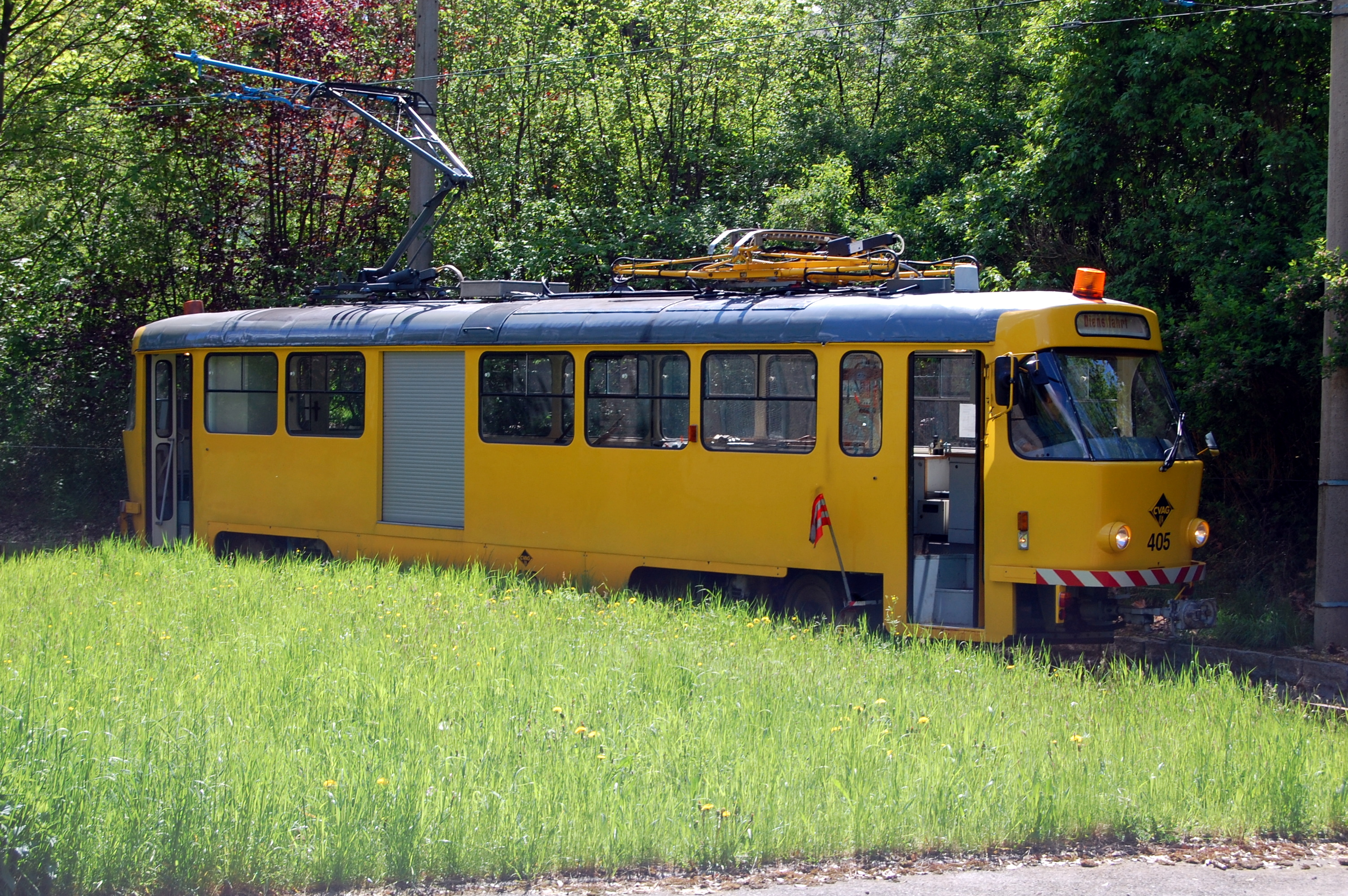
事業用車両（ドイツ：ケムニッツ）

## 東アジア諸国のタトラT3

### 北朝鮮

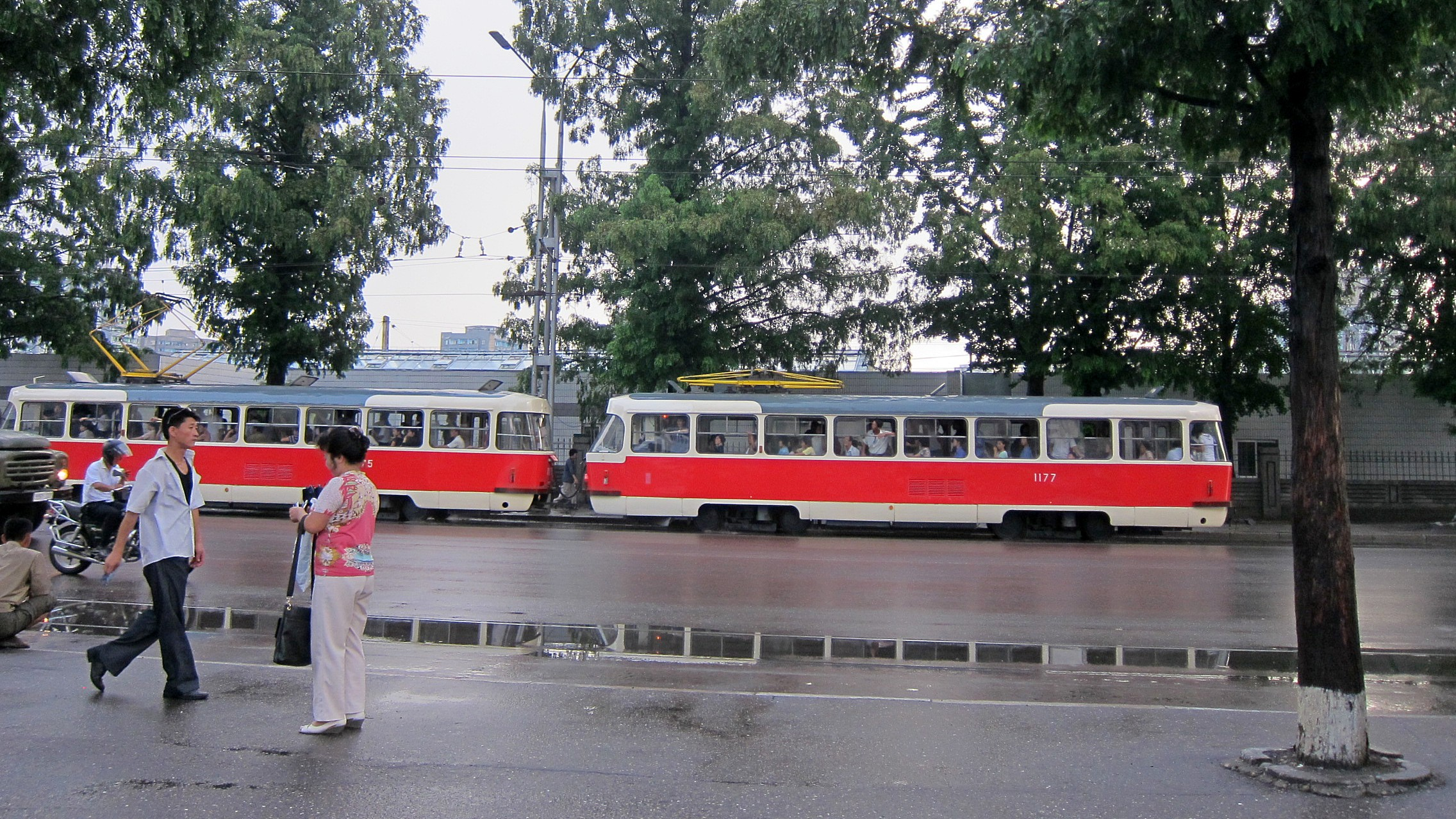
タトラT3（北朝鮮：平壌）

朝鮮民主主義人民共和国（北朝鮮）の首都・平壌市内の路面電車である平壌市電では、2008年以降プラハ市電から譲渡された20両のタトラT3が使用されている。内訳はタトラT3が4両、タトラT3SUCSが16両である。

### 韓国

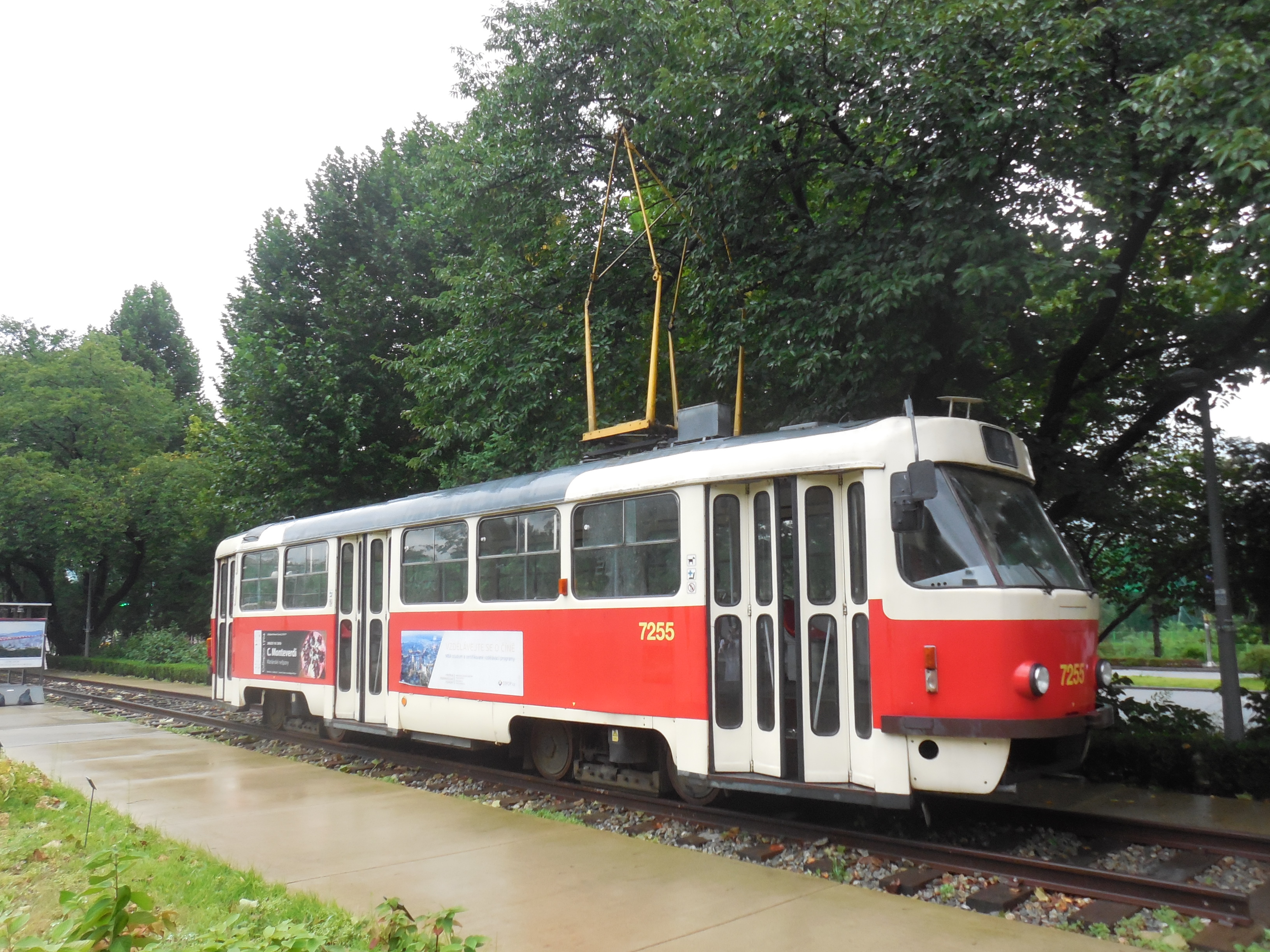
タトラT3SUCS（韓国：花郎台鉄道公園）

プラハ市電で使用されたタトラT3SUCSのうち1両（7255）は廃車後に韓国へ輸出され、同国の花郎台鉄道公園（화랑대 철도공원）で静態保存されている。

### 日本
高知県の路面電車であった土佐電気鉄道（現：とさでん交通）は1980年代から1990年代にかけて国外の路面電車車両を多数譲受しており、タトラT3についても1994年にプラハ市電から1両を譲り受けたが、運用に就く事はなく車庫で荒廃が進んだ結果2004年に解体されている。